# ウマ娘 プリティーダービー
『ウマ娘 プリティーダービー』（ウマむすめ プリティーダービー）は、Cygamesによるスマートフォン向けゲームアプリとPCゲーム、およびそれらを中心としたメディアミックスコンテンツ。略称は『ウマ娘』。ジャンルは基本プレイ無料の育成シミュレーションゲームで、競走馬を擬人化したキャラクターである「ウマ娘」を育成し、「トゥインクル・シリーズ」と呼ばれるレースでの勝利を目指すという内容。

## 制作背景
2016年3月26日に開催された「AnimeJapan 2016」でプロジェクトの始動が発表された。同年8月21日に開催された「Cygames NEXT 2016」でプロジェクトの詳細が発表され、この際、一部の声優交代も合わせて発表された。
ゲームアプリは当初は2018年冬リリース予定としていたが、2018年12月に配信の延期が発表され、未定期間を経て2021年2月24日より配信を開始した。また、ゲームの配信に先立つ形で、コミックやCD、テレビアニメなど多角メディア展開が行われており、各種漫画がCygamesのWEBコミックサイト「サイコミ」で掲載。2018年4月から6月にかけてはテレビアニメが放送され、本作のスピンオフ4コマ漫画『うまよん』も2020年7月より放送されていた。
発表当初はかつてバンダイナムコエンターテインメントにて『アイドルマスターシリーズ』などに携わった石原章弘がコンテンツプロデューサーとして制作指揮を務めていたが、石原は2019年4月をもってCygamesを退社、それに伴い同職も退任している。
本作に登場するウマ娘の名前（モチーフとなる競走馬の名前）は、その使用に際して全て馬主に許諾を得た上で使用している。
2022年2月15日、台湾・香港・マカオ向けの繁体字版のゲームアプリがCygamesの代理であるKomoe Game（小萌科技）により配信決定が発表され、4月27日に事前登録受付を開始した。2022年6月27日から繁体字版が正式に配信開始された。
韓国ではカカオゲームズにより2022年6月20日より配信を開始し、2022年4月28日に開始した事前登録は10日で100万件を突破した。また、中国本土でもbilibiliが2023年8月30日より簡体字版の配信を開始し、2023年8月4日に開始した事前登録は10日で100万件を突破した。
2024年6月24日、同日夜に配信された動画番組『ぱかライブTV』において、北米・ヨーロッパ圏向けに英語版をリリースすることを発表した。
2025年4月27日、同日夜に配信された動画番組『ぱかライブTV Vol.52』において、2025年6月26日（木）9:30にSteam版がリリースすることを発表した。

## ゲームシステム

### ウマ娘の種類
まず、これ以降ゲームシステムを解説する上で文中に現れるウマ娘の種類について記述する。
育成ウマ娘
「プリティーダービーガチャ」（後述）で獲得できる、育成の対象となるウマ娘。ゲーム中のミッションなどで単に「ウマ娘」という場合、こちらを指す。
ガチャ排出時のレアリティは星1から星3の3段階で、才能開花（後述）させることで最大星5まで上げることができる。星3以上の育成ウマ娘は勝負服が実装されている。星1・星2の育成ウマ娘は排出時点で共通の勝負服となっているが、才能開花させて星3まで上げることでキャラクター固有の勝負服を獲得することができる。
何度育成しても消失することはない。
サポートウマ娘
「サポートカードガチャ」（後述）で獲得できる、育成時に育成ウマ娘の成長を補助するために必要なサポートカードとして利用するウマ娘。ただしウマ娘以外の人物のサポートカードもあり、その場合は「サポートキャラ」と呼ばれる。カードのレアリティはR、SR、SSRの3種類、区分はスピード、スタミナ、パワー、根性、賢さ、友人、グループの7種類。
育成ウマ娘のサポートをし、ステータスの上げ幅が上がったり、スキル獲得のヒント（スキル獲得に必要なスキルポイントが減少する）を獲得するなど、そのカード固有のサポートを行う。さらに一緒にトレーニングを重ねることでサポートカードに設定された絆ゲージが上昇し、ゲージが一定量に達するとステータスを大きく上昇させる友情トレーニングが発生することがある。なお、育成ウマ娘と同じウマ娘のカードや、同名ウマ娘のカードの2枚以上の使用はできない（グループカードの場合、含まれるすべてのウマ娘が対象）。
継承ウマ娘
育成開始時に2人を選択し、育成開始直後と育成中に2回（合計3回）発生する継承イベントで使われるウマ娘。基本的には自分で育成した殿堂入りウマ娘を使用しなければならないが、マニー（ゲーム内通貨）を支払うことで他のプレイヤーが育成したウマ娘を1回の育成につき1人レンタル利用することもできる。レンタル回数は1日5回までだったが、2025年2月24日以降、1日10回に増加した（うち1回は無料）。
殿堂入りウマ娘
目標を全て達成したか否かに関わらず、育成が終了したウマ娘。ステータスの数値やレースの成績や獲得スキルが総合的に判定されてランク付けされ、また継承される因子などが決定されて殿堂入りウマ娘となる。
新たなウマ娘を育成する際に継承ウマ娘として使用したり、チーム競技場で行われるチーム戦や、デイリーレース、レジェンドレースなどの各種レースに参加させたりすることができるようになる。継承ウマ娘として利用しても消失することはない。
二つ名
育成中に一定の条件を満たすことで取得できる称号。育成終了時、取得したもののうち1つを殿堂入りウマ娘に付与することができる。また育成ウマ娘ごとに1つずつ固有の二つ名が実装されている。
殿堂入りウマ娘のステータスは育成終了後は一切変更できないが、二つ名のみは育成中に獲得したものに限り、任意に変更できる。

### 育成
プレイヤーはトレーナーとなってウマ娘を育成し、トゥインクル・シリーズに出走させて勝利を重ね、より多くのファンを獲得することがゲームの基本的な流れとなる。
育成
まずプレイヤーは育成シナリオ（後述）を選択し、次に所持する育成ウマ娘の中から育成するウマ娘を1名選択し、能力を継承する継承ウマ娘2名とトレーニングを補助するサポートカード6枚（うちフレンド枠(レンタル)1枚）をそれぞれ選択する。
育成開始の際にはTPを30消費する。TPは時間経過か、アイテムまたはジュエルを使用することで回復する。
育成期間はジュニア級（2歳期相当）からシニア級（4歳期相当）の3年間（合計72ターン）と、それに続く各シナリオごとのレースイベント（6ターン、後述）。
育成のメイン画面では、トレーニングや休みなどのコマンドを選択しながらスピード・スタミナ・パワー・根性・賢さの各ステータスを上昇させ、育成ウマ娘を強化していく。
育成期間中には様々なイベントが発生し、ウマ娘の能力が増減したりスキルを獲得したりする。発生するイベントはどのウマ娘でも発生する共通イベントと育成ウマ娘やサポートカード毎に設定されたものがある。各ウマ娘やサポートカードに対応するイベントは詳細画面で確認が可能だが、詳細画面で確認できず特殊な条件を満たさないと発生しない隠しイベントも存在する。
育成ウマ娘には、「（レース名）で○着以内」や「ファンを○○人獲得」といったような育成目標が複数設定されており、達成できないとその時点で強制的に育成終了となる（着順が指定されているレースでは、目標に届かなかった場合にアイテムによるコンティニューが1回の育成につき5回まで可能）。設定される目標はモデルとなった競走馬が辿った軌跡をなぞるものが多く、一部のレースでは枠番や天候、開催競馬場などもモデルに合わせて固定される。ただし、全育成ウマ娘で共通の育成目標を採用しているシナリオも存在し、これを用いることで育成目標の都合上出走できないレースに出走することも可能。
すべての育成目標を達成した場合、選択した育成シナリオによって「URAファイナルズ」・「トゥインクルスター・クライマックス」・「グランドマスターズ」（6ターン）・「凱旋門賞（シニア級）」・「Dream fest Legends」のいずれかに進出する。各レースの詳細については#ゲームを参照。敗退した場合はノーマルエンディング、優勝した場合はグッドエンディングとなる。
育成シナリオ
シナリオは2023年までは半年に1度のペースで追加されてきたが、2024年からは4ヶ月に1度のペースに短縮された。
2025年7月4日現在、下記の11個の育成シナリオが実装されている。各シナリオはそれぞれに異なるシステムが存在し、育成できるウマ娘の最大ステータスなどが変化する。
またシナリオによっては特定のウマ娘が「シナリオリンク」に設定されている場合があり、育成ウマ娘、サポートウマ娘に設定しているとシナリオの内容に若干の変化が現れる。
- 新設！ URAファイナルズ（初期実装）
- アオハル杯 〜輝け、チームの絆〜（2021年8月実装）
- Make a new track!! 〜クライマックス開幕〜（2022年2月実装）

全育成ウマ娘で共通の育成目標が設定されているシナリオ。2024年11月現在、唯一全育成ウマ娘で自由にレースに出走させることができるシナリオ。1人のウマ娘で実装されている全重賞レースに勝利することで得られる称号の取得を目指す場合、基本的にはこのシナリオをプレイすることになる。
- つなげ、照らせ、ひかれ。私たちのグランドライブ（2022年8月実装）
- グランドマスターズ -継ぐ者達へ-（2023年2月実装） - 『STARHORSE4』コラボ
- Reach for the stars プロジェクトL'Arc（2023年8月実装）

全育成ウマ娘で共通の育成目標が設定されているシナリオ。また、このシナリオのみ「凱旋門賞（シニア級）」が最終レースとなる関係上、他シナリオよりもターン数が少ない。
- U.A.F. Ready GO! ～アスリートのキラメキ～（2024年2月実装)
- 収穫ッ！満腹ッ！大豊食祭（2024年6月実装)
- 走れ!メカウマ娘-夢繋ぐ発明-(2024年10月実装)
- The Twinkle Legends(2025年2月実装)

育成目標はウマ娘固有であるが、ストーリーは全ウマ娘で共通となっている。
- 無人島へようこそ-DESIGN YOUR ISLAND-(2025年6月実装)

レース
出走登録が可能になる（＝メイクデビューに出走する）と、育成ウマ娘を任意のレースに出走させることができる。レース構成は日本中央競馬会 (JRA) や地方競馬全国協会 (NAR) の番組表と同じくグレード制で、ファンの獲得数が規定に満たなければ出走できない。レース後は順位に応じてファン数（グレードが高いほどより多いファン数を獲得できる傾向にある）が増えるが、順位を落とすほど減っていく。また、ステータスが上昇し、スキルを獲得するためのスキルポイントを獲得できる。1着の場合、スキルのヒントを獲得することがあるが、6着以下になるとバッドスキル（後述）を獲得する場合がある。また、2ターン以上連続で出走させる「連闘」も可能だが、3ターン以上連続出走させた場合はやる気やステータスの低下などのペナルティが発生することもある。
レース中には展開に合わせて実況と解説が行われる。実況は茂木淳一（男性）または明坂聡美（女性）、解説は安田敬一郎が担当。実況の担当を男性にするか女性にするかはプレイヤーが選択できる。なお、育成シナリオ「Make a new track!! 〜クライマックス開幕〜」でのみ解説を細江純子が、「グランドマスターズ -継ぐ者達へ-」の特定レースでのみ実況を杉本清が、それぞれ担当する。
体力
トレーニングやレース出走を行うと減少する。体力が低いとトレーニングの失敗率が上がり、トレーニングに失敗するとステータスの減少などのデメリットを受ける。主にお休み・お出かけによって回復するほか、イベントによって増減する。
やる気
トレーニングの成長率やレースでのパフォーマンスに影響を及ぼす。主にお休み・お出かけによって上昇するほか、イベントによって上下する。
コンディション
育成に有利なグッドコンディション（橙）と、育成に不利なバッドコンディション（青）の両方がある。主にイベントにおいてランダムで獲得するが、育成ウマ娘によっては決まったイベントにおいて確定で固有のコンディションを獲得することもある。ランダムイベントで獲得したバッドコンディションは「保健室」やお出かけ（参拝）で取り除ける場合がある。
スキル
ウマ娘がレース中に特定の状況で発動する特殊効果。育成中、または育成完了時スキルポイントを消費して獲得でき、育成中にヒントレベルが上昇する（最大Lv5）ことでスキルポイントの消費量が軽減できる。
効果は能力上昇（緑）、速度／加速力／敏捷性上昇（黄）、持久力回復／消費量低下（青）、相手の能力／速度／加速力／持久力低下（赤）、自身の能力低下（紫）に大別される。また、同系統で効果が強化されたレアスキルも存在する。
バッドスキル
レースで大敗した際などに、特定の条件下でのレースが苦手になるバッドスキル（紫）を強制的に獲得してしまう場合がある。こちらはスキルポイントを消費してそのバッドスキルを取り除くことができ、さらにバフスキル（緑）を獲得できるものもある（まれに解消できないものもある）。
固有スキル
ウマ娘が最初から獲得しているスキルで、効果は様々に異なる。また、育成中のイベントによってスキルレベルと効果が上昇する。
発動時にはカットインが入るが、初期星3のウマ娘のそれは星1や星2のウマ娘に比べて派手になる。
なお、継承により他のウマ娘が取得することも可能だが、通常スキルと同じ扱いとなり（レベルの概念がなくなり）、効果も本来の固有スキルよりやや落ちる。
進化スキル
2023年2月22日のアップデートで追加。育成中に特定の条件を満たすことで、育成完了時に特定のレアスキルを進化スキルに変更することができる。
ウマ娘固有のものとシナリオ固有のものが存在し、前者はウマ娘が最初からヒントを取得しているレアスキル、後者は主にシナリオ中、またはシナリオリンク対象の友人サポートカードからヒントを得られるレアスキルが対象となっている。ウマ娘によっては1つのレアスキルに複数の進化先が設定されている場合や、シナリオ固有のものと重複している場合があるが、この場合はどれか1つだけを選択することになる。（進化させずレアスキルのままにすることも可能）
基本的に元々のレアスキルから効果量が上昇したり、発動条件が緩和されたりする事がほとんどであるが、発動条件が厳しくなるかわりにより効果量が上昇するものや、効果が全く変わるものも存在する。
元々が同じレアスキルであっても、各ウマ娘・各シナリオ毎に進化スキルの名称や変更内容は異なる。

継承
ウマ娘の育成開始時と育成中の継承イベントの際、継承ウマ娘を使って因子を受け継ぐシステム。
直接選択する継承ウマ娘は2人だが、継承ウマ娘の1世代前（育成ウマ娘の2世代前）の4人も育成に関係する。
育成ウマ娘と同じウマ娘を継承ウマ娘として選択すること、また、継承ウマ娘同士を同じウマ娘に設定することはできない（衣装違いであっても不可能）。しかし継承ウマ娘の1世代前の4人についてはその限りではなく、この中に育成ウマ娘と同じウマ娘が設定されていても、もう片方の継承ウマ娘と同じウマ娘が設定されていてもよい。
ウマ娘間には得意とするバ場や距離、脚質、寮での「ルームメイト」の設定等で相性が決まっており、相性のよい組み合わせで継承を行うとより良い結果になりやすい。その他、継承ウマ娘が育成時に勝利したG1レースが共通している場合にも相性が底上げされる。
因子
殿堂入りウマ娘に付与され、継承時にステータスや適性を上げたり、スキルのヒントが得られたりするもの。★☆☆から★★★まであり、星の数が多くなるほど効果が強くなる。
2022年8月24日のアップデートより育成終了時にTP30を消費して獲得する因子を1回再抽選することもできるようになった他、2024年8月24日のアップデートからはTP30消費の再抽選に加えてジュエルを消費することで更に2回まで(合計3回)再抽選できる他、有償の因子再獲得パスを購入することで、TP、ジュエルの消費無しで再抽選を3回行うことができる。
2025年2月24日のアップデートからは育成完了時にジュエルを消費することで、基礎能力因子、適正因子のうちいずれかを確定で選出させることができる。有償の因子指定パスを購入することで、ジュエルの消費無しで指定することが可能。
殿堂入りウマ娘となったあとは原則的に変更できないが、定期的に開催されるイベントで基礎能力因子、適正因子、固有因子の星の数を増やすことは可能。
因子には以下の種類がある。（括弧内はゲーム中で表現される色）
基礎能力因子（青）
ウマ娘の基礎ステータス(スピード、スタミナ、パワー、根性、賢さ)を上昇させる。
育成開始時、育成中の継承イベント全てでほぼ確実に発動する。星の数が多いほどステータスの上昇量が増える。
殿堂入りウマ娘には必ず1つ付与される。どのステータスが対象となるかはランダムだが、選ばれたステータスが高いほど星の数が多くなりやすい。
適正因子（赤）
ウマ娘の適性（バ場、距離、脚質のいずれか）を上昇させる。
育成開始時は確実に発動し、星の数の合計に応じて対応する適性を上昇させる。
育成中の継承イベントではランダム発動し、発動した場合対応する適性を1段階上昇させる。星の数が多いほど発動率が上がる。
殿堂入りウマ娘には必ず1つ付与される。自身の適性のうちA, Sのいずれかであるものからランダムに選択され、星の数もランダムとなる。
固有因子（緑）
ウマ娘に継承ウマ娘の固有スキルのヒントを与える。
育成開始時、1世代前の2人のものが確実に発動し、星の数に応じてヒントレベルが高くなる。2世代前の4人のものは発動しない。
育成中の継承イベントでは2世代前の6人分全てがランダムに発動し、星の数が多いほど発動率が上がる。上昇するヒントレベルはランダム。
殿堂入りウマ娘には自身の固有スキルに対応するものが必ず1つ付与される。星の数についてはランダム。
汎用因子（白）
以下の種類が存在し、それぞれ発動した場合の効果が異なる。
- レース因子: G1レースの名称で、ウマ娘の基礎ステータス（1ないし2種類）上昇させ、バフスキル（緑）のヒントレベルも上昇させるものもある。
- スキル因子: スキルの名称で、当該スキルのヒントレベルを上昇させる。
- シナリオ因子: シナリオ名、またはシナリオに関連する名称で、ウマ娘の基礎ステータス（1ないし2種類）を上昇させる。シナリオによっては該当する因子が複数存在する場合があり、これらが同時発動することでのみ得られるスキルも存在している。
- 遺伝子因子: 「(適性名)の遺伝子」と言う名称で、該当する適正を上昇させる。
- 目覚め因子: 「(基礎ステータス)の目覚め」または「(レース条件)の目覚め」と言う名称で、前者は該当するウマ娘の基礎ステータス、後者は該当するバフスキル(緑)のヒントレベルを上昇させる。
- 隠し因子: 発動するとランダムに基礎ステータスを上昇させる。

共通して、育成開始時は発動せず、育成中の継承イベントでのみ発動する。星の数が多いほど発動率が上がる。
殿堂入りウマ娘には育成の内容に応じてランダムに設定され、設定される星の数もランダム。

### 強化編成
育成ウマ娘およびサポートカードの強化などができる。なお、これらの強化を行ってもそれ以前に育成完了した殿堂入りウマ娘が強化されることはない。
覚醒Lv強化
育成中に獲得できるアイテムとマニーを用いて育成ウマ娘の覚醒Lvを上げ、育成中にデフォルトでアンロックされるスキルを増やすことができる。
ガチャでの排出時点では全てLv1で、最大はLv5。Lv3以上になると、その育成・殿堂入りウマ娘のアイコンが金色に変化する。
才能開花
ガチャでそのウマ娘が排出された時や女神像（後述）との交換で入手できるピースを使って育成ウマ娘の星の数を上げ、育成前時点でのステータスや固有スキルのレベルを強化できる。
先述の通りガチャでの排出時点では星1から星3まで分かれており、最大は星5。星3以上になると、その育成・殿堂入りウマ娘のアイコンイラストが勝負服を着たものとなる。
育成ウマ娘解放
未獲得の育成ウマ娘のピースを150個集めると、そのウマ娘を獲得できる。
ピース保管室
ピースを、他のアイテムに交換できるクローバーに変換できる。
Lv強化
マニーとSPを使用してサポートカードのLvを上げ、絆ゲージを上げるなどサポート効果の増強を行うことができる。
上限解放
同じ（重複している）サポートカードを合成することで、Lvの上限値を最大で4回まで引き上げることができる。
カード保管室
2枚以上あるサポートカードのうち1枚を超えるものを、他のアイテムに交換できる蹄鉄に変換できる。

### レース
自分の殿堂入りウマ娘を出走させることができるレース。
デイリーレース
殿堂入りウマ娘を1日3回まで出走させることができるレース。2024年12月20日現在、マニーを獲得できるムーンライト賞（京都・芝1600m）とサポートポイントを獲得できるジュピターカップ（中山・芝2000m）の2種類のレースがあり、それぞれEASY・NORMAL・HARD・VERY HARD・EXTREME(2024年12月20日追加)の4種類の難易度が用意されている。難易度が高いものほど、レース時に獲得できる報酬の量は多くなっている。
デイリーレジェンドレース
2022年3月18日より実装された、過去に行われたレジェンドレース（後述）を復刻したレース。殿堂入りウマ娘を1日1回のみ出走させることができる。レジェンドウマ娘に勝利するとそのウマ娘のピースを獲得できる。
なお、デイリーレースと違い、ジュエルによる回数回復は不可能な仕様となっている。
チーム競技場
殿堂入りウマ娘でチームを組み、他のトレーナーとレースで対戦する。対戦相手は自身のチームランクに合った他トレーナー3人からプレイヤーが選択する。
レースの場所・距離・天候やウマ娘のやる気・枠番はランダムに決定されるが、1回の出走につき最大2種類まで条件を変更するアイテムを使用することができる。
出走開始時にRPを消費する。RPは時間経過か、アイテムまたはジュエルの使用で回復する。
1レースで獲得したポイントの最大値に準じて1週間単位でクラス（6段階）の上昇・維持・下降が行われ、それぞれの際に報酬として一定量のジュエルとフレンドポイントが獲得できる。
イベントレース
不定期に開催されるレース。開催中のイベントレースの結果を、休止期間を挟んだ次のイベントレースに引き継ぐことはできない。
レジェンドレース
殿堂入りウマ娘をレジェンドウマ娘に挑戦させるイベント。
レジェンドウマ娘は、指定された中央GI競走でモデルとなった競走馬が優勝、あるいは好着しているウマ娘である。
チャンピオンズミーティング
殿堂入りウマ娘でプレイヤー同士が対戦するイベント。チームランクを一定以上に上げると出場できる。2021年5月の開始当初は「○○杯」（○○は十二星座の洋名）のレース名で毎月開催されていたが、2023年4月分の開催を以って「○○杯」のレース名および毎月開催は廃止され、名称を開催時の距離の英大文字に変更すると共に、隔月開催に変更された。
出走ウマ娘がUEランク以下限定の「オープンリーグ」と、ランク無制限の「グレードリーグ」に分かれる。
開催日程、レース場、距離、コース、天候、バ場状態は固定で、事前にゲーム内告知や公式X(旧Twitter)で発表される。
基本的な日程は各月の中旬頃に開催され、オープンかグレードかのリーグエントリー期間が3日間、各リーグでのラウンド1が2日間、ラウンド2が2日間、決勝ラウンドのエントリー期間が1日間、決勝ラウンド1日間のスケジュールで行う。
チャンピオンズミーティングの流れとしては、プレイヤーはまず3人のウマ娘を選ぶ。この時、3人とも別のウマ娘を選ばねばならず、衣装違いでも名前が同じウマ娘を選ぶことはできない。
その後ランダムに2人の他トレーナーとマッチングされてレースを行い、1着となったウマ娘のトレーナーが勝利、他2人のトレーナーは敗北となる（3人のトレーナー対し各3人ずつのウマ娘がいるので、計9人のウマ娘で競う）。これをレース毎に対戦相手を変えてエントリー1回につき5レース行い、エントリー1回中の勝敗数により次のラウンドのグループ分けがされる(後述)。1日で最大4回エントリーすることができ、一度エントリーしたら5レースが終了するまでエントリーしたウマ娘を変更することはできない。各ラウンド毎の詳細は次の通りである。
　ラウンド1　1回中3勝以上でAグループ、2勝以下でBグループに進出。
　ラウンド2(Aグループ)　1回中3勝以上でAグループ決勝、1勝以上でBグループ決勝に進出、0勝はラウンド2敗退となる。
　ラウンド2(Bグループ)　1回中1勝以上でBグループ決勝に進出、0勝はラウンド2敗退となる。
　決勝ラウンド　1レースで行われ、各トレーナーの最上位ウマ娘によって1位から3位の順位が付き、商品としてその順位に沿ったアイテムや称号が与えられる。
リーグオブヒーローズ
チャンピオンズミーティング同様、殿堂入りウマ娘でプレイヤー同士が対戦するイベント。2023年5月から、チャンピオンズミーティングが開催されない月に行われる。
開催日程、レース場、距離、コースは固定で、事前にゲーム内告知や公式X(旧Twitter)で発表される。ただし、天候、バ場状態はレース毎にランダムに決定する。
各月の中旬頃に開催され、エントリー期間が3日間、メインステージ6日間、エクストラステージ1日間のスケジュールで行う。
プレイヤーはまず3人のウマ娘を選択する（同じ名前のウマ娘は衣装違いを含め選択できない）。
その後、ランダムに他のトレーナー1人とマッチング(後述するランクが近い者が選ばれる)され、自分と相手のウマ娘3人ずつ、そこにモブウマ娘6人が加わり合計12人で競争を行う。
レースの順位に応じて付与される「リーグスコア」を稼ぐことでランクを上げることが目的である。ランクはブロンズ１から始まり、規定リーグスコア毎にブロンズ２、３…と上昇。ブロンズ４の次はシルバー１となる。その後ゴールドを経て最大ランクはプラチナ４となる。ランクが上昇するたびにジュエルやアイテム、称号が与えられる。
レースは5レースで1セットであり、1セットの間同じ天候、バ場状態で行われ、この間ウマ娘の変更はできない。
1セット分出走するにはチケットを1枚消費する必要がある。（1日5枚配布、最大10枚まで貯めることも可能）ただし、ランクがブロンズ１～４の間はチケットを消費しない。
レースにおいては1セット毎にチーム競技場で利用できるものと同一のアイテムを消費して使用することができる。1セット毎に使えるアイテムは2つ、同じアイテムは1日に3回(3セット)までの制限がある。
レースに出走し続けると「ヒーローゲージ」が溜まり、MAXになると次回セットで「ヒーロースキル」が発動し、レースを有利に進められる。発動する「ヒーロースキル」はランダムで、場合によっては特定のアイテムを用いることで確実に発動させられるものもある。（スキルに対応するアイテムは先述の1日3回までの制限の対象外となり、消費もしない）
メインステージの6日間終了時点での「リーグスコア」上位96名は「エクストラステージ」に進出できる。（オプションにより出走しない設定にもできる）
エクストラステージはA,Bブロック12レースの合計24レースで構成されており、「リーグスコア」の順位によって各レースに振り分けられる。モブウマ娘の出走はなく、4人のプレイヤーのウマ娘3人ずつ、合計12人の競争となる。これらのレースの天候、バ場状態はランダムで設定される。
エキシビジョン
自分で条件を設定してレースを催せる機能。既存のGIレースの条件を流用できるほか、レース場や距離などを自由に設定する「トレーナーズカップ」も利用できる。
練習
基本的に自分の殿堂入りウマ娘に勝負させるが、フォローしているプレイヤーや練習パートナーとして登録したプレイヤーが育成した殿堂入りウマ娘も参加させることもできる。
ルームマッチ
プレイヤーがレースのルームを作成し、そこに他のトレーナーが自分の殿堂入りウマ娘を参加させてレースを楽しむ。出走枠に参加人数が満たない場合はランダムに他のモブウマ娘が補充される。観戦のみを行うこともできる。

### イベント
不定期に、育成でポイントを集めてアイテムなどをゲットできるイベントが開催される。上記の「イベントレース」との区別のため「ストーリーイベント」と書かれることもある。
通常時と同じように育成を行い、育成終了時の状況に応じてポイントが与えられ、ポイントに応じてイベントオリジナルストーリーが解放されたり、イベント限定サポートカードやアイテム、ガチャチケットが配布されたりする。

### ガチャ
育成ウマ娘ガチャとサポートカードガチャの2種類のガチャがある。各ガチャともジュエルを消費することでガチャを回すことができる。ジュエルはログインボーナスやミッションの報酬としての無償配布の他、有償での購入も可能。前者は育成ウマ娘とそのピース、後者はサポートカードを獲得できる。
プリティーダービーガチャ
ゲートからのスタートをモチーフとしており、排出されるウマ娘のレアリティによってゲートの色が銀色（星1）、金色（星2）、虹色（星3）に変化する。すでに所有しているウマ娘が排出された場合、そのウマ娘のピースと好きなウマ娘のピースに交換できる女神像に変換される。
サポートカードガチャ
アルバムをめくる演出になっており、排出されるカードのレアリティによってしおりや表紙の色が銀色（R）、金色（SR）、虹色（SSR）に変化する。すでに所有しているサポートカードが排出された場合は「保管室」に移動され、サポートカードの性能を上昇させる上限解放に使用するか、ショップにて利用できる蹄鉄に交換することができる。

### ストーリー
ゲームでのストーリー機能は主にチーム〈シリウス〉やチーム〈アスケラ〉の軌跡を描く「メインストーリー」、ウマ娘とトレーナーの出会い・交流を個別に描く「ウマ娘ストーリー」、過去のイベントのストーリーなどが含まれる「エクストラ」の3種類が存在する。基本的に、ストーリーをひとつ見終わるごとにジュエルがもらえる。

#### メインストーリー
トレセン学園のレースチームを舞台に、各章ごとにそこに所属する1人のウマ娘にスポットを当てたストーリーが展開される。ストーリーを全話閲覧すると、その章で主役となったウマ娘のサポートカードを受け取ることができる。なお、読み進めるためにはレースをクリアする必要があることもある。各章ごとにフィーチャーされたウマ娘は以下の通り。
- 第1部：チーム〈シリウス〉を舞台としたストーリー。先代トレーナーの引退と共に弟子であるサブトレーナーから昇格して跡を継いだトレーナー（プレイヤーの分身）だったが、時を同じくして殆どのメンバーが移籍してしまい、〈シリウス〉は存続の危機に立たされてしまった。トレーナーは唯一残った〈シリウス〉のキャプテン・メジロマックイーンと共に活躍を積み重ね、やがてスカウトを経て〈シリウス〉を再び発展させていく。
  - 第1章「駆け出しの一等星」 - メジロマックイーン[31]
  - 第2章「小さながんばり屋」 - ライスシャワー[31]
  - 第3章「夢を掴む特急券」 - ウイニングチケット[31]
  - 第4章「滾り、渇望す」- ナリタブライアン[32]
  - 第5章「scenery」 - サイレンススズカ[33]
  - 最終章　前編「夢の原石」、後編「煌めきはどこまでも」 - スペシャルウィーク
- 第2部：チーム〈アスケラ〉を舞台としたストーリー。〈アスケラ〉のトレーナーと彼が担当するキングヘイローは敗北を重ねながらも諦めずに遂に高松宮記念を制覇。その姿に憧れたラインクラフトとシーザリオは〈アスケラ〉に入り、トリプルティアラ路線を舞台に競い合うこととなる。やがて2人はそれぞれ栄光を掴んでいくが、同時に苦難が襲うこととなる。
  - 前編「ヒカリ射し、芽吹くとき！」 - ラインクラフト
  - 中編「盛夏の星、晩秋の華」 - シーザリオ
  - 後編「種を貴方に、希望は巡る」 -  フサイチパンドラ

#### ウマ娘ストーリー
育成ウマ娘とトレーナーの出会いやスカウトまでの経緯（1 - 4話）、およびスカウト後の交流（5 - 7話）を描いた全7話のストーリー。閲覧できるのはすでに獲得している育成ウマ娘のもののみで、親愛度を上げることで徐々に解放されていく。

#### エクストラ
過去に開催されたストーリーイベントのストーリーを視聴できるストーリーイベントと、周年記念イベントを振り返るアニバーサリーがある。ストーリーイベントは基本的に当該イベントで解放できたストーリーまでしか閲覧できないが、プレイ開始前、もしくは不参加だったイベントについては第1話のみ閲覧できる。

## 登場キャラクター
アニメ版の独自設定およびオリジナルキャラクターについては「ウマ娘 プリティーダービー (テレビアニメ)#登場キャラクター」、『シンデレラグレイ』の独自設定およびオリジナルキャラクターについては「ウマ娘 シンデレラグレイ#登場キャラクター」を参照。

## 用語

### 共通
ウマ娘
異世界の競走馬の名前と魂を受け継いで生まれてくる、女性しか存在しない生物。
基本的には過去にJRAまたは地方競馬に在籍した実在の競走馬の名前が付けられており、誕生日もそれらに準じる。髪および尻尾は多くが実在馬の毛並みと同系色で、顔に星や流星を持つ馬がモデルのウマ娘は、前髪の一部にメッシュが入る。また、メンコやシャドーロールなどの馬具については耳カバーやリボン、マスクといったアクセサリーで表現するなど、一部例外を除いてモデルの実在馬の外見的特徴を受け継いでいる。モデルが牡馬の場合は右耳側に、牝馬の場合は左耳側に、リボンやシュシュなどの何らかの装飾品をつけている 。性格や趣味、他のウマ娘との関係や幼少期のエピソードについても、モデルとなった競走馬（あるいはその主戦騎手）のそれが反映されていることが多い。馬主の職業や特徴が当該ウマ娘の父親または母親に反映されていることもある。
腰付近から馬のような尻尾が生え、馬のような耳が頭頂部付近にある。耳と尻尾以外は一般的な人間の女性と同様の見た目を有するが、軒並み容姿端麗であるためアイドル的な人気を得ている。
全力疾走するウマ娘の走行速度はおよそ時速50〜70キロメートルにも達し、公道にウマ娘専用の通行帯が敷かれている場所も存在する。その圧倒的な身体能力を活かしてアスリートとして活動する者が多く、中でもトレセン学園に在籍し、国民的スポーツ・エンターテイメントである「トゥインクル・シリーズ」への参加に向けて特訓に励んでいる、いわゆる「競走ウマ娘」が多数を占める。競走以外の種目においても、身体能力の違いから一般アスリートとは別枠となっている。スポーツに参加せず、一般人と同じ職業に就いて生活を営んでいるウマ娘も存在する。
身体能力面以外では（前述の通り外見も含めて）人間の女性と差異はなく、プライベートの生活もそれと同様で、人間の男性親族が存在し、さらに世界各国にウマ娘が存在するなど、人間の女性のみに一定の割合で発現する形質として解釈できる描写がなされている。設定上は「ウマ娘」という種族であり、ウマ娘ではない人間を指して「ヒト」と呼び区別している描写もある。なお、ウマ娘を数える数詞は「人」が使われている。生物学的な分類は不明であり、妊娠・出産・遺伝に関しての詳細な設定も描写されていない。ゲームや各メディアミックス作品においては、複数の主要なウマ娘の母親がウマ娘として描かれており、母親以外の親族についても複数のウマ娘が父親や兄弟について言及する場面があるほか、ウマ娘が結婚相手としてヒトの男性を選ぶこともあるようだが、交配可能であること以外の詳細はわかっていない。
本作品の世界では大型四足歩行動物としてのウマが存在せず、「ウマ」という単語はウマ娘を指す。そのため「ウマ」を漢字で書く場合、「馬」の4つの点から中央寄りの点2つを抜いた字体を用いるが、多くの場合は漢字を使わずに「ウマ」「マ」「バ」と元が音読み・訓読みに関わらずカタカナで表記（例：絵馬→絵マ、○馬身→○バ身）する。なお、漢字表記は「有馬記念」・「鞍馬ステークス」や、一部レース場のコース脇にある「競馬場」の表記などに確認できる。
トレセン学園
競走ウマ娘育成を担う教育機関。正式名称は「日本ウマ娘トレーニングセンター学園」。東京都府中市に存在する。全国のウマ娘トレーニング施設の中でも最新鋭かつ最大の規模を誇り、学生食堂・図書室・室内プール（飛び込み台付き）・購買部などの設備も充実している。
中高一貫校であり、中等部から入学する者と高等部から入学する者の双方が存在する。キャラクター設定でも中等部所属と高等部所属のウマ娘がいるが、各メディア内でそれを意識させる描写はほとんどない。
一般的な中等教育のほか座学や定期学力考査、ウイニングライブのためのダンス演習歌唱実習も実施される。校是として文武両道を掲げており、定期学力考査で成績の悪いウマ娘には追試や補習も存在する。
学校指定の制服は、冬服が濃淡の紫色ベースの角襟セーラー服に紫色のプリーツスカート、夏服が淡い紫色と白色ベースの角襟セーラー服に白のプリーツスカート。スカートにリボン付きの尻尾ホールが存在するのが特徴で、リボンの結び目や尻尾ホール、ローファーの飾りなどに蹄鉄の意匠が施されている。頑丈な作りで、少し走ったぐらいで破れることはない（ミスターシービー曰く、「すこぶる丈夫」）。この他にトレーニング用のジャージや体操着、水着もあり、トレーニング用シューズの靴底の前側（つま先付近）には蹄鉄が装着されている。
アニメではクラスは大きく「シニアクラス」と「ジュニアクラス」に分かれている。ジュニアクラスはさらに年少からA組、B組、そしてシニアオープンクラスへの出走が認められるC組に分けられており、各クラスで出走できるレースが変わる。
ゲームでは教育機関としての区別は描かれておらず、レースにおける区分として「ジュニア級」「クラシック級」「シニア級」に分かれており、年齢を問わずレースにデビューした時点からジュニア級として扱われ、1月にクラシック級→シニア級と昇級する。また、トレーナーを育成する課程の存在が示唆されることがあるが、詳細は不明。
学生寮が併設されており、美浦寮と栗東寮の2棟がある。校訓は「Eclipse first, the rest nowhere.（唯一抜きん出て、並ぶ者なし）」。
URA
正式名称はUmamusume Racing Association（直訳すると「ウマ娘競走協会」）。ウマ娘のレース登録・競走ルールの策定・ウイニングライブの運営に携わっている団体。
トレセン学園の運営母体でもある。またデザイン部門や音楽部門があり、ウマ娘のウイニングライブ曲と勝負服はすべてURAが作成している。
地方には同様の団体、NAU （地方ウマ娘全国協会。正式名称はNational Association of Umamusume）が存在する。
三女神
ウマ娘の起源とされている古（いにしえ）のウマ娘。トレセン学園の庭園の噴水に石像として鎮座しており、生徒の憩いの場ともなっている。ゲーム版では継承の舞台となっている。育成シナリオ「グランドマスターズ -継ぐ者達へ-」に登場するVRソフト「メガドリームサポーター」では、この三女神それぞれの名前を冠したトレーニングサポートAIが（ウマ娘の姿形をとって）登場する。
トゥインクル・シリーズ
中央トレセン学園所属のウマ娘がレース場で競争タイムを競う陸上競技であり、ギャンブル要素のない国民的娯楽として定着している。仕組みの大半は競馬に準じ、レース場も実在の競馬場と同様の施設である。
番組編成・スケジュールは中央競馬のJRA及びNARのレーシングプログラムをデフォルメした形で収録され、グレード制を採用している。格付けは新馬戦に相当する「デビュー（メイクデビュー）」、2歳・3歳未勝利戦に相当する「未勝利（（ジュニア級／クラシック級）未勝利戦）」、2歳特別戦（1勝クラス／500万下）に相当する「Pre-OP（プレオープン）」、2歳・3歳・3歳以上オープン特別戦やリステッド競走に相当する「OP（オープン）」、そしてGI・GII・GIIIの重賞に大別される。なお、作中で収録されているレースは全て平地競走であり、中央競馬が平地競走とは別に実施している障害競走は全て収録外となっている。
ゲームでは日本国内の中央競馬の全10場（札幌・函館・福島・新潟・東京・中山・中京・京都・阪神・小倉）及び地方競馬の大井・川崎・船橋・盛岡の各競馬場が、海外競馬ではロンシャン競馬場（「Reach for the stars プロジェクトL'Arc」限定）が実装されている。
ゲームでは3歳クラシック三冠の競走は「クラシック競走」、3歳牝馬三冠の競走は「ティアラ競走」と呼ばれているほか、新潟2歳ステークスなどの「2歳」は「ジュニア」に、阪神牝馬ステークスなどの「牝馬」は「ウマ娘」に、それぞれ置き換えられている。また、「弥生賞ディープインパクト記念」は改称前の「弥生賞」に、「日本テレビ盃」は「さざんかテレビ杯」に、それぞれ名称が置き換えられている。それ以外は企業・団体名（元となった競走において寄贈賞を提供するNHK（日本放送協会）・東京スポーツのようなマスコミや、京成・京王・名鉄のような鉄道会社など）も含めてほぼ置き換えはされていない（ロンジンや産経など、省略されている場合はある）が、開催条件・格付け・競走名が一部実際と異なるレースもある。
参加するにはトレーナーからスカウトを受けてチームに加入することが必須条件となっており、トレーナーが優れたウマ娘を見出すための選抜レースや模擬レースがトレセン学園で頻繁に実施される。また、アニメではチームメンバーが5名以上でなければ参加できないという描写が、ゲームのメインストーリーでは一時的な融通は利くもののメンバーを一定数揃えなければチームが強制的に解散されてしまうという描写がある。
GII以下のレースでは体操着とゼッケン（色と表記は中央競馬のそれらに準ずる）を着用し、牡馬の名前を持つウマ娘はハーフパンツを、牝馬の名前を持つウマ娘はブルマーを、それぞれ着用する。
レースが終了すると、出走したウマ娘全員でステージパフォーマンスを行う「ウイニングライブ」が行われる（後述）。
勝負服
ウマ娘がGIもしくはそれと同格のレースに出走する際に着用する、レース用の服。デザインは各ウマ娘専用で、モデルとなった実際の競走馬が現役だった頃の馬主の勝負服の色や柄、競走馬が着用していたメンコなどの馬具の色合いが取り入れられている。
一見すると競走に適しないデザインのものも少なくないが、勝負服を着用すると「不思議な力」が作用し、体操服で走るよりも実力を発揮しやすくなるという。
なお、星1・星2の育成ウマ娘は排出時点で共通デザインの勝負服「スターティングフューチャー」であり、固有の勝負服を入手するためには上限解放を行って星3まで上げる必要がある。
トレーナー
URAから承認を受け、ウマ娘のレース指導、体調管理などをする職業。座学を担当する教師とは異なる。基本的にはトレセン学園に所属するが、そうでない者も存在する。ウマ娘に関する高度な専門知識を要求されるため、ライセンス試験の合格率は極めて低いとされる。中央のトレセン学園と地方のそれとではライセンスが別枠となっており、中央のライセンス試験の難度はさらに高い。ヒトとウマ娘の間の「不思議な絆の力」が信じられていることから慣習的に人間がトレーナーを務めることが多いが、ウマ娘がトレーナーとなることも可能。
ウマ娘はトレーナーが受け持つチームに加入し、指導を受ける形となる。1つのチームに2人以上のトレーナーが属することもあり、その場合は「チーフトレーナー」と「サブトレーナー」の立場に分かれる。ゲームでは設定上は他メディア同様にチームが存在しているが、メインストーリー以外においてはチームという単位での描写は基本的に行われない。特にプレイヤーに関しては担当ウマ娘との1対1のように描写される。
育成ウマ娘によっては、モデルになった競走馬の主戦騎手の特徴がトレーナーに反映されている場合がある。
教官
自らのチームを持たず、トレセン学園に職員として所属しているトレーナー。まだスカウトを受けていない、またはチーム加入前のウマ娘を対象とした集団指導を行う。
ウイニングライブ
レース終了後に出走メンバー全員で行われるライブステージ。上位に入ったウマ娘が歌唱（人数は曲により異なる。勝利したウマ娘はセンター）し、他はそれぞれステージ上手（かみて）・下手（しもて）に分かれてバックダンサーを務める。
前プロデューサーの石原は、これを導入した理由として「勝負の後の遺恨を残さない世界観にしたかった」と語っている。
春のファン感謝祭/秋のファン感謝祭（聖蹄祭）
トレセン学園の学校行事。春のファン感謝祭が体育祭、聖蹄祭が文化祭に相当する。一般人の入場が可能で、有名ウマ娘に会えるためファンから好評を博している。
三冠ウマ娘
現実世界のクラシックレースにあたる皐月賞・東京優駿（日本ダービー）・菊花賞の3レースを全て制したウマ娘に与えられる称号。なお、現実世界の牝馬三冠に相当する称号は「トリプルティアラ」（後述）。
年度代表ウマ娘
年末にURAが今年輝いたウマ娘を表彰する舞台。選出は記者による投票制でそれぞれジュニア級、クラシック級、シニア級、ダート、スプリントが存在する。それらを総合して今年度の代表ウマ娘が選出される。
アニメ版では、副賞として個別の勝負服のデザイン権が与えられる。

### ゲーム
脚質（戦術）
ウマ娘がレースで得意とする戦法。逃げ、先行、差し、追込の4つに大別され、得意な脚質で走ればウマ娘がその能力をフルに発揮できる。しかし、脚質が合わない場合（例えば逃げ適性のウマ娘が追込作戦で出走するなど）は負ける確率が上がる。
ゲームでは継承によって不得手な脚質を得意にしたり、得意な脚質をさらに得意にすることが可能。ウマ娘のステータス上ではそれぞれG～Sで表現される。
距離適性
ウマ娘がレースで得意とする距離。短距離、マイル、中距離、長距離の4つに大別されており、得意な距離帯であればあるほどウマ娘がその能力をフルに発揮できる。しかし、距離が合わない場合（例えば短距離に適性を持つウマ娘が長距離の天皇賞（春）に出走するなど）は負ける確率が上がる。
ゲームでは継承によって不得手な距離を得意にしたり、得意な距離をさらに得意にすることが可能。ウマ娘のステータス上ではそれぞれG～Sで表現される。
コース（バ場）
ウマ娘が走るレースコース。芝とダート（砂）の2種類があり、ウマ娘によって得意不得意がある（一部例外あり）。
ゲームでは継承によって不得手なコースを得意にしたり、あるいは得意なコースをさらに得意にすることが可能。ウマ娘のステータス上ではそれぞれG～Sで表現される。
バ場状態
バ場に含まれる水分量によって変化するコースの状況。連日雨が降らず水分のない乾いた状態は「良」と呼ばれ、レース展開が速くなる。反対に雨や雪で水分を多く含みぬかるんだ状態を「重」と呼び、足がとられやすくレース展開が遅くなりやすい。また、「重」が回復した状態（レース当日は晴れだが前日が雨など）を「稍重（ややおも）」、「重」がさらに悪化した状態を「不良」と呼ぶ。
URAファイナルズ
育成シナリオ「新設！ URAファイナルズ」「アオハル杯　～輝け、チームの絆～」「つなげ、照らせ、ひかれ。私たちのグランドライブ」「U.A.F. Ready GO!〜アスリートのキラメキ〜」「収穫ッ！満腹ッ！大豊食祭」「走れ!メカウマ娘-夢繋ぐ発明-」で開催されるレース。育成ウマ娘の設定目標をすべて達成すると、シニア級12月後半の終了後にスタートする。予選 → 準決勝 → 決勝と進んでいき、それぞれ1着に入らないと次に進むことはできない（2着以降でコンティニューしなかった時点でノーマルエンディングに進む）。理事長の秋川が「どんなウマ娘でも輝ける舞台を用意したい」と発案したレースであるため、バ場と距離帯は育成ウマ娘のそれまでの出走レースに応じて自動的に選ばれる。グレードは「EX」。
アオハル杯
育成シナリオ「アオハル杯　～輝け、チームの絆～」で開催されるレース。かつてトゥインクル・シリーズと並行して行われていたトレセン学園独自のチーム対抗戦レースで、ウマ娘の負担増を理由に廃止されていたが、多くの生徒の要望により秋川が復活させた。ジュニア級12月後半からシニア級6月後半までに行われる計4回のプレシーズン戦を戦ってチームのランクを上げ、最終的に成績上位の2チームで争われるシニア級12月後半開催のアオハル杯本戦での優勝を目指す。レースはチーム対抗戦と同様、短距離・マイル・中距離・長距離・ダートの5レースが行われる。ゲーム内では育成ウマ娘の他、育成開始前にサポートカードとして選んだ最大6名のウマ娘、シナリオリンクキャラのタイキシャトル、ライスシャワー、マチカネフクキタル、ハルウララの4名、シナリオ進行途中でランダムで加入するウマ娘の中から最大15名を出走させることができる。ただし、育成ウマ娘はいずれかのレースに必ずエースとして出走させなければならない。
トゥインクルスタークライマックス
育成シナリオ「Make a new track!! ～クライマックス開幕～」で開催されるレース。メディアの主導、中でも乙名史の情熱と尽力で企画・施行されるレース。URAファイナルズ同様、シニア級12月後半時点で育成目標をすべて達成すると出走できる。コンセプトは「最強を決めるレース」で、偶然の要素を極力排除するためにポイント制を採用し、同じレース場・距離帯・バ場、そして同じ出走ウマ娘（枠順はレース毎にシャッフルされる）で3回レースを行い、3レース合計の獲得ポイントが多い順に最終順位を決定する。グレードは「EX」。
グランドライブ
育成シナリオ「つなげ、照らせ、ひかれ。私たちのグランドライブ」で開催されるライブイベント。かつてウイニングライブが行われる以前に行われていたライブで、レースの成績に関係なくすべてのウマ娘が平等な立場でステージに上がり、歌を披露したという。URAがウイニングライブを推し進めるとともに廃れてしまっていたが、ライトハローの呼び掛けがきっかけとなり再建に向けて動き出した。トレーニングで得たポイントを消費してトレーニングの合間にレッスンを行ってライブの技術や楽曲を取得し、ジュニア級12月後半からシニア級6月後半までの4度のライブを経て、シニア期12月後半に開催予定のグランドライブの成功を目指す。
グロウアップレース（GUR）
（スーパー）ワールドブリーダーズカップ（（S）WBC）
グランドマスターズ（GM）
育成シナリオ「グランドマスターズ　-継ぐ者達へ-」で開催されるレース。
GUR（ジュニア級12月後半）→WBC（クラシック級12月後半）→SWBC（シニア級12月後半）→GMの順に進行。それまでに出走したレースに基づいてバ場と距離帯が決定され、開催される。
「アオハル杯」と同様、途中で勝利できなくともシナリオは進行する（ただしアオハル杯のレースとは異なり、それぞれ着順に応じてファンを獲得できる）。また、グランドマスターズでは三女神の名を持つAIウマ娘がライバルとして出走する。グレードは「EX」。
U.A.F.
育成シナリオ「U.A.F. Ready GO! ～アスリートのキラメキ～」で開催される競技大会。
「Umamusume Athletic Festival」の略称。15種の競技を行い、その成績を競う。
トリプルティアラ
現実世界の牝馬三冠にあたる桜花賞・オークス・秋華賞の3レースを全て制したウマ娘に与えられる称号。牡馬モチーフのウマ娘も出走できる。なお、桜花賞は皐月賞と、オークスは東京優駿（日本ダービー）と、秋華賞は菊花賞と、それぞれ同じターンに行なわれるため、いずれかの選択式で出走することができる。
ドリームトロフィーリーグ
トゥインクル・シリーズの上位に位置し、トゥインクル・シリーズで好成績を収めたウマ娘だけが出走できるレーシングプログラム。ファン投票によるオールスター戦の宝塚記念や有馬記念とは別に開催される。
レースに関する詳細な表現はされていないが、トゥインクル・シリーズから移籍する形で参加するもので、一旦移籍するとトゥインクル・シリーズに再度戻ることはできない。

## 漫画版

### ウマ娘 プリティーダービー ハルウララがんばる!
Cygames運営のウェブコミック配信サービス「サイコミ」にて、2016年5月8日より同年9月11日まで連載された。全10話。原案は中山かつみ、作画担当は皇宇（ZECO）。
ハルウララを主人公に、実話を基にハルウララの生涯を描いたコメディタッチの物語。現実のハルウララが余生を送っているマーサファームや、高知県競馬組合および高知県馬主協会が制作に協力している。
2016年後半、番外編『もっとハルウララがんばる!』が同じくサイコミで連載された。こちらは中山が直接作画まで担当している。
2022年現在は配信終了しており、単行本化もされていないため、臨時的に配信された期間以外には読むことができない作品となっている。

### STARTING GATE! -ウマ娘 プリティーダービー-
「サイコミ」にて、2017年3月25日より2019年11月23日まで連載された。全40話。作画担当はS.濃すぎ。主人公はアニメと同じくスペシャルウィークだが、アニメとは異なるストーリーが展開する。
単行本は講談社より刊行され、後に小学館より新装版が刊行された。
1. 2017年7月28日発売、ISBN 978-4-06-509201-9
2. 2018年1月28日発売、ISBN 978-4-06-509247-7
3. 2018年5月30日発売、ISBN 978-4-06-509267-5
4. 2019年3月29日発売、ISBN 978-4-06-515533-2

※第5巻・第6巻は電子書籍のみ販売（第5巻：2021年6月30日、第6巻：2021年7月31日）
新装版
1. 2021年11月18日発売、ISBN 978-4-09-850710-8
2. 2021年11月18日発売、ISBN 978-4-09-850711-5
3. 2022年1月19日発売、ISBN 978-4-09-850712-2
4. 2022年1月19日発売、ISBN 978-4-09-850713-9
5. 2022年3月18日発売、ISBN 978-4-09-850714-6
6. 2022年3月18日発売、ISBN 978-4-09-850715-3

### うまよん
「サイコミ」にて、2018年3月30日より2021年1月15日まで連載された。作画担当は熊ジェット。
ウマ娘たちの日常をコミカルに描いた4コマ漫画。2020年7月にアニメ化。
単行本は一般発売されておらず、アニメのBlu-ray BOXに収録されている。

### ウマ娘 シンデレラグレイ
「週刊ヤングジャンプ」にて、2020年28号より連載開始。作画担当は久住太陽。2021年8月、『次にくるマンガ大賞 2021』においてコミックス部門第2位を受賞。2025年3月時点で、累計部数は紙版と電子版を合わせて700万部を突破している。
オグリキャップを主人公にした物語が展開されており、中央競馬だけでなく地方競馬も描写に取り入れられている。ウマ娘のアスリートとしての面をさらに強調して描いており、シリアスな作風となっている。

### ウマ娘 プリティーダービー アンソロジーコミック STAR
アンソロジーコミックとして、2021年5月19日より星海社から単行本が発売されている。
耐油紙によるポスターが付属する『限定版』も発売された。
1. 2021年5月19日発売、ISBN 978-4-06-523922-3
2. 2021年9月29日発売、ISBN 978-4-06-525049-5
  - 『限定版』同日発売、ISBN 978-4-06-525797-5

3. 2022年1月26日発売、ISBN 978-4-06-526776-9
4. 2022年7月28日発売、ISBN 978-4-06-528816-0
5. 2022年11月30日発売、ISBN 978-4-06-530050-3
6. 2023年5月17日発売、ISBN 978-4-06-531622-1
7. 2023年9月28日発売、ISBN 978-4-06-533082-1
8. 2024年2月28日発売、ISBN 978-4-06-534821-5
9. 2024年7月31日発売、ISBN 978-4-06-536367-6
10. 2024年11月27日発売、ISBN 978-4-06-537683-6

### ウマ娘 プリティーダービー コミックアンソロジー
アンソロジーコミックとして、一迅社から単行本が発売されている。
- ～Friends～ 2022年9月27日発売、ISBN 978-4-75-802277-4
- ～Forward～ 2023年12月25日発売、ISBN 978-4-75-802628-4
- ～Vacation～ 2024年11月25日発売、ISBN 978-4-75-802799-1

### ウマ娘 プリティーダービー うまむすめし
「サイコミ」にて、2023年3月1日より配信。作画担当は浅草九十九。
ウマ娘の「食」にスポットを当てた作品。
1. 2023年7月19日発売、ISBN 978-4-09-852338-2
2. 2023年10月19日発売、ISBN 978-4-09-852880-6
3. 2024年2月28日発売、ISBN 978-4-09-853103-5
4. 2024年6月19日発売、ISBN 978-4-09-853334-3
5. 2024年12月19日発売、ISBN 978-4-09-853620-7

### ウマ娘 プリティーダービー スターブロッサム
ウェブコミック配信サービス「少年ジャンプ+（アプリ、Web）」「ヤンジャン!（アプリ）」「となりのヤングジャンプ（Web）」の3媒体同時掲載で、2023年4月10日より連載開始。作画担当は保谷伸、脚本は文殊咲。
サクラローレルを主役とした物語が展開される。
2024年12月2日更新の「第39話（前編）」を以って、「少年ジャンプ+」での最新話の更新を終了。最新話の更新は、「ヤンジャン!」と「となりのヤングジャンプ」のみとなった。
1. 2023年9月19日発売、ISBN 978-4-08-892828-9
2. 2024年3月18日発売、ISBN 978-4-08-893136-4
3. 2024年9月19日発売、ISBN 978-4-08-893368-9
4. 2025年3月18日発売、ISBN 978-4-08-893601-7

#### 登場キャラクター（漫画）
明石 椿（あけいし つばき）
『スターブロッサム』に登場するチーム<アルケス>のサブトレーナーで、もう一人の主人公。女性。サクラローレルの走りと目標に惚れこんで父（<アルケス>のチーフトレーナー）の反対を押し切る形でチームに加入させ、彼女のトレーナーとなって凱旋門賞制覇を目指す。過去にフランスにトレーナー留学をしていた経験があり、自らも凱旋門賞に強い思い入れがある。何事にも一所懸命だが、慌て者でおっちょこちょいな面がある。

### ウマ娘 ピスピス☆スピスピ ゴルシちゃん
ウェブコミック配信サービス「週刊コロコロコミック」にて、2023年11月末より配信。作画担当は柴田直樹。
幼稚園児になったゴールドシップを主役とした物語が展開される。
1. 2024年2月28日発売、ISBN 978-4-09-143703-7
  - 『アクスタつき特装版』同日発売、ISBN 978-4-09-943151-8

2. 2024年6月27日発売、ISBN 978-4-09-149740-6
  - 『アクスタつき特装版』同日発売、ISBN 978-4-09-943090-0

3. 2024年12月18日発売、ISBN 978-4-09-149839-7
  - 『アクスタつき特装版』同日発売、ISBN 978-4-09-943175-4

4. 2025年3月28日発売、ISBN 978-4-09-154018-8
5. 2025年6月27日発売、ISBN 978-4-09-154040-9

#### 登場キャラクター（ゴルシちゃん）
まなみ
声 - 野中藍
ゴールドシップが通う『みどり幼稚園』のにんじん組の担任。ゴールドシップの破天荒な行動のツッコミ役。
上記の他、2018年10月14日にセイウンスカイが主役の漫画『ウマ娘 プリティーダービー BLUE SKY』（漫画：渡辺義彦）の「サイコミ」での連載が告知されたが、2022年に至っても開始されていない。

## CD

### STARTING GATEシリーズ
3人のウマ娘をピックアップし、3人のソロ曲とユニット曲、ウマ娘共通のテーマソング『うまぴょい伝説』の参加ウマ娘バージョン、CDドラマを収録したミニアルバム。
| 発売日         | タイトル         | 参加ウマ娘                                               | 規格品番   |
| -------------- | ---------------- | -------------------------------------------------------- | ---------- |
| 2016年11月30日 | STARTING GATE 01 | スペシャルウィーク サイレンススズカ トウカイテイオー     | LACA-15621 |
| 2017年1月11日  | STARTING GATE 02 | マルゼンスキー フジキセキ オグリキャップ                 | LACA-15622 |
| 2017年1月25日  | STARTING GATE 03 | ウオッカ ゴールドシップ ダイワスカーレット               | LACA-15623 |
| 2017年2月22日  | STARTING GATE 04 | タイキシャトル グラスワンダー ヒシアマゾン               | LACA-15624 |
| 2017年4月5日   | STARTING GATE 05 | メジロマックイーン エルコンドルパサー テイエムオペラオー | LACA-15625 |
| 2017年5月3日   | STARTING GATE 06 | ナリタブライアン シンボリルドルフ エアグルーヴ           | LACA-15626 |
| 2018年1月17日  | STARTING GATE 07 | スーパークリーク マチカネフクキタル ハルウララ           | LACA-15707 |
| 2018年2月14日  | STARTING GATE 08 | ゴールドシチー セイウンスカイ ユキノビジン               | LACA-15708 |
| 2018年3月14日  | STARTING GATE 09 | ファインモーション メジロライアン スマートファルコン     | LACA-15709 |
| 2018年4月18日  | STARTING GATE 10 | タマモクロス サクラバクシンオー ビコーペガサス           | LACA-15710 |
| 2018年5月16日  | STARTING GATE 11 | ウイニングチケット ナリタタイシン ビワハヤヒデ           | LACA-15711 |
| 2018年6月13日  | STARTING GATE 12 | マンハッタンカフェ エアシャカール ナイスネイチャ         | LACA-15712 |

### WINNING LIVEシリーズ
ゲームに関係する楽曲を収録。
| 発売日         | タイトル                      | 規格品番      |
| -------------- | ----------------------------- | ------------- |
| 2021年3月17日  | WINNING LIVE 01               | LACA-15859    |
| 2021年9月22日  | WINNING LIVE 02               | LACA-15879    |
| 2022年2月9日   | WINNING LIVE 03               | LACA-15930    |
| 2022年3月16日  | WINNING LIVE 04               | LACA-15938    |
| 2022年4月27日  | WINNING LIVE 05               | LACM-24249    |
| 2022年4月27日  | WINNING LIVE 06               | LACA-9885/6   |
| 2022年8月17日  | WINNING LIVE 07               | LACA-25001    |
| 2022年9月28日  | WINNING LIVE 08               | LACA-25014    |
| 2022年12月28日 | WINNING LIVE 09               | LACA-25032    |
| 2023年2月8日   | WINNING LIVE 10               | LACA-25034    |
| 2023年3月29日  | WINNING LIVE 11               | LACM-24348    |
| 2023年4月26日  | WINNING LIVE 12               | LACA-9975~7   |
| 2023年09月06日 | WINNING LIVE 13               | LACA-25055    |
| 2023年09月13日 | WINNING LIVE 14               | LACA-25069    |
| 2024年01月24日 | WINNING LIVE 15               | LACA-25080    |
| 2024年03月06日 | WINNING LIVE 16               | LACA-25083    |
| 2024年03月06日 | WINNING LIVE 17               | LACA-19026~8  |
| 2024年04月17日 | WINNING LIVE 18               | LACA-25086    |
| 2024年06月26日 | WINNING LIVE 19               | LACA-25099    |
| 2024年07月31日 | WINNING LIVE 20               | LACA-25100    |
| 2024年09月04日 | WINNING LIVE 21               | LACA-25109    |
| 2024年10月16日 | WINNING LIVE 22               | LACA-25119    |
| 2024年12月11日 | WINNING LIVE 23               | LACA-25135    |
| 2025年3月5日   | WINNING LIVE 24【初回限定盤】 | LACA-35146    |
| 2025年3月5日   | WINNING LIVE 24               | LACA-25146    |
| 2025年3月5日   | WINNING LIVE 25               | LACA-19087~90 |
| 2025年4月9日   | WINNING LIVE 26               | LACA-25151    |
| 2025年6月4日   | WINNING LIVE 27               | LACA-25156    |
| 2025年7月9日   | WINNING LIVE 28               | LACA-25163    |

### その他のCD
| 発売日        | タイトル                                                              | 規格品番    | 備考                                                              |
| ------------- | --------------------------------------------------------------------- | ----------- | ----------------------------------------------------------------- |
| 2021年6月16日 | アニメ『うまよん』ミニアルバム                                        | LACA-15873  | アニメ『うまよん』のED曲を収録。                                  |
| 2023年3月29日 | アニメ『うまゆる』アルバム                                            | LACA-9973~4 | アニメ『うまゆる』の楽曲を収録。                                  |
| 2023年5月10日 | アニメ『ウマ娘 プリティーダービー ROAD TO THE TOP』アルバム           | LACA-9983~4 | アニメ『ウマ娘 プリティーダービー ROAD TO THE TOP』の楽曲を収録。 |
| 2024年5月24日 | 『ウマ娘 プリティーダービー 新時代の扉 オリジナル・サウンドトラック』 | LACA-25098  | 劇場アニメ『ウマ娘 プリティーダービー 新時代の扉』の楽曲を収録。  |

## 関連ゲーム
ウマ娘 プリティーダービー 熱血ハチャメチャ大感謝祭!
2024年8月30日にNintendo Switch、PlayStation 4、Steam向けに発売開始。ウマ娘達が障害物競走、ドッジボール、大食い、バスケットボールの4種目で構成される特別イベント「ハチャメチャGP（グランプリ）」に挑むという内容。
ドンジャラNEO ウマ娘 プリティーダービー
2023年11月に製品化が発表され、2024年5月以降に出荷予定。その名の通りバンダイのドンジャラNEOシリーズの一つで、バンダイの公式通販サイト「プレミアムバンダイ」やCyStoreなどで予約販売される。通常版のほか、作中のナカヤマフェスタの固有スキル演出をイメージした「SPECIALパイセット ナカヤマフェスタver.」も用意される。

## テレビアニメ

### ウマ娘 プリティーダービー
第1期は2018年4月から6月まで関西テレビ・TOKYO MXほかにて放送された。
第2期『ウマ娘 プリティーダービー Season 2』は2020年9月に制作が告知され、2021年1月から3月まで関西テレビ・TOKYO MXほかにて放送された。
第3期『ウマ娘 プリティーダービー Season 3』は2022年11月に制作が決定したことが発表され、2023年10月から12月まで関西テレビ・TOKYO MXほかにて放送された。

### ウマ娘 シンデレラグレイ
漫画『ウマ娘 シンデレラグレイ』を原作としたアニメーション。
分割2クールで放送され、第1クールは2025年4月よりTBS系列ほかにて放送中。

## Webアニメ
『ウマ娘 プリティーダービー ROAD TO THE TOP』のタイトルで、2023年4月16日から5月7日までYouTubeチャンネル『ぱかチューブっ!』にて配信。
2022年5月4日開催の「4th EVENT SPECIAL DREAMERS!! 横浜公演 DAY1」にて発表された、テレビアニメシリーズとは異なる内容の新作アニメシリーズ。「ナリタトップロード」「テイエムオペラオー」「アドマイヤベガ」を中心としたストーリーが展開される。
テレビではBS11にて2023年5月21日に第1・2話、28日に第3・4話を放送。2024年には後述の『新時代の扉』の公開を記念して、新規シーンを追加した劇場用再編集版が5月10日より2週間限定でロードショーされることが発表された。

### 登場キャラクター（ROAD TO THE TOP）
沖田トレーナー
声 - 土田大
ナリタトップロードを担当するベテラントレーナー。彼女の父親（声 - 赤城進）とは旧知の仲で、幼い頃のトップロードの走りを見てその素質に惚れ込んでいる。派手さは無いものの安定感のある成績を残しており、目先の結果よりも人との繋がりを大切にしている。
泉本奈々
声 - 本泉莉奈
トゥインクル・シリーズの実況を務める実力派アナウンサー。映画『新時代の扉』にも登場し、氏名が明らかになっている。
解説
声 - 山本昌広
実在する元プロ野球投手・野球解説者・スポーツコメンテーターで、競馬にも造詣の深いことでも知られる山本昌をモデルにし、第3話以外では山本本人が声も担当。ただしエンドクレジット上では活動上の名義である「山本昌」ではなく、本名の「山本昌広」で表記されている。

### スタッフ（ROAD TO THE TOP）
- 原作・製作 - Cygames
- 監督 - 廖程芝
- シナリオディレクター・シリーズ構成 - 小針哲也
- キャラクターデザイン・総作画監督 - 山崎淳
- キャラクターデザイン監修 - 清永みなみ
- 色彩設計 - 中原あゆみ
- 美術監督 - 金井眞悟、狹田修
- 撮影監督 - 宋思之
- 3D監督 - 中野祥典
- 編集 - 木村佳史子
- 音楽プロデューサー - 内田哲也
- 音響監督 - 金崎貴臣
- コンテンツディレクター - 秋津琢磨
- アニメーション制作 - CygamesPictures

### 主題歌（ROAD TO THE TOP）
「Glorious Moment!」
ナリタトップロード（中村カンナ）、アドマイヤベガ（咲々木瞳）、テイエムオペラオー（徳井青空）によるオープニングテーマ。作詞は松井洋平、作曲・編曲は三好啓太。
「うまぴょい伝説」
ナリタトップロード（中村カンナ）、アドマイヤベガ（咲々木瞳）、テイエムオペラオー（徳井青空）、メイショウドトウ（和多田美咲）、カレンチャン（篠原侑）、ハルウララ（首藤志奈）、ライスシャワー（石見舞菜香）、オグリキャップ（高柳知葉）による第4話限定エンディングテーマ。作詞・作曲・編曲は本田晃弘。
「イチバン星が駆ける空」
ナリタトップロード（中村カンナ）、アドマイヤベガ（咲々木瞳）、テイエムオペラオー（徳井青空）による第4話挿入歌。作詞は真崎エリカ、作曲・編曲は本多友紀。

### 各話リスト（ROAD TO THE TOP）
| 話数  | サブタイトル | 脚本               | 絵コンテ          | 演出                    | 作画監督                                     | 総作画監督             | 配信日         |
| ----- | ------------ | ------------------ | ----------------- | ----------------------- | -------------------------------------------- | ---------------------- | -------------- |
| 第1話 | 夢のはじまり | Cygames 和田崇太郎 | -                 | なかがわあつし 五味伸介 | 福元陽介 野村雅史 TOMATO 宮崎輝 冨谷美香     | 山崎淳                 | 2023年 4月16日 |
| 第2話 | 栄光の舞台   | 𠮷村清子           | 廖程芝 金崎貴臣   | 廖程芝                  | mosh 福元陽介                                | mosh                   | 4月23日        |
| 第3話 | 走る理由     | 湯澤僚子           | 田中千駿          | 田中千駿                | 鈴木悠起 篠原健二 山崎淳 降籏秀吉            | -                      | 4月30日        |
| 第4話 | 想いはひとつ | 𠮷村清子           | 木野目優 淵本宗平 | 木野目優 淵本宗平       | 福元陽介 西谷衆平 柳澤彼方 野村雅史 冨谷美香 | 山崎淳 赤坂俊士 TOMATO | 5月7日         |

### BD
- 劇場用再編集版『ウマ娘 プリティーダービー ROAD TO THE TOP』Blu-ray（東宝、2025年1月22日発売、TBR35022D）[106]
  - 本編
  - ノンテロップOP
  - 配信版 制作決定PV、ティザーPV、本PV、次回予告
  - 劇場用再編集版 解禁映像、特報
  - キャストオーディオコメンタリー

## 短編アニメ

### うまよん（短編アニメ）
短編アニメ『うまよん』が2020年7月から9月までTOKYO MXほかにて放送された。原作の漫画とは異なるオリジナルストーリーとなる。さらに、原作から厳選した全12エピソードをアニメ化した新作ショートアニメがBlu-ray BOXに収録された。

#### スタッフ（うまよん）
- 原作・音楽・製作 - Cygames[16]
- 漫画 - 熊ジェット、伊藤仁[16]
- 監督・キャラクターデザイン・総作画監督 - 宮嶋星矢[108]
- 絵コンテ - 伊藤仁、宮嶋星矢[108]
- 美術監督 - 山口雅範[108]
- 撮影監督 - 林昌宏[108]
- 音響監督 - 森田祐一[108]
- 音楽プロデューサー - 内田哲也[108]
- アニメーション制作 - DMM.futureworks/ダブトゥーンスタジオ[16]

#### 主題歌（うまよん）
エンディングテーマは月ごとに曲が変更される。
「ぴょいっと♪はれるや！」
スペシャルウィーク（和氣あず未）、セイウンスカイ（鬼頭明里）、キングヘイロー（佐伯伊織）、エルコンドルパサー（高橋未奈美）、グラスワンダー（前田玲奈）による第1弾エンディングテーマ。作詞はcorochi、作曲・編曲は内田哲也。
「Ring Ring ダイアリー」
トウカイテイオー（Machico）、シンボリルドルフ（田所あずさ）、エアグルーヴ（青木瑠璃子）、フジキセキ（松井恵理子）、ヒシアマゾン（巽悠衣子）による第2弾エンディングテーマ。作詞は國土佳音、作曲は櫻井詩郎、編曲は佐々木聡作。
「逃げ切りっ！Fallin' Love」
サイレンススズカ（高野麻里佳）、スマートファルコン（大和田仁美）、ミホノブルボン（長谷川育美）、マルゼンスキー（Lynn）、アイネスフウジン（嶺内ともみ）による第3弾エンディングテーマ。作詞・作曲・編曲はlull。

#### 各話リスト（うまよん）
同作では次回予告を3話記載しているが、「この中の1つを放送」と表現する（公式Twitterではアンケート機能を使った予想クイズを実施していた）。
| 第1話              | 40点下！トレセン学園追試特別       | 暇木けい            | 2020年 7月7日 |
| 第2話              | 出来立て！トレセン学園案内VTR      | 宮嶋星矢            | 7月14日       |
| 第3話              | 憧れの世界はホラここに             | 宮嶋星矢 暇木けい   | 7月21日       |
| 第4話              | オペラ劇場・『嗚呼それが我が宿命』 | 暇木けい            | 7月28日       |
| 第5話              | 大激戦!?ラーメン杯（GII）          | 暇木けい            | 8月4日        |
| 第6話              | お嬢様たちの優雅なランチ           | 暇木けい            | 8月11日       |
| 第7話              | カブトムシとりだよ！BNW            | 宮嶋星矢 暇木けい   | 8月18日       |
| 第8話              | ヒーロー劇場・ウマソルジャーV!!    | 暇木けい            | 8月25日       |
| 第9話              | 夢を叶えよう！逃げ切りシスターズ☆  | 暇木けい            | 9月1日        |
| 第10話             | ビビったら負け！肝試し対決！       | 暇木けい            | 9月8日        |
| 第11話             | うまよんサスペンス劇場             | 衣谷ソーシ          | 9月15日       |
| 第12話             | 本日のメインレース！金船障害（GI） | 衣谷ソーシ 暇木けい | 9月22日       |
| 新作ショートアニメ |                                    |                     |               |
| 第1話              | 食い気より気品なのです！           | 暇木けい            |               |
| 第2話              | 大人のオンナになりた〜い           | 暇木けい            |               |
| 第3話              | 隙のない女帝                       | 暇木けい            |               |
| 第4話              | 後ろは気にならない？               | 暇木けい            |               |
| 第5話              | もっと食べよう！タマ！             | 暇木けい            |               |
| 第6話              | 大きくなれませんよ〜？             | 暇木けい            |               |
| 第7話              | 目指せ一等賞大作戦！               | 暇木けい            |               |
| 第8話              | 皇帝に挑む資格                     | 暇木けい            |               |
| 第9話              | 袖を千切った制服と包帯             | 暇木けい            |               |
| 第10話             | 私の計画を狂わせる敵               | 暇木けい            |               |
| 第11話             | 美浦寮怪談大会！                   | 暇木けい            |               |
| 第12話             | 浜辺のD？                          | 暇木けい            |               |

#### 放送局（うまよん）
| 放送期間               | 放送時間           | 放送局   | 対象地域 | 備考                      |
| ---------------------- | ------------------ | -------- | -------- | ------------------------- |
| 2020年7月7日 - 9月22日 | 火曜 21:54 - 22:00 | TOKYO MX | 東京都   |                           |
|                        |                    | BS11     | 日本全域 | BS放送 / 『ANIME+』枠     |
|                        |                    | AT-X     | 日本全域 | CS放送 / リピート放送あり |

| 配信開始日    | 配信時間           | 配信サイト |
| ------------- | ------------------ | --- |
| 2020年7月7日  | 火曜 21:54 更新    | U-NEXT アニメ放題 |
| 2020年7月10日 | 金曜 21:54 更新    | あにてれ COCORO VIDEO クランクイン！ビデオ DMM.com FOD GYAO!ストア music.jp ニコニコチャンネル Rakuten TV ビデオマーケット |
|               | 金曜 22:00 更新    | dアニメストア バンダイチャンネル Playストア ひかりTV                                                                       |
|               | 金曜 22:30 - 22:35 | ABEMA |
| 2020年7月12日 | 日曜 0:00 更新     | アスミック・エース auスマートパスプレミアム J:COMオンデマンド みるプラス TELASA                                            |
|               | 日曜 12:00 更新    | HAPPY!動画 |

#### BD（うまよん）
| 発売日        | 収録話                             | 規格品番 |
| ------------- | ---------------------------------- | -------- |
| 2021年12月8日 | 第1話 - 第12話、新作ショートアニメ | CYGX-8   |

### うまゆる
短編アニメ『うまゆる』が2022年10月16日から2023年3月26日まで、YouTubeチャンネル『ぱかチューブっ!』にて毎週日曜日に配信。10月16日に限り、第1話から第3話を一挙配信。AT-Xでは同年10月20日より毎週木曜日22時5分から放送。AT-Xでは、14話が『ぱかチューブっ！』より10日早い、2023年1月5日に通常放送されてしまい、版権元からの依頼で15話（当初2023年1月12日放送予定）以降は2週間延期となった。
アニメ『うまゆる』 - YouTubeプレイリスト

#### スタッフ（うまゆる）
- 原作・製作 - Cygames
- シナリオディレクター - 小針哲也
- シナリオ監修 - 梶﨑聖賀
- シリーズ構成・脚本 - 米内山陽子
- 脚本 - 望月清一郎、鈴森ゆみ
- キャラクターデザイン監修 - 清永みなみ
- 美術監督 - 山口雅範
- 撮影監督 - 大図佑
- 音楽プロデューサー - 内田哲也
- 音響監督 - 神保直史
- コンテンツディレクター - 秋津琢磨
- キャラクターデザイン・総作画監督・監督 - 宮嶋星矢
- 音楽 - 久保早瑠菜
- アニメーション制作 - スクーターフィルムズ

#### 主題歌（うまゆる）
「ゆるパカHAPPY DAYS!」
ウオッカ（大橋彩香）、ダイワスカーレット（木村千咲）、ツルマルツヨシ（青山吉能）、シンボリクリスエス（春川芽生）、タニノギムレット（松岡美里）によるエンディングテーマ。第1話から第4話で使用。作詞は松井洋平、作曲は本多友紀、編曲は水野谷怜。
「ミッドナイト・エピローグ」
トウカイテイオー（Machico）、メジロマックイーン（大西沙織）、アグネスタキオン（上坂すみれ）、マチカネフクキタル（新田ひより）、ツインターボ（花井美春）によるエンディングテーマ。第5話から第8話で使用。作詞は真崎エリカ、作曲は本多友紀、編曲は河合泰志。
「Dance 2 Endless Beat」
マルゼンスキー（Lynn）、ダイワスカーレット（木村千咲）、エアシャカール（津田美波）、ツインターボ（花井美春）、ハッピーミーク（吉咲みゆ）によるエンディングテーマ。第9話から第12話で使用。作詞は松井洋平、作曲・編曲は矢鴇つかさ（Arte Refact）。
「#ウマRAP」
グラスワンダー（前田玲奈）、テイエムオペラオー（徳井青空）、ユキノビジン（山本希望）、ウイニングチケット（渡部優衣）、ナリタタイシン（渡部恵子）によるエンディングテーマ。第13話から第16話で使用。作詞はONJUICY、作曲・編曲はBAKU（KAIKOO）。
「Bright Melody」
ウオッカ（大橋彩香）、シンボリルドルフ（田所あずさ）、エアグルーヴ（青木瑠璃子）、アグネスデジタル（鈴木みのり）、タニノギムレット（松岡美里）によるエンディングテーマ。第17話から第20話で使用。作詞は内田ましろ、作曲は青木宏憲（HANO）、編曲は日直伸次（HANO）と青木宏憲（HANO）。
「永遠の色彩」
スペシャルウィーク（和氣あず未）、オグリキャップ（高柳知葉）、ファインモーション（橋本ちなみ）、エアシャカール（津田美波）、マチカネタンホイザ（遠野ひかる）によるエンディングテーマ。第21話から第23話まで使用。作詞は真崎エリカ、作曲は本多友紀（Arte Refact）、編曲は水野谷怜（Arte Refact）。
「うまぴょい伝説」
スペシャルウィーク（和氣あず未）、サイレンススズカ（高野麻里佳）、トウカイテイオー（Machico）、マルゼンスキー（Lynn）、オグリキャップ（高柳知葉）、ゴールドシップ（上田瞳）、ウオッカ（大橋彩香）、ダイワスカーレット（木村千咲）、グラスワンダー（前田玲奈）、メジロマックイーン（大西沙織）、エルコンドルパサー（髙橋ミナミ）、テイエムオペラオー（徳井青空）、シンボリルドルフ（田所あずさ）、エアグルーヴ（青木瑠璃子）、アグネスデジタル（鈴木みのり）、セイウンスカイ（鬼頭明里）、ファインモーション（橋本ちなみ）、マヤノトップガン（星谷美緒）、ユキノビジン（山本希望）、アグネスタキオン（上坂すみれ）、イナリワン（井上遥乃）、ウイニングチケット（渡部優衣）、エアシャカール（津田美波）、トーセンジョーダン（鈴木絵理）、ナカヤマフェスタ（下地紫野）、ナリタタイシン（渡部恵子）、ハルウララ（首藤志奈）、マチカネフクキタル（新田ひより）、メイショウドトウ（和多田美咲）、キングヘイロー（佐伯伊織）、マチカネタンホイザ（遠野ひかる）、ダイタクヘリオス（山根綺）、ツインターボ（花井美春）、シリウスシンボリ（ファイルーズあい）、ツルマルツヨシ（青山吉能）、シンボリクリスエス（春川芽生）、タニノギムレット（松岡美里）、ハッピーミーク（吉咲みゆ）によるエンディングテーマ。第24話で使用。作詞・作曲・編曲は本田晃弘（Cygames）。

#### 各話リスト（うまゆる）
| 話数   | サブタイトル                   | 絵コンテ   | 作画監督   | 初配信日                                |
| ------ | ------------------------------ | ---------- | ---------- | --------------------------------------- |
| 第1話  | 嵐を呼ぶウマ娘                 | 雛田ゆいち | 雛田ゆいち | 2022年 10月16日                         |
| 第2話  | 静かなる漆黒                   | 湯野さわこ | 湯野さわこ | 2022年 10月16日                         |
| 第3話  | 今宵、BARでカクテルを          | 長野新平   | 長野新平   | 2022年 10月16日                         |
| 第4話  | ツヨシ、びるどあっぷ！         | 宮嶋星矢   | 宮嶋星矢   | 10月23日                                |
| 第5話  | 絶対絶交宣言!?                 | 暇木けい   | 暇木けい   | 10月30日                                |
| 第6話  | 謎解きは朝食の前に             | 暇木けい   | 暇木けい   | 11月5日                                 |
| 第7話  | シリウスさんのお気に入り       | 雛田ゆいち | 雛田ゆいち | 11月13日                                |
| 第8話  | 取材ですよ！乙名史さん！       | 湯野さわこ | 湯野さわこ | 11月20日                                |
| 第9話  | ヤマヲカケル！                 | 長野新平   | 長野新平   | 11月27日                                |
| 第10話 | ウマ娘百物語                   | 宮嶋星矢   | 雛田ゆいち | 12月4日                                 |
| 第11話 | 竜虎相搏                       | 雛田ゆいち | 雛田ゆいち | 12月11日                                |
| 第12話 | 鎖威拒宇血夷武！波羅離螺！     | 長野新平   | 長野新平   | 12月18日                                |
| 第13話 | うまゆるラップでプチョヘンザ   | 長野新平   | 雛田ゆいち | 12月25日                                |
| 第14話 | 同類項では括れない             | 雛田ゆいち | 雛田ゆいち | 2023年 1月15日 (AT-Xでは1月5日先行放送) |
| 第15話 | さく！サク！柵！               | 湯野さわこ | 湯野さわこ | 1月22日                                 |
| 第16話 | 迫りくる魔の手                 | 鴉羽839    | 鴉羽839    | 1月29日                                 |
| 第17話 | 何じゃ ニンジャ ファンじゃ！   | 雛田ゆいち | 雛田ゆいち | 2月5日                                  |
| 第18話 | 白熱！ルドルフ王選手権         | 暇木けい   | 暇木けい   | 2月12日                                 |
| 第19話 | G様の言うとおり                | 湯野さわこ | 雛田ゆいち | 2月19日                                 |
| 第20話 | 勝負師達の哭く夜               | 宮嶋星矢   | 雛田ゆいち | 2月22日                                 |
| 第21話 | ファイン屋ちゃんねる！         | 湯野さわこ | 雛田ゆいち | 3月5日                                  |
| 第22話 | スペとオグリのうまうまキッチン | 湯野さわこ | 雛田ゆいち | 3月12日                                 |
| 第23話 | Shall we ダービー？            | 湯野さわこ | 雛田ゆいち | 3月19日                                 |
| 第24話 | ヒカリ差す場所へ               | 湯野さわこ | 雛田ゆいち | 3月26日                                 |

### うまゆる ぷりてぃ〜ぐれい
短編アニメ『うまゆる ぷりてぃ〜ぐれい』が2025年4月30日から2025年5月6日まで、YouTubeチャンネル『ぱかチューブっ!』にて配信。
アニメ『うまゆる ぷりてぃ〜ぐれい』 - YouTubeプレイリスト

#### スタッフ（うまゆる ぷりてぃ〜ぐれい）
- 原作・製作 - Cygames
- シナリオディレクター - 三岳真希
- シナリオ監修 - 梶﨑聖賀
- シリーズ構成・脚本 - 赤尾でこ
- キャラクターデザイン監修 - 橋野翼
- 美術監督 - 白佐木和馬
- 撮影監督 - 神田智隆
- 音楽プロデューサー - 本田晃弘
- 音響監督 - 神保直史
- 監督・キャラクターデザイン・総作画監督・絵コンテ・作画監督 - 湯野さわこ
- アニメーション制作 - スクーターフィルムズ

#### 主題歌（うまゆる ぷりてぃ〜ぐれい）
「灰のmemoire」
オグリキャップ（高柳知葉）、ゴールドシップ（上田瞳）、メジロマックイーン（大西沙織）、セイウンスカイ（鬼頭明里）、タマモクロス（大空直美）、ビワハヤヒデ（近藤唯）、カレンチャン（篠原侑）、ヒシミラクル（春日さくら）、クロノジェネシス（真名瀬日和）によるエンディングテーマ。作詞・作曲・編曲は伊禮完。
なお、各話リストの通り、実際には各話で歌うキャラクターが異なるバージョンが使用されており、本編中では全員が歌うバージョンは使用されていない。

#### 各話リスト（うまゆる ぷりてぃ〜ぐれい）
| 話数  | サブタイトル                         | 歌 | 初配信日       |
| ----- | ------------------------------------ | --- | -------------- |
| 第1話 | 鉄板ギラギラ！仁義なき屋台戦争       | オグリキャップ（高柳知葉） ゴールドシップ（上田瞳） メジロマックイーン（大西沙織） タマモクロス（大空直美） | 2025年 4月30日 |
| 第2話 | 八つ橋村〜名探偵セイちゃんの事件簿〜 | セイウンスカイ（鬼頭明里）                                                                                  | 5月2日         |
| 第3話 | 波乱必至！リレーはデスティニー       | ビワハヤヒデ（近藤唯） ヒシミラクル（春日さくら）                                                           | 5月4日         |
| 第4話 | レース観戦の美学                     | カレンチャン（篠原侑） クロノジェネシス（真名瀬日和）                                                       | 5月6日         |

## 映画
2024年5月24日に公開された。

## 声優メンバーによる出演番組

### レギュラー

#### Webラジオ
『ぱかラジッ!〜ウマ娘広報部〜』のタイトルで、2016年11月11日よりHiBiKi Radio Stationにて配信開始、2019年4月26日更新の第85回をもって更新終了。パーソナリティは和氣あず未（スペシャルウィーク 役）、高野麻里佳（サイレンススズカ 役）、Machico（トウカイテイオー 役）。テレビアニメ放送に合わせて、2018年4月6日（通常版 第71回の翌週）から2019年1月18日までの間『アニメ版』と称し特別編成で全42回放送された。2019年1月25日（第72回）より通常編成に戻っている。過去の放送はニコニコ動画「ウマ娘チャンネル」で視聴することができる。
2019年4月14日にYokohama LANDMARK HALLにて公録イベント「ぱかラジッ! 〜ウマ娘広報部〜 公開録音 平成最後のプレシャスプリティーパーティー」が開催された。出演者は和氣あず未（スペシャルウィーク役）、高野麻里佳（サイレンススズカ役）、Machico（トウカイテイオー役）、香坂さき（ゴールドシチー役）、首藤志奈（ハルウララ役）、新田ひより（マチカネフクキタル役）

##### ゲスト
通常版
- 第6回 - 松井恵理子（フジキセキ 役）
- 第10回 - Lynn（マルゼンスキー 役）、高柳知葉（オグリキャップ 役）
- 第12回 - 上田瞳（ゴールドシップ 役） 、木村千咲（ダイワスカーレット 役）
- 第14回 - 前田玲奈（グラスワンダー 役）
- 第15回 - 巽悠衣子（ヒシアマゾン 役）
- 第19回 - 徳井青空（テイエムオペラオー 役）
- 第23回 - 青木瑠璃子（エアグルーヴ 役）
- 第24回 - 相坂優歌（ナリタブライアン 役）
- 第26回 - 相坂優歌（ナリタブライアン 役）、高橋未奈美（エルコンドルパサー 役）※公開録音
- 第27回 - 上田瞳（ゴールドシップ 役） 、木村千咲（ダイワスカーレット 役）
- 第29回 - 大坪由佳（タイキシャトル 役）、松井恵理子（フジキセキ 役）、石原章弘（ゲーム制作者）※ニコ生スペシャル
- 第31回 - 高柳知葉（オグリキャップ 役）
- 第34回 - 上田瞳（ゴールドシップ 役）、高柳知葉（オグリキャップ 役）
- 第35回 - 木村千咲（ダイワスカーレット 役）、前田玲奈（グラスワンダー 役）
- 第36回 - 大西沙織（メジロマックイーン 役）
- 第37回 - 長谷川育美（ミホノブルボン 役）、藤井ゆきよ（駿川たづな 役）
- 第38回 - 近藤唯（ビワハヤヒデ 役）
- 第39回 - 河井晴菜（ニシノフラワー 役）
- 第40回 - 松嵜麗（ヒシアケボノ 役）
- 第41回 - 杉浦しおり（スイープトウショウ 役）
- 第42回 - 照井春佳（ゼンノロブロイ 役）
- 第43回 - 津田美波（エアシャカール 役）
- 第44回 - 咲々木瞳（アドマイヤベガ 役）
- 第45回 - 三宅麻理恵（マーベラスサンデー 役）
- 第46回 - 橋本ちなみ（ファインモーション 役）
- 第47回 - 高橋花林（カワカミプリンセス 役）
- 第48回 - 松井恵理子（フジキセキ 役）、木村千咲（ダイワスカーレット 役）、大坪由佳（タイキシャトル 役）、徳井青空（テイエムオペラオー 役）、高柳知葉（オグリキャップ 役）※公開録音
- 第49回 - 渡部恵子（ナリタタイシン 役）
- 第50回 - 今村彩夏（マヤノトップガン 役〈初代〉）
- 第51回 - 下地紫野（ナカヤマフェスタ 役）
- 第56回 - 鬼頭明里（セイウンスカイ 役）、新田ひより（マチカネフクキタル 役）
- 第57回 - 首藤志奈（ハルウララ 役）、香坂さき（ゴールドシチー 役）
- 第64回 - 香坂さき（ゴールドシチー 役）
- 第65回 - 山本希望（ユキノビジン 役）
- 第66回 - 木村千咲（ダイワスカーレット 役）
- 第67回 - 優木かな（スーパークリーク 役）
- 第68回 - 首藤志奈（ハルウララ 役）
- 第69回 - 新田ひより（マチカネフクキタル 役）
- 第70・71回 - 上田瞳（ゴールドシップ 役）、木村千咲（ダイワスカーレット 役）
- 第72回 - 山本希望（ユキノビジン 役）
- 第73回 - 田所あずさ（シンボリルドルフ 役）
- 第76回 - 首藤志奈（ハルウララ 役）
- 第77回 - 福原綾香（シーキングザパール 役）
- 第78回 - 藍原ことみ（バンブーメモリー 役）
- 第79回 - 新田ひより（マチカネフクキタル 役）
- 第80回 - 嶺内ともみ（アイネスフウジン 役）
- 第81回 - 上田瞳（ゴールドシップ 役）

アニメ版
- 第1回 - 沖野晃司（トレーナー 役）
- 第2回 - 鬼頭明里（セイウンスカイ 役）
- 第3回 - 首藤志奈（ハルウララ 役）
- 第4回 - 大坪由佳（タイキシャトル 役）
- 第5回 - 高柳知葉（オグリキャップ 役）
- 第6回 - 沖野晃司（トレーナー 役）
- 第7回 - 上田瞳（ゴールドシップ 役）
- 第8回 - 青木瑠璃子（エアグルーヴ 役）、前田玲奈（グラスワンダー 役）
- 第9回 - 木村千咲（ダイワスカーレット 役）
- 第10回 - 近藤唯（ビワハヤヒデ 役）
- 第11回 - 斉藤佑圭（お母ちゃん 役）
- 第12回 - 沖野晃司（トレーナー 役）
- 第13回 - 上田瞳（ゴールドシップ 役）、木村千咲（ダイワスカーレット 役）、沖野晃司（トレーナー 役）※公開録音
- 第14回 - 高橋未奈美（エルコンドルパサー 役）
- 第15回 - 上田瞳（ゴールドシップ 役）
- 第16回 - 徳井青空（テイエムオペラオー 役）
- 第17回 - 大坪由佳（タイキシャトル 役）
- 第18回 - 明坂聡美（赤坂美聡 役）
- 第19回 - 渡部恵子（ナリタタイシン 役）
- 第20回 - 佐伯伊織（キングヘイロー 役）
- 第21回 - 上田瞳（ゴールドシップ 役）
- 第22回 - 前田玲奈（グラスワンダー 役）
- 第23回 - 木村千咲（ダイワスカーレット 役）、豊口めぐみ（東条ハナ 役）
- 第25回 - 前田佳織里（ナイスネイチャ 役）
- 第27回 - 池澤春菜（ブロワイエ 役）
- 第28回 - 藤井ゆきよ（駿川たづな 役）
- 第29回 - 首藤志奈（ハルウララ 役）
- 第30回 - 鬼頭明里（セイウンスカイ 役）、高柳知葉（オグリキャップ 役）
- 第31回 - 徳井青空（テイエムオペラオー 役）、渡部優衣（ウイニングチケット 役）
- 第32回 - 渡部恵子（ナリタタイシン 役）
- 第33回 - 近藤唯（ビワハヤヒデ 役）
- 第34回 - 橋本ちなみ（ファインモーション 役）
- 第35回 - 星谷美緒（マヤノトップガン 役〈二代目〉）
- 第36回 - 三澤紗千香（サクラバクシンオー 役）
- 第37回 - 香坂さき（ゴールドシチー 役）
- 第38回 - 渡部優衣（ウイニングチケット 役）
- 第39回 - 田中あいみ（ビコーペガサス 役）
- 第42回 - 巽悠衣子（ヒシアマゾン 役）

#### Web動画

##### ウマ娘 プリティーダービー Abemaステークス
『ウマ娘 プリティーダービー Abemaステークス』は、2018年2月25日よりAbemaより全6回で配信されたウマ娘の情報番組。

###### 配信回
| # | 配信日        | タイトル                                         | 出演者 |
| - | ------------- | ------------------------------------------------ | --- |
| 1 | 2018年2月25日 | ウマ娘 プリティーダービー Abemaステークス 第1R！ | 和氣あず未（スペシャルウィーク 役）、高野麻里佳（サイレンススズカ 役）、木村千咲（ダイワスカーレット 役）、沖野晃司（トレーナー 役） |
| 2 | 2018年3月25日 | ウマ娘 プリティーダービー Abemaステークス 第2R！ | 石原章弘（『ウマ娘 プリティーダービー』コンテンツプロデューサー）、藤井ゆきよ（駿川たづな 役）、和氣あず未（スペシャルウィーク 役）、高野麻里佳（サイレンススズカ 役）、Machico（トウカイテイオー 役）、大橋彩香（ウオッカ 役）、木村千咲（ダイワスカーレット 役）、上田瞳（ゴールドシップ 役）、大西沙織（メジロマックイーン 役）、沖野晃司（トレーナー 役）、東宝プロデューサー 伊藤隼之介 |
| 3 | 2018年4月28日 | ウマ娘 プリティーダービー Abemaステークス 第3R！ | 和氣あず未（スペシャルウィーク 役）、木村千咲（ダイワスカーレット 役）、藤井ゆきよ（駿川たづな 役）、石原章弘（『ウマ娘 プリティーダービー』コンテンツプロデューサー）、東宝プロデューサー 伊藤隼之介 |
| 4 | 2018年6月20日 | ウマ娘 プリティーダービー Abemaステークス 第4R！ | 和氣あず未（スペシャルウィーク 役）、高野麻里佳（サイレンススズカ 役）、Machico（トウカイテイオー 役）、木村千咲（ダイワスカーレット 役）、前田玲奈（グラスワンダー 役）、高柳知葉（オグリキャップ 役）、沖野晃司（トレーナー 役）、Cygames 石原章弘（『ウマ娘 プリティーダービー』コンテンツプロデューサー）、東宝 伊藤隼之介（TVアニメ『ウマ娘 プリティーダービー』プロデューサー）        |
| 5 | 2018年7月19日 | ウマ娘 プリティーダービー Abemaステークス 第5R！ | 和氣あず未（スペシャルウィーク 役）、高野麻里佳（サイレンススズカ 役）、Machico（トウカイテイオー 役）、首藤志奈（ハルウララ 役）、藤井ゆきよ（駿川たづな 役）、沖野晃司（トレーナー 役）、Cygames 石原章弘（『ウマ娘 プリティーダービー』コンテンツプロデューサー）、東宝 伊藤隼之介（TVアニメ『ウマ娘 プリティーダービー』プロデューサー）                                                 |
| 6 | 2018年9月14日 | ウマ娘 プリティーダービー Abemaステークス 第6R！ | 和氣あず未（スペシャルウィーク 役）、高野麻里佳（サイレンススズカ 役）、Machico（トウカイテイオー 役）、上田瞳（ゴールドシップ 役）、田所あずさ（シンボリルドルフ 役）、藤井ゆきよ（駿川たづな 役）、Cygames 石原章弘（『ウマ娘 プリティーダービー』コンテンツプロデューサー） |

##### ぱかチューブっ!
『ぱかチューブっ!』は、2018年3月25日より開設されているウマ娘のコンテンツ全般の公式YouTubeチャンネル。
開設当初は毎週月曜と水曜にウマ娘宣伝担当（自称）のゴールドシップがバーチャルYouTuberとして企画動画がメインコンテンツとなり、その他アニメのCM動画などの公式チャンネルとしての動画が投稿されていた。
2020年後半のアプリのリリースが間近になった頃以降は、後述の『「ウマ娘 プリティーダービー」ぱかライブTV』、『そこそこぱかライブTV』に加え、アプリやアニメ、各種関連イベントのプロモーション動画などがアップロードされている。ゴールドシップのバーチャルYouTuberとして企画動画も頻度は下がっているが引き続き投稿されている他、ゴールドシップ以外のキャラもバーチャルYouTuberとして登場することもある。

##### 「ウマ娘 プリティーダービー」ぱかライブTV
『ぱかチューブっ!』内で不定期配信（主に月1回）されている。出演のウマ娘声優達のバラエティコーナーと、アプリのアップデート情報やウマ娘関連のイベント情報の公開などが行われる。基本的には生配信だが、出張版などは公開収録として配信されている。

###### 配信回
| #  | 配信日         | タイトル                                                                 | 出演者 | 備考                                                   |
| -- | -------------- | ------------------------------------------------------------------------ | --- | ------------------------------------------------------ |
| 1  | 2020年9月22日  | ぱかライブTV Vol.1 アニメ「うまよん」最終話一緒に観よう&最新情報お届けSP | Machico（トウカイテイオー 役）、大西沙織（メジロマックイーン 役）、上田瞳（ゴールドシップ 役）、大空直美（タマモクロス 役）、高柳知葉（オグリキャップ 役）、巽悠衣子（ヒシアマゾン 役）、田所あずさ（シンボリルドルフ 役） | -                                                      |
| 2  | 2020年12月19日 | ぱかライブTV Vol.2                                                       | 和氣あず未（スペシャルウィーク 役）、Machico（トウカイテイオー 役）、大西沙織（メジロマックイーン 役）、田所あずさ（シンボリルドルフ 役）、藤井ゆきよ（駿川たづな 役） | -                                                      |
| 3  | 2021年1月16日  | 公開生配信イベント「出張版 ぱかライブTV Vol.3」                          | 和氣あず未（スペシャルウィーク 役）、高野麻里佳（サイレンススズカ 役）、Machico（トウカイテイオー 役）、大橋彩香（ウオッカ 役）、木村千咲（ダイワスカーレット 役）、上田瞳（ゴールドシップ 役）、大西沙織（メジロマックイーン 役） | ヒューリックホール東京にて行われた公開イベントの生配信 |
| 4  | 2021年2月23日  | ぱかライブTV Vol.4                                                       | 【第1部】明坂聡美【MC】（実況 役）、Machico（トウカイテイオー 役）、前田佳織里（ナイスネイチャ 役）、石見舞菜香（ライスシャワー 役）、のぐちゆり（メジロパーマー 役）、山根綺（ダイタクヘリオス 役）、矢野妃菜喜（キタサンブラック 役）、立花日菜（サトノダイヤモンド 役） 【第2部】明坂聡美【MC】（実況 役）、Machico（トウカイテイオー 役）、上田瞳（ゴールドシップ 役）、石見舞菜香（ライスシャワー 役）、高柳知葉（オグリキャップ 役）、前田玲奈（グラスワンダー 役）、佐伯伊織（キングヘイロー 役）、星谷美緒（マヤノトップガン 役） | 2部構成                                                |
| 5  | 2021年3月29日  | ぱかライブTV Vol.5                                                       | 【第1部】高野麻里佳【MC】（サイレンススズカ 役）、和氣あず未（スペシャルウィーク 役）、Machico（トウカイテイオー 役）、大橋彩香（ウオッカ 役）、木村千咲（ダイワスカーレット 役）、近藤唯（ビワハヤヒデ 役）、徳井青空（テイエムオペラオー 役）、長谷川育美（ミホノブルボン 役） 【第2部】沖野晃司【MC】（トレーナー 役）、Machico（トウカイテイオー 役）、和氣あず未（スペシャルウィーク 役）、高野麻里佳（サイレンススズカ 役）、前田佳織里（ナイスネイチャ 役）、花井美春（ツインターボ 役）、田澤茉純（イクノディクタス 役）          | 2部構成                                                |
| 6  | 2021年4月24日  | ぱかライブTV Vol.6                                                       | 明坂聡美【MC】（実況 役）、和氣あず未（スペシャルウィーク 役）、Machico（トウカイテイオー 役）、大坪由佳（タイキシャトル 役）、新田ひより（マチカネフクキタル 役）、三澤紗千香（サクラバクシンオー 役） | -                                                      |
| 7  | 2021年5月27日  | ぱかライブTV Vol.7                                                       | 青木瑠璃子【MC】（エアグルーヴ 役）、和氣あず未（スペシャルウィーク 役）、衣川里佳（ナリタブライアン 役）、髙橋ミナミ（エルコンドルパサー 役）、星谷美緒（マヤノトップガン 役）、前田玲奈（グラスワンダー 役） | -                                                      |
| 8  | 2021年8月12日  | ぱかライブTV Vol.8                                                       | 巽悠衣子【MC】（ヒシアマゾン 役）、和氣あず未（スペシャルウィーク 役）、Machico（トウカイテイオー 役）、大坪由佳（タイキシャトル 役）、首藤志奈（ハルウララ 役）、新田ひより（マチカネフクキタル 役） | -                                                      |
| 9  | 2021年9月20日  | ぱかライブTV Vol.9                                                       | 明坂聡美【MC】（実況 役）、Machico（トウカイテイオー 役）、上田瞳（ゴールドシップ 役）、高柳知葉（オグリキャップ 役）、田澤茉純（イクノディクタス 役）、星谷美緒（マヤノトップガン 役）、矢野妃菜喜（キタサンブラック 役） | -                                                      |
| 10 | 2021年10月19日 | ぱかライブTV Vol.10                                                      | 徳井青空【MC】（テイエムオペラオー 役）、上田瞳（ゴールドシップ 役）、大和田仁美（スマートファルコン 役）、小倉唯（マンハッタンカフェ 役）、木村千咲（ダイワスカーレット 役）、高柳知葉（オグリキャップ 役）、和多田美咲（メイショウドトウ 役） | -                                                      |
| 11 | 2021年11月29日 | ぱかライブTV Vol.11                                                      | 明坂聡美【MC】（実況 役）、Machico（トウカイテイオー 役）、久保田ひかり（メジロドーベル 役）、近藤唯（ビワハヤヒデ 役）、篠原侑（カレンチャン 役）、鈴木絵理（トーセンジョーダン 役）、高柳知葉（オグリキャップ 役）、星谷美緒（マヤノトップガン 役） | -                                                      |
| 12 | 2021年12月20日 | 出張版 ぱかライブTV Vol.12                                               | 和氣あず未（スペシャルウィーク 役）、Machico（トウカイテイオー 役）、大坪由佳（タイキシャトル 役）、久保田ひかり（メジロドーベル 役）、首藤志奈（ハルウララ 役）、鈴木絵理（トーセンジョーダン 役）、高柳知葉（オグリキャップ 役）、遠野ひかる（マチカネタンホイザ 役）、新田ひより（マチカネフクキタル 役）、野口瑠璃子（サクラチヨノオー 役）、橋本ちなみ（ファインモーション 役）、星谷美緒（マヤノトップガン 役）、前田玲奈（グラスワンダー 役）                                                                                      | -                                                      |
| 13 | 2022年1月27日  | ぱかライブTV Vol.13                                                      | 徳井青空【MC】（テイエムオペラオー 役）、和氣あず未（スペシャルウィーク 役）、Machico（トウカイテイオー 役）、長谷川育美（ミホノブルボン 役）、藤野彩水（エイシンフラッシュ 役）、河井晴菜（ニシノフラワー 役）、佐伯伊織（キングヘイロー 役） | -                                                      |
| 14 | 2022年2月22日  | ぱかライブTV Vol.14 1st Anniv. Special!                                  | 松井恵理子【MC】（フジキセキ 役）、和氣あず未（スペシャルウィーク 役）、Machico（トウカイテイオー 役）、Lynn（マルゼンスキー 役）、鬼頭明里（セイウンスカイ 役）、小倉唯（マンハッタンカフェ 役）、石見舞菜香（ライスシャワー 役）、三澤紗千香（サクラバクシンオー 役）、花井美春（ツインターボ 役）、立花日菜（サトノダイヤモンド 役）、中村カンナ（ナリタトップロード 役） | -                                                      |
| 15 | 2022年3月27日  | ぱかライブTV Vol.15                                                      | 徳井青空【MC】（テイエムオペラオー 役）、Machico（トウカイテイオー 役）、松井恵理子（フジキセキ 役）、星谷美緒（マヤノトップガン 役）、大和田仁美（スマートファルコン 役）、遠野ひかる（マチカネタンホイザ 役）、日原あゆみ（ヤエノムテキ 役） | -                                                      |
| 16 | 2022年4月26日  | ぱかライブTV Vol.16                                                      | 優木かな【MC】（スーパークリーク 役）、Machico（トウカイテイオー 役）、星谷美緒（マヤノトップガン 役）、津田美波（エアシャカール 役）、高橋花林（カワカミプリンセス 役）、前田佳織里（ナイスネイチャ 役）、佐伯伊織（キングヘイロー 役） | -                                                      |
| 17 | 2022年5月29日  | ぱかライブTV Vol.17                                                      | 青木瑠璃子【MC】（エアグルーヴ 役）、高野麻里佳（サイレンススズカ 役）、橋本ちなみ（ファインモーション 役）、星谷美緒（マヤノトップガン 役）、石見舞菜香（ライスシャワー 役）、天海由梨奈（ミスターシービー 役）、田澤茉純（イクノディクタス 役） | -                                                      |
| 18 | 2022年6月29日  | ぱかライブTV Vol.18                                                      | 優木かな【MC】（スーパークリーク 役）、Machico（トウカイテイオー 役）、大坪由佳（タイキシャトル 役）、髙橋ミナミ（エルコンドルパサー 役）、咲々木瞳（アドマイヤベガ 役）、久保田ひかり（メジロドーベル 役）、遠野ひかる（マチカネタンホイザ 役） | -                                                      |
| 19 | 2022年7月27日  | ぱかライブTV Vol.19                                                      | 徳井青空【MC】（テイエムオペラオー 役）、Machico（トウカイテイオー 役）、Lynn（マルゼンスキー 役）、下地紫野（ナカヤマフェスタ 役）、前田佳織里（ナイスネイチャ 役）、花井美春（ツインターボ 役）、野口瑠璃子（サクラチヨノオー 役） | -                                                      |
| 20 | 2022年8月21日  | ぱかライブTV Vol.20 1.5周年記念 ウマ娘 夏の陣!                           | 大坪由佳【MC】（タイキシャトル 役）、高野麻里佳（サイレンススズカ 役）、Machico（トウカイテイオー 役）、上田瞳（ゴールドシップ 役）、長谷川育美（ミホノブルボン 役）、大和田仁美（スマートファルコン 役）、遠野ひかる（マチカネタンホイザ 役）、田澤茉純（イクノディクタス 役）、のぐちゆり（メジロパーマー 役）、山根綺（ダイタクヘリオス 役）、花井美春（ツインターボ 役）、立花日菜（サトノダイヤモンド 役）、矢野妃菜喜（キタサンブラック 役）                                                                                        | -                                                      |
| 21 | 2022年9月27日  | ぱかライブTV Vol.21                                                      | 前田佳織里【MC】（ナイスネイチャ 役）、和氣あず未（スペシャルウィーク 役）、Machico（トウカイテイオー 役）、和多田美咲（メイショウドトウ 役）、井上ほの花（アストンマーチャン 役）、稲垣好（コパノリッキー 役）、菊池紗矢香（ホッコータルマエ 役） | -                                                      |
| 22 | 2022年10月27日 | ぱかライブTV Vol.22                                                      | 前田玲奈【MC】（グラスワンダー 役）、高柳知葉（オグリキャップ 役）、会沢紗弥（メジロアルダン 役）、日原あゆみ（ヤエノムテキ 役）、青山吉能（ツルマルツヨシ 役）、春川芽生（シンボリクリスエス 役）、佐藤日向（ケイエスミラクル 役） | -                                                      |
| 23 | 2022年11月26日 | ぱかライブTV Vol.23                                                      | 優木かな【MC】（スーパークリーク 役）、木村千咲（ダイワスカーレット 役）、衣川里佳（ナリタブライアン 役）、矢野妃菜喜（キタサンブラック 役）、真野美月（サクラローレル 役）、松岡美里（タニノギムレット 役）、須藤叶希（ワンダーアキュート 役） | -                                                      |
| 24 | 2022年12月28日 | ぱかライブTV Vol.24                                                      | Lynn 【MC】（マルゼンスキー 役）、前田玲奈（グラスワンダー 役）、新田ひより（マチカネフクキタル 役）、山根綺（ダイタクヘリオス 役）、矢野妃菜喜（キタサンブラック 役）、今泉りおな（ヤマニンゼファー 役）、吉咲みゆ（ハッピーミーク 役） | -                                                      |
| 25 | 2023年1月28日  | ぱかライブTV Vol.25                                                      | 徳井青空【MC】（テイエムオペラオー 役）、Machico（トウカイテイオー 役）、土師亜文（メジロライアン 役）、長江里加（アイネスフウジン 役）、田中あいみ（ビコーペガサス 役）、天海由梨奈（ミスターシービー 役）、春川芽生（シンボリクリスエス 役） | -                                                      |
| 26 | 2023年2月22日  | ぱかライブTV Vol.26 2周年記念 ウマ娘冬の陣!                              | 明坂聡美【MC】（実況 役）、Machico（トウカイテイオー 役）、高柳知葉（オグリキャップ 役）、徳井青空（テイエムオペラオー 役）、田所あずさ（シンボリルドルフ 役）、咲々木瞳（アドマイヤベガ 役）、天海由梨奈（ミスターシービー 役）、久保田ひかり（メジロドーベル 役）、山根綺（ダイタクヘリオス 役）、花井美春（ツインターボ 役）、矢野妃菜喜（キタサンブラック 役）、中村カンナ（ナリタトップロード 役）、春川芽生（シンボリクリスエス 役）                                                                                                | -                                                      |
| 27 | 2023年3月26日  | ぱかライブTV Vol.27 うまゆるゴールインスペシャル!                        | 前田佳織里【MC】（ナイスネイチャ 役）、大橋彩香（ウオッカ 役）、木村千咲（ダイワスカーレット 役）、会沢紗弥（メジロアルダン 役）、真野美月（サクラローレル 役）、春川芽生（シンボリクリスエス 役）、松岡美里（タニノギムレット 役） | -                                                      |
| 28 | 2023年4月26日  | ぱかライブTV Vol.28                                                      | 徳井青空【MC】（テイエムオペラオー 役）、香坂さき（ゴールドシチー 役）、天海由梨奈（ミスターシービー 役）、遠野ひかる（マチカネタンホイザ 役）、田澤茉純（イクノディクタス 役）、真野美月（サクラローレル 役）、藤原夏海（カツラギエース 役） | -                                                      |
| 29 | 2023年5月27日  | ぱかライブTV Vol.29                                                      | 徳井青空【MC】（テイエムオペラオー 役）、上坂すみれ（アグネスタキオン 役）、河井晴菜（ニシノフラワー 役）、天海由梨奈（ミスターシービー 役）、矢野妃菜喜（キタサンブラック 役）、井上ほの花（アストンマーチャン 役）、夏吉ゆうこ（シュヴァルグラン 役） | -                                                      |
| 30 | 2023年6月27日  | ぱかライブTV Vol.30                                                      | 前田佳織里【MC】（ナイスネイチャ 役）、Machico（トウカイテイオー 役）、鈴木絵理（トーセンジョーダン 役）、藍原ことみ（バンブーメモリー 役）、花井美春（ツインターボ 役）、佐藤日向（ケイエスミラクル 役）、春日さくら（ヒシミラクル 役） | -                                                      |
| 31 | 2023年7月30日  | ぱかライブTV Vol.31                                                      | 優木かな【MC】（スーパークリーク 役）、星谷美緒（マヤノトップガン 役）、遠野ひかる（マチカネタンホイザ 役）、矢野妃菜喜（キタサンブラック 役）、春川芽生（シンボリクリスエス 役）、藤本侑里（ジャングルポケット 役）、篠田みなみ（タップダンスシチー 役） | -                                                      |
| 32 | 2023年8月22日  | ぱかライブTV Vol.32 2.5周年記念 ハッピーサマーフェス！                   | 明坂聡美【MC】（実況 役）、和氣あず未（スペシャルウィーク 役）、 Machico（トウカイテイオー 役）、髙橋ミナミ（エルコンドルパサー 役）、小倉唯（マンハッタンカフェ 役）、咲々木瞳（アドマイヤベガ 役）、大和田仁美（スマートファルコン 役）、天海由梨奈（ミスターシービー 役）、立花日菜（サトノダイヤモンド 役）、矢野妃菜喜（キタサンブラック 役）、中村カンナ（ナリタトップロード 役）、春日さくら（ヒシミラクル 役）、篠田みなみ（タップダンスシチー 役）                                                                               | -                                                      |
| 33 | 2023年9月28日  | ぱかライブTV Vol.33                                                      | 前田玲奈【MC】（グラスワンダー 役）、井上遥乃（イナリワン 役）、津田美波（エアシャカール 役）、矢野妃菜喜（キタサンブラック 役）、日原あゆみ（ヤエノムテキ 役）、春川芽生（シンボリクリスエス 役）、篠田みなみ（タップダンスシチー 役） | -                                                      |
| 34 | 2023年10月28日 | ぱかライブTV Vol.34                                                      | 沖野晃司【MC】（トレーナー 役）、Machico（トウカイテイオー 役）、高橋花林（カワカミプリンセス 役）、首藤志奈（ハルウララ 役）、佐伯伊織（キングヘイロー 役）、矢野妃菜喜（キタサンブラック 役）、MAKIKO（サウンズオブアース 役） | -                                                      |
| 35 | 2023年11月29日 | ぱかライブTV Vol.35                                                      | 前田佳織里【MC】（ナイスネイチャ 役）、高野麻里佳（サイレンススズカ 役）、下地紫野（ナカヤマフェスタ 役）、のぐちゆり（メジロパーマー 役）、矢野妃菜喜（キタサンブラック 役）、大西綺華（メジロブライト 役）、藤本侑里（ジャングルポケット 役） | -                                                      |
| 36 | 2023年12月27日 | ぱかライブTV Vol.36 年末スペシャル！                                     | 沖野晃司【MC】（トレーナー 役）、Machico（トウカイテイオー 役）、上坂すみれ（アグネスタキオン 役）、立花日菜（サトノダイヤモンド 役）、矢野妃菜喜（キタサンブラック 役）、藤本侑里（ジャングルポケット 役）、秋奈（ドゥラメンテ 役） | 2部構成                                                |
| 37 | 2024年1月29日  | ぱかライブTV Vol.37                                                      | 徳井青空【MC】（テイエムオペラオー 役）、小倉唯（マンハッタンカフェ 役）、山本希望（ユキノビジン 役）、渡部優衣（ウイニングチケット 役）、新田ひより（マチカネフクキタル 役）、矢野妃菜喜（キタサンブラック 役）、指出毬亜（ノースフライト 役） | -                                                      |
| 38 | 2024年2月22日  | ぱかライブTV Vol.38 3周年記念 ハッピーウィンターフェス！                 | 明坂聡美【MC】（実況 役）、和氣あず未（スペシャルウィーク 役）、 Machico（トウカイテイオー 役）、Lynn（マルゼンスキー 役）、上田瞳（ゴールドシップ 役）、渡部優衣（ウイニングチケット 役）、田澤茉純（イクノディクタス 役）、矢野妃菜喜（キタサンブラック 役）、伊藤彩沙（ヴィブロス 役）、藤本侑里（ジャングルポケット 役）、秋奈（ドゥラメンテ 役）、小島菜々恵（ラインクラフト 役）、佐藤榛夏（シーザリオ 役） | -                                                      |
| 39 | 2024年3月28日  | ぱかライブTV Vol.39                                                      | 前田玲奈【MC】（グラスワンダー 役）、中村カンナ（ナリタトップロード 役）、今泉りおな（ヤマニンゼファー 役）、佐藤日向（ケイエスミラクル 役）、藤本侑里（ジャングルポケット 役）、小島菜々恵（ラインクラフト 役）、根本優奈（エアメサイア 役） | -                                                      |
| 40 | 2024年4月28日  | ぱかライブTV Vol.40                                                      | 優木かな【MC】（スーパークリーク 役）、野口瑠璃子（サクラチヨノオー 役）、日原あゆみ（ヤエノムテキ 役）、藤本侑里（ジャングルポケット 役）、宮下早紀（スティルインラブ 役）、白石晴香（ネオユニヴァース 役）、春日さくら（ヒシミラクル 役） | -                                                      |
| 41 | 2024年5月28日  | ぱかライブTV Vol.41                                                      | 佐伯伊織【MC】（キングヘイロー 役）、小倉唯（マンハッタンカフェ 役）、杉浦しおり（スイープトウショウ 役）、奥野香耶（ヴィルシーナ 役）、藤本侑里（ジャングルポケット 役）、佐藤榛夏（シーザリオ 役）、希水しお（デアリングハート 役） | -                                                      |
| 42 | 2024年6月24日  | ぱかライブTV Vol.42 収穫ッ！満腹ッ！新育成シナリオ公開スペシャル！       | 徳井青空【MC】（テイエムオペラオー 役）、河井晴菜（ニシノフラワー 役）、藤本侑里（ジャングルポケット 役）、宮下早紀（スティルインラブ 役）、藤原夏海（カツラギエース 役）、小島菜々恵（ラインクラフト 役）、吉岡茉祐（ドリームジャーニー 役） | -                                                      |
| 43 | 2024年7月27日  | ぱかライブTV Vol.43                                                      | 天海由梨奈【MC】（ミスターシービー 役）、藤野彩水（エイシンフラッシュ 役）、大和田仁美（スマートファルコン 役）、塚田悠衣（トランセンド 役）、宮下早紀（スティルインラブ 役）、稲垣好（コパノリッキー 役）、須藤叶希（ワンダーアキュート 役） | -                                                      |
| 44 | 2024年8月23日  | ぱかライブTV Vol.44 3.5周年記念 サマーパーティー！                       | 明坂聡美【MC】（実況 役）、高柳知葉（オグリキャップ 役）、上田瞳（ゴールドシップ 役）、鈴木絵理（トーセンジョーダン 役）、奥野香耶（ヴィルシーナ 役）、藤本侑里（ジャングルポケット 役）、宮下早紀（スティルインラブ 役）、小島菜々恵（ラインクラフト 役）、佐藤榛夏（シーザリオ 役）、和泉風花（ブエナビスタ 役）、芹澤優（ジェンティルドンナ 役）、望月ゆみこ（カルストンライトオ 役）、野木奏（デュランダル 役） | -                                                      |
| 45 | 2024年9月27日  | ぱかライブTV Vol.45                                                      | 前田玲奈【MC】（グラスワンダー 役）、衣川里佳（ナリタブライアン 役）、星谷美緒（マヤノトップガン 役）、福原綾香（シーキングザパール 役）、新田ひより（マチカネフクキタル 役）、藤本侑里（ジャングルポケット 役）、希水しお（デアリングハート 役） | -                                                      |
| 46 | 2024年10月28日 | ぱかライブTV Vol.46 走れ！夢繋げ！新育成シナリオ公開スペシャル！         | 津田美波【MC】（エアシャカール 役）、木村千咲（ダイワスカーレット 役）、近藤唯（ビワハヤヒデ 役）、春川芽生（シンボリクリスエス 役）、藤本侑里（ジャングルポケット 役）、小島菜々恵（ラインクラフト 役）、神谷早矢佳（バブルガムフェロー 役） | -                                                      |
| 47 | 2024年11月27日 | ぱかライブTV Vol.47                                                      | 徳井青空【MC】（テイエムオペラオー 役）、鈴木みのり（アグネスデジタル 役）、咲々木瞳（アドマイヤベガ 役）、和多田美咲（メイショウドトウ 役）、中村カンナ（ナリタトップロード 役）、月城日花（ウインバリアシオン 役）、紫月杏朱彩（ブラストワンピース 役） | -                                                      |
| 48 | 2024年12月25日 | 聖夜のぱかライブTV Vol.48                                                | 明坂聡美【MC】（実況 役）、高柳知葉（オグリキャップ 役）、田所あずさ（シンボリルドルフ 役）、天海由梨奈（ミスターシービー 役）、宮下早紀（スティルインラブ 役）、藤原夏海（カツラギエース 役）、小島菜々恵（ラインクラフト 役）、瀬戸桃子（ベルノライト 役）、伊瀬茉莉也（フジマサマーチ 役） | -                                                      |
| 49 | 2025年1月29日  | ぱかライブTV Vol.49                                                      | 前田佳織里【MC】（ナイスネイチャ 役）、篠原侑（カレンチャン 役）、田澤茉純（イクノディクタス 役）、今泉りおな（ヤマニンゼファー 役）、西連寺亜希（フリオーソ 役）、井上ほの花（アストンマーチャン 役）、福嶋晴菜（ダンツフレーム 役） | -                                                      |
| 50 | 2025年2月22日  | ぱかライブTV Vol.50 4 周年記念 ウィンターパーティー！                    | 明坂聡美【MC】（実況 役）、高柳知葉（オグリキャップ 役）、大空直美（タマモクロス 役）、天海由梨奈（ミスターシービー 役）、宮下早紀（スティルインラブ 役）、小島菜々恵（ラインクラフト 役）、佳原萌枝（フサイチパンドラ 役）、和泉風花（ブエナビスタ 役）、芹澤優（ジェンティルドンナ 役）、月城日花（ウィンバリアシオン 役）、石原夏織（アーモンドアイ 役）、中島由貴（ラッキーライラック 役）、夏目妃菜（グランアレグリア 役） | -                                                      |
| 51 | 2025年3月29日  | ぱかライブTV Vol.51                                                      | 優木かな【MC】（スーパークリーク 役）、高柳知葉（オグリキャップ 役）、大空直美（タマモクロス 役）、春川芽生（シンボリクリスエス 役）、松岡美里（タニノギムレット 役）、篠田みなみ（タップダンスシチー 役）、野木奏（デュランダル 役） |                                                        |
| 52 | 2025年4月27日  | ぱかライブTV Vol.52                                                      | 高柳知葉【MC】（オグリキャップ 役）、大和田仁美（スマートファルコン 役）、塚田悠衣（トランセンド 役）、亜咲花（エスポワールシチー 役）、稲垣好（コパノリッキー 役）、和泉風花（ブエナビスタ 役）、真名瀬日和（クロノジェネシス 役） |                                                        |

##### そこそこぱかライブTV
不定期で『そこそこぱかライブTV』として出演のウマ娘声優達のそこそこのトークを行う番組も配信されている。こちらは収録である。
そこそこぱかライブTV - YouTubeプレイリスト

###### 配信回
| #  | 配信日         | タイトル                                                                | 出演者 | 備考    |
| -- | -------------- | ----------------------------------------------------------------------- | --- | ------- |
| 1  | 2021年7月2日   | そこそこぱかライブTV Vol.1                                              | 木村千咲（ダイワスカーレット 役）、首藤志奈（ハルウララ 役）、高柳知葉（オグリキャップ 役） | -       |
| 2  | 2021年7月31日  | そこそこぱかライブTV Vol.2                                              | のぐちゆり（メジロパーマー 役）、花井美春（ツインターボ 役）、前田佳織里（ナイスネイチャ 役） | -       |
| 3  | 2021年8月25日  | そこそこぱかライブTV Vol.3                                              | 石見舞菜香（ライスシャワー 役）、近藤唯（ビワハヤヒデ 役）、長谷川育美（ミホノブルボン 役） | -       |
| 4  | 2021年9月22日  | そこそこぱかライブTV Vol.4                                              | 大和田仁美（スマートファルコン 役）、土師亜文（メジロライアン 役）、橋本ちなみ（ファインモーション 役） | -       |
| 5  | 2021年10月15日 | そこそこぱかライブTV Vol.5                                              | 大坪由佳（タイキシャトル 役）、佐伯伊織（キングヘイロー 役）、前田玲奈（グラスワンダー 役） | -       |
| 6  | 2021年11月11日 | そこそこぱかライブTV Vol.6                                              | 衣川里佳（ナリタブライアン 役）、巽悠衣子（ヒシアマゾン 役）、松井恵理子（フジキセキ 役） | -       |
| 7  | 2021年12月24日 | そこそこぱかライブTV Vol.7                                              | 星谷美緒（マヤノトップガン 役）、立花日菜（サトノダイヤモンド 役）、矢野妃菜喜（キタサンブラック 役） | -       |
| 8  | 2022年1月19日  | そこそこぱかライブTV Vol.8                                              | 優木かな（スーパークリーク 役）、野口瑠璃子（サクラチヨノオー 役）、日原あゆみ（ヤエノムテキ 役） | -       |
| 9  | 2022年2月18日  | そこそこぱかライブTV Vol.9                                              | 高野麻里佳（サイレンススズカ 役）、Machico（トウカイテイオー 役）、上田瞳（ゴールドシップ 役） | -       |
| 10 | 2022年3月17日  | そこそこぱかライブTV Vol.10                                             | 徳井青空（テイエムオペラオー 役）、鈴木みのり（アグネスデジタル 役）、中村カンナ（ナリタトップロード 役） | -       |
| 11 | 2022年4月20日  | そこそこぱかライブTV Vol.11                                             | 久保田ひかり（メジロドーベル 役）、会沢紗弥（メジロアルダン 役）、大西綺華（メジロブライト 役） | -       |
| 12 | 2022年5月19日  | そこそこぱかライブTV Vol.12                                             | 香坂さき（ゴールドシチー 役）、鈴木絵理（トーセンジョーダン 役）、河井晴菜（ニシノフラワー 役） | -       |
| 13 | 2022年6月18日  | そこそこぱかライブTV Vol.13                                             | 田所あずさ（シンボリルドルフ 役）、遠野ひかる（マチカネタンホイザ 役）、明坂聡美（赤坂美聡 役） | -       |
| 14 | 2022年7月15日  | そこそこぱかライブTV Vol.14                                             | 咲々木瞳（アドマイヤベガ 役）、渡部優衣（ウイニングチケット 役）、天海由梨奈（ミスターシービー 役） | -       |
| 15 | 2022年8月26日  | そこそこぱかライブTV Vol.15                                             | 和氣あず未（スペシャルウィーク 役）、Lynn（マルゼンスキー 役）、大西沙織（メジロマックイーン 役） | -       |
| 16 | 2022年9月16日  | そこそこぱかライブTV Vol.16                                             | 高柳知葉（オグリキャップ 役）、大空直美（タマモクロス 役）、会沢紗弥（メジロアルダン 役） | -       |
| 17 | 2022年10月19日 | そこそこぱかライブTV Vol.17                                             | 大橋彩香（ウオッカ 役）、木村千咲（ダイワスカーレット 役）、春川芽生（シンボリクリスエス 役） | -       |
| -  | 2022年11月30日 | そこそこぱかライブTV -EXTRA STAGE-                                      | 【第1部】石見舞菜香（ライスシャワー 役）、前田佳織里（ナイスネイチャ 役）、田澤茉純（イクノディクタス 役） 【第2部】中村カンナ（ナリタトップロード 役）、真野美月（サクラローレル 役）、今泉りおな（ヤマニンゼファー 役） | 2部構成 |
| 18 | 2022年12月23日 | そこそこぱかライブTV Vol.18                                             | 大和田仁美（スマートファルコン 役）、稲垣好（コパノリッキー 役）、菊池紗矢香（ホッコータルマエ 役） | -       |
| 19 | 2023年1月14日  | そこそこぱかライブTV Vol.19                                             | 山根綺（ダイタクヘリオス 役）、今泉りおな（ヤマニンゼファー 役）、礒部花凜（ダイイチルビー 役）、佐藤日向（ケイエスミラクル 役）                                                                                          | -       |
| 20 | 2023年2月17日  | そこそこぱかライブTV Vol.20                                             | 巽悠衣子（ヒシアマゾン 役）、髙橋ミナミ（エルコンドルパサー 役）、徳井青空（テイエムオペラオー 役） | -       |
| 21 | 2023年3月17日  | そこそこぱかライブTV Vol.21                                             | 徳井青空（テイエムオペラオー 役）、咲々木瞳（アドマイヤベガ 役）、中村カンナ（ナリタトップロード 役）、土田大（沖田トレーナー 役）                                                                                        | -       |
| 22 | 2023年4月14日  | そこそこぱかライブTV Vol.22                                             | 星谷美緒（マヤノトップガン 役）、三宅麻理恵（マーベラスサンデー 役）、真野美月（サクラローレル 役） | -       |
| 23 | 2023年5月12日  | そこそこぱかライブTV Vol.23                                             | 鈴木絵理（トーセンジョーダン 役）、天海由梨奈（ミスターシービー 役）、遠野ひかる（マチカネタンホイザ 役） | -       |
| 24 | 2023年6月16日  | そこそこぱかライブTV Vol.24                                             | 徳井青空（テイエムオペラオー 役）、咲々木瞳（アドマイヤベガ 役）、中村カンナ（ナリタトップロード 役）、土田大（沖田トレーナー 役）                                                                                        | -       |
| 25 | 2023年8月4日   | そこそこぱかライブTV Vol.25 5th EVENT 第1公演 -WISH- 振り返りスペシャル | Machico（トウカイテイオー 役）、松岡美里（タニノギムレット 役）、須藤叶希（ワンダーアキュート 役）、藤原夏海（カツラギエース 役）                                                                                         | -       |
| 26 | 2023年9月4日   | そこそこぱかライブTV Vol.26                                             | 近藤唯（ビワハヤヒデ 役）、渡部恵子（ナリタタイシン 役）、渡部優衣（ウイニングチケット 役） | -       |
| 27 | 2023年10月13日 | そこそこぱかライブTV Vol.27 5th EVENT 第2公演 -GAZE- 振り返りスペシャル | 髙橋ミナミ（エルコンドルパサー 役）、遠野ひかる（マチカネタンホイザ 役）、立花日菜（サトノダイヤモンド 役）、鈴代紗弓（サトノクラウン役）                                                                                 | -       |
| 28 | 2023年11月22日 | そこそこぱかライブTV Vol.28                                             | 田澤茉純（イクノディクタス 役）、MAKIKO（サウンズオブアース 役）、秋奈（ドゥラメンテ 役） | -       |
| 29 | 2023年12月22日 | そこそこぱかライブTV Vol.29                                             | 夏吉ゆうこ（シュヴァルグラン 役）、奥野香耶（ヴィルシーナ 役）、伊藤彩沙（ヴィブロス 役） | -       |
| 30 | 2024年1月12日  | そこそこぱかライブTV Vol.30                                             | 沖野晃司（トレーナー 役）、立花日菜（サトノダイヤモンド 役）、矢野妃菜喜（キタサンブラック 役）、秋奈（ドゥラメンテ 役）                                                                                                  | -       |
| 31 | 2024年3月15日  | そこそこぱかライブTV Vol.31 5th EVENT 第3公演 -YELL- 振り返りスペシャル | 立花日菜（サトノダイヤモンド 役）、藤本侑里（ジャングルポケット 役）、田辺留依（ロイスアンドロイス 役）、藤原夏海（カツラギエース 役）                                                                                    | -       |
| 32 | 2024年4月19日  | そこそこぱかライブTV Vol.32                                             | 小島菜々恵（ラインクラフト 役）、佐藤榛夏（シーザリオ 役）、根本優奈（エアメサイア 役）、希水しお（デアリングハート 役）                                                                                                  | -       |
| 33 | 2024年5月9日   | そこそこぱかライブTV Vol.33                                             | 徳井青空（テイエムオペラオー 役）、中村カンナ（ナリタトップロード 役）、福嶋晴菜（ダンツフレーム 役）、藤本侑里（ジャングルポケット 役）                                                                                  | -       |
| 34 | 2024年6月14日  | そこそこぱかライブTV Vol.34                                             | 咲々木瞳（アドマイヤベガ 役）、野口瑠璃子（サクラチヨノオー 役）、伊藤彩沙（ヴィブロス 役）、藤原夏海（カツラギエース 役）                                                                                                | -       |
| 35 | 2024年7月13日  | そこそこぱかライブTV Vol.35                                             | 春川芽生（シンボリクリスエス 役）、河野ひより（ノーリーズン 役）、春日さくら（ヒシミラクル 役） | -       |
| 36 | 2024年8月16日  | そこそこぱかライブTV Vol.36                                             | 津田美波（エアシャカール 役）、和多田美咲（メイショウドトウ 役）、野木奏（デュランダル 役） | -       |
| 37 | 2024年9月6日   | そこそこぱかライブTV Vol.37                                             | 髙橋ミナミ（エルコンドルパサー 役）、青木瑠璃子（エアグルーヴ 役）、天海由梨奈（ミスターシービー 役）、宮下早紀（スティルインラブ 役）                                                                                    | -       |
| 38 | 2024年10月11日 | そこそこぱかライブTV Vol.38                                             | 衣川里佳（ナリタブライアン 役）、松嵜麗（ヒシアケボノ 役）、田中あいみ（ビコーペガサス 役） | -       |
| 39 | 2024年11月15日 | そこそこぱかライブTV Vol.39                                             | 星谷美緒（マヤノトップガン 役）、福原綾香（シーキングザパール 役）、新田ひより（マチカネフクキタル 役） | -       |
| 40 | 2024年12月13日 | そこそこぱかライブTV Vol.40                                             | 西連寺亜希（フリオーソ 役）、塚田悠衣（トランセンド 役）、亜咲花（エスポワールシチー 役） | -       |
| 41 | 2025年1月17日  | そこそこぱかライブTV Vol.41 Twinkle Circle! 振り返りスペシャル          | 藤本侑里（ジャングルポケット 役）、宮下早紀（スティルインラブ 役）、小島菜々恵（ラインクラフト 役） | -       |
| 42 | 2025年2月21日  | そこそこぱかライブTV Vol.42 劇場版『新時代の扉』スペシャル              | 小倉唯（マンハッタンカフェ 役）、上坂すみれ（アグネスタキオン 役）、福嶋晴菜（ダンツフレーム 役）、藤本侑里（ジャングルポケット 役）                                                                                      | -       |
| 43 | 2025年4月11日  | そこそこぱかライブTV Vol.43                                             | 大橋彩香（ウオッカ 役）、指出毬亜（ノースフライト 役）、夏目妃菜（グランアレグリア 役） |         |
| 44 | 2025年5月16日  | そこそこぱかライブTV Vol.44                                             | 近藤唯（ビワハヤヒデ 役）、篠原侑（カレンチャン 役）、真名瀬日和（クロノジェネシス 役） |         |

##### ファミ通presents ウマ娘研究会!
『ファミ通presents ウマ娘研究会!』（ファミつうブレゼンツ ウマむすめけんきゅうかい）は、ファミ通制作により、2021年3月14日から2023年3月25日までニコニコ生放送とYouTube Liveにて配信されていたWeb番組。パーソナリティーはテイエムオペラオー役の徳井青空。配信時間は隔週火曜20:00 - 22:00で、21:00以降はニコニコチャンネル会員限定のみでおまけ配信パートを設けている（YouTubeでは本編のみ同時配信）。不定期で特番が週末に配信された回もあった。
基本的には徳井のみで進行していたが、不定期で同じウマ娘声優がゲストとして出演していた。

##### その他のコンテンツ
テレビアニメの製作委員会参加局の一つである関西テレビ放送（カンテレ）の競馬関連番組公式YouTubeチャンネル「カンテレ競馬」でも、2021年3月29日に本作品とのコラボレーションで長年競馬実況に携わってきた杉本清（元関西テレビアナウンサー）と吉原功兼・服部優陽（以上関西テレビアナウンサー）、上田瞳（ゴールドシップ 役）・前田佳織里（ナイスネイチャ 役）による対談動画を公開している。尚、対談は新型コロナウイルス感染拡大防止の為、関西テレビ組3名は大阪から、出演声優2名は東京から、Web会議システムを用いて行われた。

### ゲスト出演

#### テレビ番組
| 放送年 | 放送日          | 番組名                                                              | 放送局                   | 出演メンバー | 備考 |
| ------ | --------------- | ------------------------------------------------------------------- | ------------------------ | --- | --- |
| 2021年 | 7月17日         | シブヤノオト                                                        | NHK総合                  | 青木瑠璃子（エアグルーヴ 役）、大橋彩香（ウオッカ 役）、立花日菜（サトノダイヤモンド 役）、田所あずさ（シンボリルドルフ 役）、前田佳織里（ナイスネイチャ 役）、Machico（トウカイテイオー 役）、矢野妃菜喜（キタサンブラック 役） | 披露曲：『うまぴょい伝説』。 「ウマ娘」名義で出演。テレビ放送における初パフォーマンスとなる。 |
| 2021年 | 10月6日         | 2021 FNS歌謡祭 秋 〜もう一度観たい名曲・名演〜                      | フジテレビ               | 和氣あず未（スペシャルウィーク 役）、高野麻里佳（サイレンススズカ 役）、Machico（トウカイテイオー 役）、大橋彩香（ウオッカ 役）、髙橋ミナミ（エルコンドルパサー 役）、田所あずさ（シンボリルドルフ 役）、花井美春（ツインターボ 役）                                                                                                  | 披露曲：『うまぴょい伝説』。 「ウマ娘」名義で出演。民放初パフォーマンスとなる。 |
| 2021年 | 10月9日         | シブヤノオト and more FES.2021                                      | NHK総合                  | 大橋彩香（ウオッカ 役）、高柳知葉（オグリキャップ 役）、高野麻里佳（サイレンススズカ 役）、田所あずさ（シンボリルドルフ 役）、和氣あず未（スペシャルウィーク 役）、徳井青空（テイエムオペラオー 役）、Machico（トウカイテイオー 役）、Lynn（マルゼンスキー 役）                                                                       | 披露曲：『GIRLS' LEGEND U』。 「ウマ娘」名義で出演。 |
| 2021年 | 11月21日        | SONGS OF TOKYO Festival 2021                                        | NHKワールドTV            | 和氣あず未（スペシャルウィーク 役）、Machico（トウカイテイオー 役）、大橋彩香（ウオッカ 役）、 小倉唯（マンハッタンカフェ 役）、田所あずさ（シンボリルドルフ 役）、前田佳織里（ナイスネイチャ 役）、Lynn（マルゼンスキー 役）、渡部優衣（ウイニングチケット 役）                                                                      | 披露曲：『GIRLS' LEGEND U』『ユメヲカケル』『うまぴょい伝説』。 「ウマ娘」名義で出演。NHK総合でも2022年1月4日（放送開始は同月3日。出演メンバーは同月4日になってから登場）に『うまぴょい伝説』のみが放送された。 |
| 2021年 | 12月1日         | 2021 FNS歌謡祭 第1夜                                                | フジテレビ               | 高野麻里佳（サイレンススズカ 役）、Machico（トウカイテイオー 役）、田所あずさ（シンボリルドルフ 役）、小倉唯（マンハッタンカフェ 役）、徳井青空（テイエムオペラオー 役）、青木瑠璃子（エアグルーヴ 役）、花井美春（ツインターボ 役）                                                                                                  | 披露曲：『ユメヲカケル』。 「ウマ娘」名義で、大井競馬場から出演。 |
| 2021年 | 12月31日        | 第5回 ももいろ歌合戦                                                | BS日テレほか             | 和氣あず未（スペシャルウィーク 役）、Machico（トウカイテイオー 役）、高柳知葉（オグリキャップ 役）、上田瞳（ゴールドシップ 役）、大橋彩香（ウオッカ 役）、高橋ミナミ（エルコンドルパサー 役）、田所あずさ（シンボリルドルフ 役）、小倉唯（マンハッタンカフェ 役）、佐伯伊織（キングヘイロー 役）、遠野ひかる（マチカネタンホイザ 役） | 披露曲：『うまぴょい伝説』。 「ウマ娘 プリティーダービー feat.高城れに」名義で、ももいろクローバーZの高城れにとコラボ。 |
| 2022年 | 1月1日          | CDTVライブ!ライブ! 年越しプレミアライブ 2021→2022                   | TBS                      | 和氣あず未（スペシャルウィーク 役）、Machico（トウカイテイオー 役）、高柳知葉（オグリキャップ 役）、上田瞳（ゴールドシップ 役）、大橋彩香（ウオッカ 役）、高橋ミナミ（エルコンドルパサー 役）、田所あずさ（シンボリルドルフ 役）、小倉唯（マンハッタンカフェ 役）、佐伯伊織（キングヘイロー 役）、遠野ひかる（マチカネタンホイザ 役） | 披露曲：『うまぴょい伝説』。 「ウマ娘」名義で出演。 前日と当日の出演メンバーの活動を追ったドキュメンタリー動画「ウマ娘 Special Record Movie Beyond the 2021」が、ぱかチューブっ!にて2月26日から3月7日まで期間限定で配信された後、再編集版（Revised Edition）が6月15日発売の「ウマ娘 プリティーダービー 3rd EVENT WINNING DREAM STAGE Blu-ray」の特典映像に収録された。        |
| 2022年 | 3月19日 3月27日 | オダイバ!!超次元音楽祭 ヨコハマからハッピーバレンタインフェス2022   | フジテレビ フジテレビTWO | 衣川里佳（ナリタブライアン 役）、咲々木瞳（アドマイヤベガ 役）、篠原侑（カレンチャン 役）、土師亜文（メジロライアン 役）、徳井青空（テイエムオペラオー 役）、長谷川育美（ミホノブルボン 役）、松井恵理子（フジキセキ 役）、山根綺（ダイタクヘリオス 役）                                                                              | 披露曲：『ユメヲカケル』『NEXT FRONTIER』『Make debut!』『うまぴょい伝説』。 「ウマ娘」名義で出演。 テレビ収録を兼ねたイベントは2月12日と13日に行なわれ、ウマ娘は13日のDAY2に出演した。 フジテレビでは3月19日にダイジェスト版が、フジテレビTWOでは3月27日（初回）にディレクターズカット版が放送された。 フジテレビでは『うまぴょい伝説』のみが放送された。                    |
| 2022年 | 3月20日         | アニソン!プレミアム! ウマ娘×競馬SP                                  | NHK総合                  | 和氣あず未（スペシャルウィーク 役）、Machico（トウカイテイオー 役）、高柳知葉（オグリキャップ 役）、髙橋ミナミ（エルコンドルパサー 役）、田所あずさ（シンボリルドルフ 役）、大空直美（タマモクロス 役）、佐伯伊織（キングヘイロー 役）、野口瑠璃子（サクラチヨノオー 役）                                                             | 披露曲：『Make debut!』『うまぴょい伝説』『We are DREAMERS!!』。 出演競馬関係者：藤井康生（元NHKアナウンサー）・鈴木康弘（日本調教師会名誉会長）・武豊（JRA騎手） 5月1日（第165回 天皇賞（春） 開催日）にも再放送。 |
| 2022年 | 7月16日         | 音楽の日 2022                                                       | TBS                      | 和氣あず未（スペシャルウィーク 役）、Machico（トウカイテイオー 役）、高橋ミナミ（エルコンドルパサー 役）、徳井青空（テイエムオペラオー 役）、小倉唯（マンハッタンカフェ 役）、前田佳織里（ナイスネイチャ 役）、会沢紗弥（メジロアルダン 役）                                                                                          | 披露曲：『うまぴょい伝説』。 「ウマ娘 プリティーダービー」名義で出演。 |
| 2022年 | 12月31日        | 第6回 ももいろ歌合戦                                                | BS日テレほか             | 和氣あず未（スペシャルウィーク 役）、Machico（トウカイテイオー 役）、前田佳織里（ナイスネイチャ 役）、遠野ひかる（マチカネタンホイザ 役）、矢野妃菜喜（キタサンブラック 役）、青山吉能（ツルマルツヨシ 役）、中村カンナ（ナリタトップロード 役）、春川芽生（シンボリクリスエス 役）、松岡美里（タニノギムレット 役）                  | 披露曲：『走れウマ娘』『うまぴょい伝説』。 「ウマ娘 プリティーダービー」名義で出演。 |
| 2023年 | 4月3日 4月21日  | オダイバ!!超次元音楽祭 -ヨコハマからハッピーバレンタインフェス2023- | フジテレビ フジテレビTWO | 上田瞳（ゴールドシップ 役）、前田玲奈（グラスワンダー 役）、星谷美緒（マヤノトップガン 役）、新田ひより（マチカネフクキタル 役）、佐伯伊織（キングヘイロー 役）、真野美月（サクラローレル 役）、中村カンナ（ナリタトップロード 役）、春川芽生（シンボリクリスエス 役）、松岡美里（タニノギムレット 役）                               | 披露曲：『Make debut!』『winning the soul（Remix Ver.）』『うまぴょい伝説』。 「ウマ娘 プリティーダービー」名義で出演。 テレビ収録を兼ねたイベントは2月11日と12日に行なわれ、ウマ娘は12日のDAY2に出演した。 フジテレビでは4月3日にダイジェスト版が、フジテレビTWOでは4月21日（初回）にディレクターズカット版が放送された。 フジテレビでは『うまぴょい伝説』のみが放送された。 |
| 2023年 | 12月6日         | 2023 FNS歌謡祭 第1夜                                                | フジテレビ               | 和氣あず未（スペシャルウィーク 役）、Machico（トウカイテイオー 役）、大橋彩香（ウオッカ 役）、山根綺（ダイタクヘリオス 役）、立花日菜（サトノダイヤモンド 役）、矢野妃菜喜（キタサンブラック 役）、春川芽生（シンボリクリスエス 役）                                                                                                  | 披露曲：『うまぴょい伝説』 「ウマ娘」名義で出演。 |
| 2023年 | 12月31日        | 第7回 ももいろ歌合戦                                                | ABEMA ニッポン放送       | 矢野妃菜喜（キタサンブラック 役）、秋奈（ドゥラメンテ 役）、夏吉ゆうこ（シュヴァルグラン 役）、Machico（トウカイテイオー 役）、真野美月（サクラローレル 役）、星谷美緒（マヤノトップガン 役）、日原あゆみ（ヤエノムテキ 役）、鈴木絵理（トーセンジョーダン 役）、礒部花凜（ダイイチルビー 役）、遠野ひかる（マチカネタンホイザ 役）   | 披露曲：『トレセン音頭 Long ver』 「ウマ娘 プリティーダービー」名義で出演。 |
| 2024年 | 4月2日 4月11日  | オダイバ!!超次元音楽祭 フユフェス2024                               | フジテレビ フジテレビTWO | 和氣あず未（スペシャルウィーク 役）、咲々木瞳（アドマイヤベガ 役）、立花日菜（サトノダイヤモンド 役）、矢野妃菜喜（キタサンブラック 役）、中村カンナ（ナリタトップロード 役）、MAKIKO（サウンズオブアース 役）、秋奈（ドゥラメンテ 役）                                                                                               | 披露曲：『ソシテミンナノ』『U.M.A. NEW WORLD!!』。 「ウマ娘 プリティーダービー」名義で出演。 テレビ収録を兼ねたイベントは2月24日と25日に行なわれ、ウマ娘は24日のDAY1に出演した。 フジテレビでは4月2日にダイジェスト版が、フジテレビTWOでは4月11日（初回）にディレクターズカット版が放送された。                                                                               |
| 2024年 | 12月31日        | 第8回 ももいろ歌合戦 ～愛の大晦日～                                 | ABEMA                    | 西蓮寺亜希（フリオーソ 役）、塚田悠衣（トランセンド 役）、福嶋晴菜（ダンツフレーム 役）、藤本侑里（ジャングルポケット 役）、宮下早紀（スティルインラブ 役）、小島菜々恵（ラインクラフト 役）、佐藤榛夏（シーザリオ 役）、根本優奈（エアメサイア 役）、希水しお（デアリングハート 役）、芹澤優（ジュンティルドンナ 役）                | 披露曲：『うまぴょいSummer』（UMA Summer、うまぴょい伝説） 「ウマ娘 プリティーダービー」名義で出演。 出演時間：16:21～16:26 |
| 2025年 | 1月7日          | IDOL SQUARE 6                                                       | フジテレビTWO            | 高柳知葉（オグリキャップ 役）、鈴木みのり（アグネスデジタル 役）、大和田仁美（スマートファルコン 役）、塚田悠衣（トランセンド 役）、菊池紗矢香（ホッコータルマエ 役） | 披露曲：『Make debut!』『We are DREAMERS!!』『Gaze on Me!』『うまぴょい伝説』 「ウマ娘 プリティーダービー」名義で出演。 テレビ収録を兼ねたイベントは2024年11月8日に行なわれ、フジテレビTWOにて1月7日に放送された。 |

## ライブイベント

### ナンバリングイベント
| 公演年 | タイトル                                                 | 公演日・会場                                                              | 出演者 | 出典                            |
| ------ | -------------------------------------------------------- | ------------------------------------------------------------------------- | --- | ------------------------------- |
| 2017年 | ウマ娘 1st EVENT「Special Weekend!」                     | 全1公演：7月1日 舞浜アンフィシアター                                      | 和氣あず未、高野麻里佳、Machico、相坂優歌、青木瑠璃子、上田瞳、大坪由佳、大西沙織、大橋彩香、木村千咲、高橋未奈美、高柳知葉、巽悠衣子、前田玲奈、松井恵理子 ゲスト：鬼頭明里、三澤紗千香、渡部恵子 | [ 134 ]                         |
| 2018年 | ウマ娘 2nd EVENT『Sound Fanfare!』                       | 全1公演：10月14日 幕張メッセ・イベントホール                              | 和氣あず未、高野麻里佳、Machico、青木瑠璃子、上田瞳、大坪由佳、大西沙織、大橋彩香、鬼頭明里、木村千咲、首藤志奈、高橋未奈美、高柳知葉、巽悠衣子、高橋未奈美、田所あずさ、徳井青空、前田玲奈、Lynn ナビゲーター：藤井ゆきよ、実況：明坂聡美 | [ 135 ]                         |
| 2021年 | ウマ娘 3rd EVENT「WINNING DREAM STAGE」                  | 全2公演：8月28・29日 東京ガーデンシアター                                 | 両日出演：和氣あず未、高野麻里佳、Machico、上田瞳、木村千咲、青木瑠璃子、近藤唯、渡部優衣、渡部恵子、首藤志奈 実況：明坂聡美 28日のみ：高柳知葉、前田玲奈、大坪由佳、髙橋ミナミ、徳井青空、衣川里佳、青木瑠璃子、星谷美緒、三澤紗千香、首藤志奈、新田ひより ナビゲーター：藤井ゆきよ 29日のみ：大西沙織、田所あずさ、長谷川育美、石見舞菜香、前田佳織里、佐伯伊織、田澤茉純、のぐちゆり、花井美春、立花日菜、矢野妃菜喜 ゲスト：大橋彩香、ナビゲーター：沖野晃司 | [ 136 ]                         |
| 2022年 | ウマ娘 4th EVENT「SPECIAL DREAMERS!!」                   | 東京公演（2公演）：3月6・7日 武蔵野の森総合スポーツプラザ・メインアリーナ | 両日出演：和氣あず未、高野麻里佳、Machico、Lynn、高柳知葉、上田瞳、大橋彩香、木村千咲、新田ひより、前田佳織里、佐伯伊織、遠野ひかる 実況：明坂聡美 6日のみ：橋本ちなみ、近藤唯、渡部優衣、藤野彩水、香坂さき、優木かな、鈴木絵理、久保田ひかり、会沢紗弥、日原あゆみ、吉咲みゆ ナビゲーター：陶山恵実里 7日のみ：松井恵理子、前田玲奈、髙橋ミナミ、田所あずさ、大和田仁美、和多田美咲、立花日菜、矢野妃菜喜、野口瑠璃子、中村カンナ ゲスト：鬼頭明里、ナビゲーター：藤井ゆきよ | [ 137 ] [ 138 ] [ 139 ]         |
| 2022年 | ウマ娘 4th EVENT「SPECIAL DREAMERS!!」                   | 横浜公演（2公演）：5月4・5日 ぴあアリーナMM                               | 両日出演：大坪由佳、徳井青空、衣川里佳、星谷美緒、大和田仁美、矢野妃菜喜 実況：明坂聡美 4日のみ：Machico、鈴木みのり、橋本ちなみ、土師亜文、咲々木瞳、篠原侑、優木かな、河井晴菜、首藤志奈、和多田美咲、久保田ひかり、前田佳織里、田澤茉純、大西綺華、中村カンナ、吉咲みゆ、島田愛野、白砂沙帆 ゲスト：立花日菜、ナビゲーター：岡咲美保 5日のみ：和氣あず未、高柳知葉、上田瞳、大橋彩香、木村千咲、前田玲奈、髙橋ミナミ、近藤唯、渡部優衣、香坂さき、鈴木絵理、渡部恵子、新田ひより、佐伯伊織、遠野ひかる、野口瑠璃子、日原あゆみ ゲスト：小倉唯、ナビゲーター：細江純子                             | [ 137 ] [ 140 ] [ 141 ]         |
| 2022年 | ウマ娘 4th EVENT「SPECIAL DREAMERS!!」                   | EXTRA STAGE（2公演）11月5・6日 ベルーナドーム                             | 両日出演：和氣あず未、Machico、Lynn、衣川里佳、長谷川育美、石見舞菜香、咲々木瞳、前田佳織里、佐伯伊織、立花日菜、矢野妃菜喜、野口瑠璃子、中村カンナ 実況：明坂聡美 5日のみ：高柳知葉、木村千咲、大坪由佳、大空直美、星谷美緒、優木かな、久保田ひかり、会沢紗弥、日原あゆみ、大西綺華、真野美月、今泉りおな、礒部花凜、井上ほの花、佐藤日向、稲垣好 ナビゲーター：井上喜久子 6日のみ：上田瞳、前田玲奈、髙橋ミナミ、徳井青空、田所あずさ、渡部優衣、大和田仁美、和多田美咲、遠野ひかる、田澤茉純、のぐちゆり、山根綺、花井美春、青山吉能、春川芽生、松岡美里 ゲスト：大西沙織、ナビゲーター：沖野晃司 | [ 142 ]                         |
| 2023年 | ウマ娘 プリティーダービー 5th EVENT ARENA TOUR GO BEYOND | -WISH-（2公演）：7月15日・16日 ぴあアリーナMM                             | 両日出演：Machico、木村千咲、天海由梨奈、矢野妃菜喜、春川芽生、菊池紗矢香、須藤叶希、藤原夏海 実況：明坂聡美 15日のみ：高柳知葉、大橋彩香、衣川里佳、鈴木みのり、近藤唯、津田美波、優木かな、のぐちゆり、山根綺、今泉りおな、礒部花凜、佐藤日向、吉咲みゆ ゲスト：舞台ウマ娘アンサンブル、ナビゲーター：進藤尚美、佐藤聡美、斎賀みつき、門田奈菜、稲村梓 16日のみ：徳井青空、上坂すみれ、咲々木瞳、和多田美咲、遠野ひかる、青山吉能、真野美月、中村カンナ、松岡美里、夏吉ゆうこ、稲垣好、春日さくら、篠田みなみ ナビゲーター：土田大、本泉莉奈                                                       | [ 144 ] [ 145 ] [ 146 ]         |
| 2023年 | ウマ娘 プリティーダービー 5th EVENT ARENA TOUR GO BEYOND | -GAZE-（2公演）：9月16日・17日 ポートメッセなごや                         | 両日出演：Machico、高柳知葉、前田玲奈、髙橋ミナミ、前田佳織里、佐伯伊織、遠野ひかる、田澤茉純、花井美春、立花日菜、矢野妃菜喜、日原あゆみ、真野美月、篠田みなみ 実況：明坂聡美 16日のみ：和氣あず未、大橋彩香、木村千咲、衣川里佳、星谷美緒、長谷川育美、石見舞菜香、井上遥乃 ゲスト：櫻庭有紗 17日のみ：上田瞳、篠原侑、香坂さき、大和田仁美、鈴木絵理、下地紫野、首藤志奈、のぐちゆり、山根綺、鈴代紗弓、白石晴香 ゲスト：ファイルーズあい、ナビゲーター：藤井ゆきよ | [ 147 ] [ 145 ] [ 146 ]         |
| 2023年 | ウマ娘 プリティーダービー 5th EVENT ARENA TOUR GO BEYOND | -YELL-（2公演）：2月3日・4日 有明アリーナ                                 | 両日出演：和氣あず未、Machico、長谷川育美、石見舞菜香、前田佳織里、立花日菜、矢野妃菜喜、鈴代紗弓、夏吉ゆうこ、奥野香耶、MAKIKO、田辺留依、秋奈 実況：明坂聡美 3日のみ：高柳知葉、田所あずさ、井上遥乃、優木かな、天海由梨奈、遠野ひかる、田澤茉純、春川芽生、伊藤彩沙、菊池紗矢香、藤原夏海 ナビゲーター：水橋かおり 4日のみ：上田瞳、髙橋ミナミ、徳井青空、咲々木瞳、佐伯伊織、山根綺、真野美月、中村カンナ、今泉りおな、井上ほの花、藤本侑里 ゲスト：高野麻里佳 ナビゲーター：沖野晃司、土田大 | [ 149 ] [ 150 ] [ 151 ]         |
| 2023年 | ウマ娘 プリティーダービー 5th EVENT ARENA TOUR GO BEYOND | -NEW GATE-（2公演）：3月22日・23日 大阪城ホール                           | 両日出演：Machico、小倉唯、渡部優衣、矢野妃菜喜、松岡美里、奥野香耶、藤本侑里、秋奈、小島菜々恵、佐藤榛夏、希水しお 実況：明坂聡美 22日のみ：大橋彩香、木村千咲、髙橋ミナミ、新田ひより、天海由梨奈、遠野ひかる、立花日菜、中村カンナ、春川芽生、宮下早紀、菊池紗矢香、須藤叶希、MAKIKO、篠田みなみ ゲスト：佐藤利奈 23日のみ：徳井青空、衣川里佳、上坂すみれ、田中あいみ、前田佳織里、田澤茉純、花井美春、真野美月、夏吉ゆうこ、伊藤彩沙、福嶋晴菜、河野ひより、春日さくら、根本優奈 ゲスト：上田瞳、山本昌広                                                                                       | [ 152 ]                         |
| 2025年 | ウマ娘 6th EVENT「The New Frontier」                     | 春公演（2公演）：5月24・25日 さいたまスーパーアリーナ                     | 両日出演：高柳知葉、下地紫野、天海由梨奈、奥野香耶、芹澤優、紫月杏朱彩、石原夏織、中島由貴、夏目妃菜、久保田未夢、真名瀬日和、小田杏樹 実況：明坂聡美 24日のみ：星谷美緒、福原綾香、大和田仁美、新田ひより、遠野ひかる、羊宮妃那、西連寺亜希、塚田悠衣、亜咲花、指出毯亜、東山奈央、夏吉ゆうこ、伊藤彩沙、宮下早紀、稲垣好、菊池紗矢香 25日のみ：上田瞳、衣川里佳、大空直美、近藤唯、香坂さき、優木かな、野口瑠璃子、会沢紗弥、日原あゆみ、日笠陽子、月城日花、吉岡茉祐、望月ゆみこ、野木奏、日比優理香                                                                                              | [ 153 ] [ 154 ] [ 155 ] [ 156 ] |
| 2025年 | ウマ娘 6th EVENT「The New Frontier」                     | 秋公演（2公演）：10月18・19日 さいたまスーパーアリーナ                    | 両日出演：高柳知葉、小島菜々恵、佐藤榛夏、佳原萌枝、真名瀬日和、松田颯水 実況：明坂聡美 18日のみ：Machico、前田玲奈、徳井青空、上坂すみれ、咲々木瞳、篠原侑、新田ひより、久保田ひかり、前田佳織里、佐伯伊織、遠野ひかる、中村カンナ、福嶋晴菜、宮下早紀、望月ゆみこ、久保田未夢、小田杏樹 ゲスト：高野麻里佳、青山吉能 19日のみ：大空直美、土師亜文、長江里加、高橋花林、香坂さき、杉浦しおり、優木かな、田中あいみ、立花日菜、矢野妃菜喜、日原あゆみ、塚田悠衣、夏吉ゆうこ、奥野香耶、伊藤彩沙、菊池紗矢香、須藤叶希、根本優奈、希水しお、和泉風花                                                  | [ 153 ] [ 158 ] [ 159 ]         |

### Twinkle Circle!
各公演の千秋楽では、イベントの模様をYouTubeチャンネル『ぱかチューブっ!』にて無料生配信。
| 公演年 | タイトル                                              | 公演日・会場                                                     | 出演者 | 出典    |
| ------ | ----------------------------------------------------- | ---------------------------------------------------------------- | --- | ------- |
| 2024年 | ウマ娘 プリティーダービー Twinkle Circle! in HAKODATE | 全2公演：8月30日、9月1日 函館アリーナ                            | 高柳知葉（オグリキャップ 役）、佐伯伊織（キングヘイロー 役）、立花日菜（サトノダイヤモンド 役）、矢野妃菜喜（キタサンブラック 役）、春川芽生（シンボリクリスエス 役）、藤本侑里（ジャングルポケット 役）、宮下早紀（スティルインラブ 役）、菊池紗矢香（ホッコータルマエ 役）、秋奈（ドゥラメンテ 役）、小島菜々恵（ラインクラフト 役）、佐藤榛夏（シーザリオ 役）、根本優奈（エアメサイア 役）、希水しお（デアリングハート 役）、野木奏（デュランダル 役）                                                        | [ 161 ] |
| 2024年 | ウマ娘 プリティーダービー Twinkle Circle! in AICHI    | 全3公演：9月28日、9月29日（1部・2部） Aichi Sky Expo ホールA     | 高柳知葉（オグリキャップ 役）、大空直美（タマモクロス 役）、井上遥乃（イナリワン 役）、香坂さき（ゴールドシチー 役）、優木かな（スーパークリーク 役）、首藤志奈（ハルウララ 役）、日原あゆみ（ヤエノムテキ 役）、西連寺亜希（フリオーソ 役）、塚田悠衣（トランセンド 役）、亜咲花（エスポワールシチー 役）、宮下早紀（スティルインラブ 役）、篠田みなみ（タップダンスシチー 役）、小島菜々恵（ラインクラフト 役）、根本優奈（エアメサイア 役）                                                                    | [ 163 ] |
| 2024年 | ウマ娘 プリティーダービー Twinkle Circle! in MAKUHARI | 全3公演：10月19日、10月20日（1部・2部） 幕張メッセイベントホール | 星谷美緒（マヤノトップガン 役）、河井晴菜（ニシノフラワー 役）、天海由梨奈（ミスターシービー 役）、野口瑠璃子（サクラチヨノオー 役）、真野美月（サクラローレル 役）、春川芽生（シンボリクリスエス 役）、松岡美里（タニノギムレット 役）、夏吉ゆうこ（シュヴァルグラン 役）、奥野香耶（ヴィルシーナ 役）、福嶋晴菜（ダンツフレーム 役）、藤本侑里（ジャングルポケット 役）、藤原夏海（カツラギエース 役）、小島菜々恵（ラインクラフト 役）、月城日花（ウインバリアシオン 役）、神谷早矢佳（バブルガムフェロー 役） | [ 164 ] |
| 2024年 | ウマ娘 プリティーダービー Twinkle Circle! in OSAKA    | 全2公演：11月16日、11月17日 インテックス大阪 5号館               | 土師亜文(メジロライアン役)、咲々木瞳(アドマイヤベガ役)、津田美波(エアシャカール役)、杉浦しおり(スイープトウショウ役)、大和田仁美(スマートファルコン役)、久保田ひかり(メジロドーベル役)、のぐちゆり(メジロパーマー役)、大西綺華(メジロブライト役)、中村カンナ(ナリタトップロード役)、塚田悠衣(トランセンド役)、藤本侑里(ジャングルポケット役)、宮下早紀(スティルインラブ役)、秋奈(ドゥラメンテ役)、小島菜々恵(ラインクラフト役）、佳原萌枝（フサイチパンドラ役）                                                   | [ 165 ] |
| 2024年 | ウマ娘 プリティーダービー Twinkle Circle! in FUKUOKA  | 全2公演：12月15日（1部・2部） マリンメッセ福岡B館                | Machico(トウカイテイオー役)、高柳知葉(オグリキャップ役)、前田玲奈(グラスワンダー役)、篠原侑(カレンチャン役)、鈴木絵理(トーセンジョーダン役)、前田佳織里(ナイスネイチャ役)、指出毬亜(ノースフライト役)、井上ほの花(アストンマーチャン役)、藤本侑里(ジャングルポケット役)、宮下早紀(スティルインラブ役)、秋奈(ドゥラメンテ役)、小島菜々恵(ラインクラフト役）、和泉風花(ブエナビスタ役)、月城日花(ウインバリアシオン役)、吉岡茉祐(ドリームジャーニー役)                                                              | [ 166 ] |

### 合同ライブ
| 公演年 | タイトル                               | 公演日・会場                          | 出演者 | 出典    |
| ------ | -------------------------------------- | ------------------------------------- | --- | ------- |
| 2018年 | Animelo Summer Live 2018 "OK!"         | 8月25日 さいたまスーパーアリーナ      | 和氣あず未、高野麻里佳、Machico、大橋彩香、高橋未奈美、高柳知葉、前田玲奈、上田瞳、大坪由佳、木村千咲、徳井青空、巽悠衣子、松井恵理子、大西沙織、鬼頭明里 |         |
| 2019年 | ANIMAX MUSIX 2019 OSAKA                | 1月19日 大阪城ホール                  | Machico、大橋彩香、木村千咲、首藤志奈、高柳知葉、前田玲奈                                                                                                 |         |
| 2021年 | ANIMAX MUSIX 2021                      | 11月20日 横浜アリーナ                 | Machico、上田瞳、田澤茉純、遠野ひかる、のぐちゆり、花井美春、山根綺、小倉唯                                                                               |         |
| 2022年 | VTuber Fes Japan 2022                  | 4月30日 幕張メッセ                    | ゴールドシップ | [ 167 ] |
| 2022年 | BILIBILI MACRO LINK - STAR PHASE 2022  | 7月17日 幕張メッセ                    | 和氣あず未、高野麻里佳、Machico、前田玲奈、髙橋ミナミ、優木かな、久保田ひかり、前田佳織里、会沢紗弥                                                       | [ 168 ] |
| 2022年 | TOKYO IDOL FESTIVAL 2022               | 8月7日 お台場・青海周辺エリア         | 高柳知葉、鈴木みのり、篠原侑、大和田仁美、新田ひより | [ 169 ] |
| 2022年 | Animelo Summer Live 2022 -Sparkle-     | 8月27日 さいたまスーパーアリーナ      | Lynn、大橋彩香、徳井青空、小倉唯、咲々木瞳、遠野ひかる、のぐちゆり、山根綺、花井美春、立花日菜、矢野妃菜喜、中村カンナ                                    | [ 170 ] |
| 2022年 | ANIMAX MUSIX 2022                      | 11月19日 横浜アリーナ                 | Machico、大橋彩香、大和田仁美、春川芽生、松岡美里、菊池紗矢香、須藤叶希                                                                                   |         |
| 2023年 | ANIMAX MUSIX 2023                      | 11月18日 横浜アリーナ                 | Machico、大橋彩香、天海由梨奈、遠野ひかる、矢野妃菜喜、春川芽生、藤原夏海                                                                                 |         |
| 2024年 | TOKYO IDOL FESTIVAL 2024               | 8月3日 お台場・青海周辺エリア         | 藤本侑里、小倉唯、福嶋晴菜、徳井青空 | [ 171 ] |
| 2024年 | イナズマロック フェス 2024             | 9月22日 滋賀県草津市 烏丸半島芝生広場 | Machico、大橋彩香、髙橋ミナミ、徳井青空、遠野ひかる、立花日菜、矢野妃菜喜                                                                                 | [ 172 ] |
| 2024年 | Lemino presents ANIMAX MUSIX 2024 FALL | 11月23日 横浜アリーナ                 | 津田美波、矢野妃菜喜、春川芽生、福嶋晴菜、藤本侑里、秋奈、吉岡茉祐                                                                                        | [ 173 ] |

## 舞台
『舞台「ウマ娘 プリティーダービー」〜Sprinters’ Story〜』のタイトルで、2023年1月15日から1月29日まで品川プリンスホテル ステラボールにて上演された。このうち16日から26日の公演については公演関係者に新型コロナウイルスの感染が確認されたため中止となった。公演は27日から再開された。
メインキャストにはゲーム版の担当声優陣がそのまま起用されている。ゲームと異なり、高松宮記念がGII2000mの高松宮杯に変更されていたり、スプリンターズステークスとマイルチャンピオンシップとの開催順が逆になっているなど、ストーリーの基となった1991年当時の競馬を忠実に再現している。
キャスト
- ダイタクヘリオス - 山根綺
- ヤマニンゼファー - 今泉りおな
- ダイイチルビー - 礒部花凜
- ケイエスミラクル - 佐藤日向
- 飯島優花
- 石川鈴菜
- 石田彩夏
- 大久保胡桃
- 久保田有紗
- 鈴木珠子
- 西宮ゆうき
- 福嶋晴菜
- 星野七茜
- 森憩斗
- 森本さくら
- 山田京奈
- 結月花
- 渡来美友
- 実況 - 門田奈菜
- 解説 - 稲村梓

スタッフ
- 原作・原案 - Cygames
- 演出 - 児玉明子
- 脚本 - 畑雅文
- 主催 - ネルケプランニング

## GI・JpnI競走応援イラスト
2018年のNHKマイルカップ開催日から、現実のGⅠ競走の開催日に合わせてそのレースを過去に優勝した競走馬をモチーフとしたウマ娘のイラストが本作公式X（旧Twitter）に掲載されている。一部当該レースに未出走または未勝利のウマ娘や、当該レースの旧称時代または格付がGII以下だった時代に優勝したウマ娘が含まれる場合がある。当初ウマ娘のイラストはアプリ版と同じ絵柄だったが、2020年の天皇賞（春）以降は『うまよん』に登場したようなデフォルメキャラクターのイラストに変更されている。
2022年からはダートグレード競走のJpnIも対象となり、同年5月のかしわ記念から順次掲載されている。但し川崎記念は2023年より、ジャパンダートクラシック（旧ジャパンダートダービー）を除く3歳ダート三冠競走（羽田盃・東京ダービー）とさきたま杯はJpnI昇格後の2024年より掲載。JBC3競走（JBCスプリント・JBCレディスクラシック・JBCクラシック）は同日施行のため一括で掲載される。

### 2018年
| 掲載日 （競走開催日） | 競走名                           | ウマ娘イラスト （史実の優勝年 / 鞍上）                 |
| --------------------- | -------------------------------- | ------------------------------------------------------ |
| 5月6日                | NHKマイルカップ                  | エルコンドルパサー（1998年 / 的場均）                  |
| 5月13日               | ヴィクトリアマイル               | ウオッカ（2009年 / 武豊）                              |
| 5月20日               | 優駿牝馬（オークス）             | エアグルーヴ（1996年 / 武豊）                          |
| 5月27日               | 東京優駿（日本ダービー）         | スペシャルウィーク（1998年 / 武豊）                    |
| 6月3日                | 安田記念                         | オグリキャップ（1990年 / 武豊）                        |
| 6月24日               | 宝塚記念                         | ゴールドシップ（2013年 / 内田博幸・2014年 / 横山典弘） |
| 9月30日               | スプリンターズステークス         | タイキシャトル（1997年 / 岡部幸雄）                    |
| 10月14日              | 秋華賞                           | ダイワスカーレット（2007年 / 安藤勝己）                |
| 10月21日              | 菊花賞                           | メジロマックイーン（1990年 / 内田浩一）                |
| 10月28日              | 天皇賞（秋）                     | テイエムオペラオー（2000年 / 和田竜二）                |
| 11月11日              | エリザベス女王杯                 | ヒシアマゾン（1994年 / 中舘英二）                      |
| 11月18日              | マイルチャンピオンシップ         | アグネスデジタル（2000年 / 的場均）                    |
| 11月25日              | ジャパンカップ                   | シンボリルドルフ（1985年 / 岡部幸雄）                  |
| 12月2日               | チャンピオンズカップ             | ハルウララ（未出走）                                   |
| 12月9日               | 阪神ジュベナイルフィリーズ       | メジロドーベル（1996年 / 吉田豊）                      |
| 12月16日              | 朝日杯フューチュリティステークス | マルゼンスキー（1976年 / 中野渡清一）                  |
| 12月23日              | 有馬記念                         | トウカイテイオー（1993年 / 田原成貴）                  |
| 12月28日              | ホープフルステークス             | アグネスタキオン（2000年 / 河内洋）                    |

### 2019年
| 掲載日 （競走開催日） | 競走名                           | ウマ娘イラスト （史実の優勝年 / 鞍上）                |
| --------------------- | -------------------------------- | ----------------------------------------------------- |
| 2月17日               | フェブラリーステークス           | シンコウウインディ（1997年 / 岡部幸雄）               |
| 3月24日               | 高松宮記念                       | キングヘイロー（2000年 / 柴田善臣）                   |
| 3月31日               | 大阪杯                           | マーベラスサンデー（1997年 / 武豊）                   |
| 4月7日                | 桜花賞                           | ニシノフラワー（1992年 / 河内洋）                     |
| 4月14日               | 皐月賞                           | ナリタタイシン（1993年 / 武豊）                       |
| 4月28日               | 天皇賞（春）                     | スーパークリーク（1990年 / 武豊）                     |
| 5月5日                | NHKマイルカップ                  | シーキングザパール（1997年 / 武豊）                   |
| 5月12日               | ヴィクトリアマイル               | フジキセキ（未出走、但し産駒が通算4勝）               |
| 5月19日               | 優駿牝馬（オークス）             | カワカミプリンセス（2006年 / 本田優）                 |
| 5月26日               | 東京優駿（日本ダービー）         | ウイニングチケット（1993年 / 柴田政人）               |
| 6月2日                | 安田記念                         | バンブーメモリー（1989年 / 岡部幸雄）                 |
| 6月23日               | 宝塚記念                         | サイレンススズカ（1998年 / 南井克巳）                 |
| 9月29日               | スプリンターズステークス         | サクラバクシンオー（1993年・1994年 / いずれも小島太） |
| 10月13日              | 秋華賞                           | スイープトウショウ（2004年 / 池添謙一）               |
| 10月20日              | 菊花賞                           | ビワハヤヒデ（1993年 / 岡部幸雄）                     |
| 10月27日              | 天皇賞（秋）                     | タマモクロス（1988年 / 南井克巳）                     |
| 11月10日              | エリザベス女王杯                 | ファインモーション（2002年 / 武豊）                   |
| 11月17日              | マイルチャンピオンシップ         | ヒシアケボノ（出走3回・未勝利）                       |
| 11月24日              | ジャパンカップ                   | ゼンノロブロイ（2004年 / オリビエ・ペリエ）           |
| 12月1日               | チャンピオンズカップ             | スマートファルコン（未出走、但し父が出走経験あり）    |
| 12月8日               | 阪神ジュベナイルフィリーズ       | ゴールドシチー（1986年 / 本田優）                     |
| 12月15日              | 朝日杯フューチュリティステークス | グラスワンダー（1997年 / 的場均）                     |
| 12月22日              | 有馬記念                         | ナイスネイチャ（出走5回・未勝利）                     |
| 12月28日              | ホープフルステークス             | アドマイヤベガ（1998年 / 武豊）                       |

### 2020年

#### ウマ娘版
| 掲載日 （競走開催日） | 競走名                 | ウマ娘イラスト （史実の優勝年 / 鞍上）       |
| --------------------- | ---------------------- | -------------------------------------------- |
| 2月23日               | フェブラリーステークス | ビコーペガサス（1997年・4着 / 武豊）         |
| 3月29日               | 高松宮記念             | カレンチャン（2012年 / 池添謙一）            |
| 4月5日                | 大阪杯                 | マチカネフクキタル（1999年・2着 / 佐藤哲三） |
| 4月12日               | 桜花賞                 | ユキノビジン（1993年・2着 / 安田富男）       |
| 4月19日               | 皐月賞                 | セイウンスカイ（1998年 / 横山典弘）          |

#### うまよん風版
| 掲載日 （競走開催日） | 競走名                           | ウマ娘イラスト |
| --------------------- | -------------------------------- | --- |
| 5月3日                | 天皇賞（春）                     | スペシャルウィーク、サイレンススズカ、トウカイテイオー                                                                        |
| 5月10日               | NHKマイルカップ                  | エルコンドルパサー、シーキングザパール                                                                                        |
| 5月17日               | ヴィクトリアマイル               | ウオッカ、スイープトウショウ、カワカミプリンセス、ダイワスカーレット                                                          |
| 5月24日               | 優駿牝馬（オークス）             | メジロドーベル、エアグルーヴ、カワカミプリンセス                                                                              |
| 5月24日               | 東京優駿（日本ダービー）         | アイネスフウジン、アドマイヤベガ （シンボリルドルフ、トウカイテイオー、スペシャルウィーク、ミホノブルボン、ナリタブライアン） |
| 6月7日                | 安田記念                         | タイキシャトル、アグネスデジタル                                                                                              |
| 6月28日               | 宝塚記念                         | テイエムオペラオー、メイショウドトウ、ナカヤマフェスタ、マーベラスサンデー                                                    |
| 10月4日               | スプリンターズステークス         | ヒシアケボノ、ビコーペガサス                                                                                                  |
| 10月18日              | 秋華賞                           | ダイワスカーレット、スイープトウショウ                                                                                        |
| 10月25日              | 菊花賞                           | ライスシャワー、マンハッタンカフェ                                                                                            |
| 11月1日               | 天皇賞（秋）                     | トーセンジョーダン、エイシンフラッシュ                                                                                        |
| 11月15日              | エリザベス女王杯                 | ファインモーション、メジロドーベル                                                                                            |
| 11月22日              | マイルチャンピオンシップ         | オグリキャップ、バンブーメモリー                                                                                              |
| 11月29日              | ジャパンカップ                   | シンボリルドルフ、トウカイテイオー                                                                                            |
| 12月6日               | チャンピオンズカップ             | イナリワン、スマートファルコン、ハルウララ                                                                                    |
| 12月13日              | 阪神ジュベナイルフィリーズ       | ヒシアマゾン、ニシノフラワー                                                                                                  |
| 12月20日              | 朝日杯フューチュリティステークス | ミホノブルボン、アイネスフウジン、マルゼンスキー                                                                              |
| 12月26日              | ホープフルステークス             | アドマイヤベガ、ナリタタイシン、アグネスタキオン                                                                              |
| 12月27日              | 有馬記念                         | マヤノトップガン、ナリタブライアン、トウカイテイオー                                                                          |

### 2021年
| 掲載日 （競走開催日） | 競走名                           | ウマ娘イラスト                                                                                        |
| --------------------- | -------------------------------- | --- |
| 2月21日               | フェブラリーステークス           | アグネスデジタル、スペシャルウィーク                                                                  |
| 3月28日               | 高松宮記念                       | ナイスネイチャ、マチカネダンホイザ、ダイタクヘリオス                                                  |
| 4月4日                | 大阪杯                           | トウカイテイオー、キタサンブラック                                                                    |
| 4月11日               | 桜花賞                           | ダイワスカーレット、ニシノフラワー                                                                    |
| 4月18日               | 皐月賞                           | ゴールドシップ、エアシャカール                                                                        |
| 5月2日                | 天皇賞（春）                     | スーパークリーク （オグリキャップ、タマモクロス、イナリワン）                                         |
| 5月9日                | NHKマイルカップ                  | シーキングザパール、タイキシャトル                                                                    |
| 5月16日               | ヴィクトリアマイル               | スイープトウショウ、カワカミプリンセス                                                                |
| 5月23日               | 優駿牝馬（オークス）             | イクノディクタス、ユキノビジン                                                                        |
| 5月30日               | 東京優駿（日本ダービー）         | マルゼンスキー、スペシャルウィーク、サクラチヨノオー                                                  |
| 6月6日                | 安田記念                         | ウオッカ、バンブーメモリー                                                                            |
| 6月27日               | 宝塚記念                         | メジロマックイーン、メジロライアン、メジロアルダン、メジロパーマー、メジロドーベル                    |
| 10月3日               | スプリンターズステークス         | サクラバクシンオー、カレンチャン                                                                      |
| 10月17日              | 秋華賞                           | エアグルーヴ、ファインモーション                                                                      |
| 10月24日              | 菊花賞                           | セイウンスカイ、マチカネフクキタル                                                                    |
| 10月31日              | 天皇賞（秋）                     | ツインターボ、ライスシャワー、イクノディクタス、ナイスネイチャ                                        |
| 11月14日              | エリザベス女王杯                 | イクノディクタス、ダイワスカーレット                                                                  |
| 11月21日              | マイルチャンピオンシップ         | タイキシャトル、ダイタクヘリオス                                                                      |
| 11月28日              | ジャパンカップ                   | オグリキャップ、タマモクロス                                                                          |
| 12月5日               | チャンピオンズカップ             | シンコウウインディ、カレンチャン、ハルウララ                                                          |
| 12月12日              | 阪神ジュベナイルフィリーズ       | ウオッカ、ゴールドシチー                                                                              |
| 12月19日              | 朝日杯フューチュリティステークス | ナリタブライアン、フジキセキ                                                                          |
| 12月26日              | 有馬記念                         | サトノダイヤモンド、キタサンブラック                                                                  |
| 12月28日              | ホープフルステークス             | メジロドーベル、メジロブライト、メジロライアン （メジロアルダン、メジロマックイーン、メジロパーマー） |

### 2022年
| 掲載日 （競走開催日） | 競走名                           | ウマ娘イラスト                                                                                         |
| --------------------- | -------------------------------- | --- |
| 2月20日               | フェブラリーステークス           | ツインターボ、シンコウウインディ                                                                       |
| 3月27日               | 高松宮記念                       | キングヘイロー、メジロアルダン                                                                         |
| 4月3日                | 大阪杯                           | マーベラスサンデー、マチカネフクキタル、ハルウララ、ライスシャワー、タイキシャトル                     |
| 4月10日               | 桜花賞                           | ファインモーション、ヒシアマゾン、ダイワスカーレット、ニシノフラワー、ユキノビジン                     |
| 4月17日               | 皐月賞                           | スーパークリーク、サクラチヨノオー、ヤエノムテキ                                                       |
| 5月1日                | 天皇賞（春）                     | マヤノトップガン、サクラローレル、マーベラスサンデー                                                   |
| 5月5日                | かしわ記念                       | キタサンブラック、コパノリッキー、イナリワン                                                           |
| 5月8日                | NHKマイルカップ                  | エルコンドルパサー、キングヘイロー、グラスワンダー、セイウンスカイ、スペシャルウィーク、ツルマルツヨシ |
| 5月15日               | ヴィクトリアマイル               | ウオッカ、テイエムオペラオー                                                                           |
| 5月22日               | 優駿牝馬（オークス）             | エイシンフラッシュ、エアグルーヴ                                                                       |
| 5月29日               | 東京優駿（日本ダービー）         | ウイニングチケット、アイネスフウジン                                                                   |
| 6月5日                | 安田記念                         | ヤマニンゼファー、イクノディクタス、ニシノフラワー                                                     |
| 6月26日               | 宝塚記念                         | トーセンジョーダン、メジロパーマー、ダイタクヘリオス、ゴールドシチー                                   |
| 6月29日               | 帝王賞                           | トウカイテイオー、ツインターボ、スマートファルコン                                                     |
| 7月13日               | ジャパンダートダービー           | アグネスデジタル、ハルウララ                                                                           |
| 10月2日               | スプリンターズステークス         | ニシノフラワー、アストンマーチャン、カレンチャン                                                       |
| 10月10日              | マイルチャンピオンシップ南部杯   | コパノリッキー、ユキノビジン、ゴールドシチー                                                           |
| 10月16日              | 秋華賞                           | ウオッカ、タニノギムレット、ダイワスカーレット、アグネスタキオン                                       |
| 10月23日              | 菊花賞                           | ナリタトップロード、テイエムオペラオー、アドマイヤベガ                                                 |
| 10月30日              | 天皇賞（秋）                     | マルゼンスキー、ミスターシービー                                                                       |
| 11月3日               | JBC3競走                         | コパノリッキー、ワンダーアキュート、ホッコータルマエ                                                   |
| 11月13日              | エリザベス女王杯                 | メジロドーベル、スイープトウショウ、エアグルーヴ                                                       |
| 11月20日              | マイルチャンピオンシップ         | ダイタクヘリオス、バンブーメモリー、ケイエスミラクル、ダイイチルビー                                   |
| 11月27日              | ジャパンカップ                   | シンボリクリスエス、ゼンノロブロイ                                                                     |
| 12月4日               | チャンピオンズカップ             | ホッコータルマエ、スペシャルウィーク、スマートファルコン                                               |
| 12月11日              | 阪神ジュベナイルフィリーズ       | アストンマーチャン、ヒシアマゾン、ツインターボ                                                         |
| 12月14日              | 全日本2歳優駿                    | ミホノブルボン、アグネスデジタル、メジロライアン                                                       |
| 12月18日              | 朝日杯フューチュリティステークス | ゼンノロブロイ、ビワハヤヒデ、イクノディクタス                                                         |
| 12月25日              | 有馬記念                         | シリウスシンボリ、シンボリルドルフ、シンボリクリスエス                                                 |
| 12月28日              | ホープフルステークス             | ナリタトップロード、ナリタタイシン、ナリタブライアン                                                   |
| 12月29日              | 東京大賞典                       | コパノリッキー、シンコウウインディ、ホッコータルマエ、イナリワン                                       |

### 2023年
| 掲載日 （競走開催日） | 競走名                           | ウマ娘イラスト                                                                                             |
| --------------------- | -------------------------------- | --- |
| 2月1日                | 川崎記念                         | スマートファルコン、ホッコータルマエ                                                                       |
| 2月19日               | フェブラリーステークス           | メイショウドトウ、コパノリッキー、ハルウララ                                                               |
| 3月26日               | 高松宮記念                       | サクラバクシンオー、ビコーペガサス、ヒシアケボノ、タイキシャトル、カレンチャン                             |
| 4月2日                | 大阪杯                           | カツラギエース、ミスターシービー                                                                           |
| 4月9日                | 桜花賞                           | メジロラモーヌ、メジロアルダン                                                                             |
| 4月16日               | 皐月賞                           | セイウンスカイ、アグネスタキオン、エアシャカール、テイエムオペラオー                                       |
| 4月30日               | 天皇賞（春）                     | ファインモーション、ヒシミラクル、シンボリクリスエス                                                       |
| 5月4日                | かしわ記念                       | ナカヤマフェスタ、トーセンジョーダン、ワンダーアキュート                                                   |
| 5月7日                | NHKマイルカップ                  | シーキングザパール、サイレンススズカ、メジロドーベル、タイキシャトル、マチカネフクキタル                   |
| 5月14日               | ヴィクトリアマイル               | フジキセキ、スペシャルウィーク、タニノギムレット                                                           |
| 5月21日               | 優駿牝馬（オークス）             | デアリングタクト、カワカミプリンセス、エアグルーヴ、メジロドーベル                                         |
| 5月28日               | 東京優駿（日本ダービー）         | シリウスシンボリ、ミホノブルボン、アドマイヤベガ、ジャングルポケット、ネオユニヴァース、エイシンフラッシュ |
| 6月4日                | 安田記念                         | ダイイチルビー、ダイタクヘリオス、バンブーメモリー                                                         |
| 6月25日               | 宝塚記念                         | ゼンノロブロイ、タップダンスシチー、シュヴァルグラン、サトノクラウン                                       |
| 6月28日               | 帝王賞                           | シンコウウインディ、ハルウララ、ワンダーアキュート                                                         |
| 7月12日               | ジャパンダートダービー           | ユキノビジン、 オグリキャップ、 イナリワン                                                                 |
| 10月1日               | スプリンターズステークス         | キタサンブラック、 サトノダイヤモンド、 サクラバクシンオー                                                 |
| 10月10日              | マイルチャンピオンシップ南部杯   | シュヴァルグラン、 ドゥラメンテ、 ホッコータルマエ                                                         |
| 10月15日              | 秋華賞                           | ヒシアマゾン、カワカミプリンセス                                                                           |
| 10月22日              | 菊花賞                           | ロイスアンドロイス、サウンズオブアース、ナイスネイチャ                                                     |
| 10月29日              | 天皇賞（秋）                     | オグリキャップ、タマモクロス、イナリワン、サクラチヨノオー、ヤエノムテキ、スーパークリーク                 |
| 11月3日               | JBC3競走                         | スマートファルコン、コパノリッキー                                                                         |
| 11月12日              | エリザベス女王杯                 | ユキノビジン、ノースフライト                                                                               |
| 11月19日              | マイルチャンピオンシップ         | マチカネタンホイザ、アグネスデジタル、ヤマニンゼファー                                                     |
| 11月26日              | ジャパンカップ                   | ヴィブロス、シュヴァルグラン、ヴィルシーナ                                                                 |
| 12月3日               | チャンピオンズカップ             | エルコンドルパサー、メイショウドトウ、タップダンスシチー                                                   |
| 12月10日              | 阪神ジュベナイルフィリーズ       | エアグルーヴ、シーキングザパール、スイープトウショウ                                                       |
| 12月13日              | 全日本2歳優駿                    | ビコーペガサス、マヤノトップガン、ツインターボ                                                             |
| 12月17日              | 朝日杯フューチュリティステークス | ツルマルツヨシ、ケイエスミラクル、サクラチヨノオー                                                         |
| 12月24日              | 有馬記念                         | サトノダイヤモンド、キタサンブラック、ゴールドシップ                                                       |
| 12月28日              | ホープフルステークス             | ドゥラメンテ、サトノクラウン、シュヴァルグラン                                                             |
| 12月29日              | 東京大賞典                       | ヒシアマゾン、フジキセキ、ワンダーアキュート                                                               |

### 2024年
| 掲載日 （競走開催日） | 競走名                           | ウマ娘イラスト |
| --------------------- | -------------------------------- | --- |
| 2月18日               | フェブラリーステークス           | シンコウウインディ、ピコーペガサス                                                                                 |
| 3月24日               | 高松宮記念                       | オグリキャップ、バンブーメモリー、メジロアルダン                                                                   |
| 3月31日               | 大阪杯                           | オルフェーヴル、ウインバリアシオン                                                                                 |
| 4月3日                | 川崎記念                         | エスポワールシチー、フリオーソ、トランセンド                                                                       |
| 4月7日                | 桜花賞                           | ラインクラフト、シーザリオ、エアメサイア                                                                           |
| 4月14日               | 皐月賞                           | タニノギムレット、ノーリーズン                                                                                     |
| 4月24日               | 羽田盃                           | スマートファルコン、ハルウララ、アグネスデジタル                                                                   |
| 4月28日               | 天皇賞（春）                     | スーパークリーク、マンハッタンカフェ、メジロブライト                                                               |
| 5月1日                | かしわ記念                       | ゴールドシチー、エスポワールシチー、タップダンスシチー                                                             |
| 5月5日                | NHKマイルカップ                  | カツラギエース、メジロパーマー                                                                                     |
| 5月12日               | ヴィクトリアマイル               | デアリングタクト、デアリングハート                                                                                 |
| 5月19日               | 優駿牝馬（オークス）             | ヴィルシーナ、ジェンティルドンナ                                                                                   |
| 5月26日               | 東京優駿（日本ダービー）         | マンハッタンカフェ、ジャングルポケット、アグネスタキオン                                                           |
| 6月2日                | 安田記念                         | ノースフライト、サクラバクシンオー                                                                                 |
| 6月5日                | 東京ダービー                     | コパノリッキー、ホッコータルマエ、ワンダーアキュート                                                               |
| 6月19日               | さきたま杯                       | コパノリッキー、エスポワールシチー、スマートファルコン                                                             |
| 6月23日               | 宝塚記念                         | ヒシミラクル、ダンツフレーム                                                                                       |
| 6月26日               | 帝王賞                           | フリオーソ、ナリタブライアン、タニノギムレット                                                                     |
| 9月29日               | スプリンターズステークス         | カルストオンライトオ、デュランダル、ビリーヴ                                                                       |
| 10月2日               | ジャパンダートクラシック         | フリオーソ、エスポワールシチー、トランセンド                                                                       |
| 10月13日              | 秋華賞                           | ヴィブロス、スティルインラブ、エアメサイア                                                                         |
| 10月14日              | マイルチャンピオンシップ南部杯   | カレンチャン、トランセンド                                                                                         |
| 10月20日              | 菊花賞                           | メジロマックイーン、ビワハヤヒデ、ライスシャワー                                                                   |
| 10月27日              | 天皇賞（秋）                     | エアグルーヴ、バブルガムフェロー                                                                                   |
| 11月4日               | JBC3競走                         | イナリワン、ツインターボ                                                                                           |
| 11月10日              | エリザベス女王杯                 | ダイイチルビー、ファインモーション、エアメサイア                                                                   |
| 11月17日              | マイルチャンピオンシップ         | ヒシアケボノ、フジキセキ、ノースフライト                                                                           |
| 11月24日              | ジャパンカップ                   | シーザリオ、ブエナビスタ、スペシャルウィーク                                                                       |
| 12月1日               | チャンピオンズカップ             | ワンダーアキュート、エスポワールシチー、トランセンド                                                               |
| 12月8日               | 阪神ジュベナイルフィリーズ       | メジロラモーヌ、ニシノフラワー、ダイイチルビー                                                                     |
| 12月11日              | 全日本2歳優駿                    | ダイワスカーレット、ジェンティルドンナ、フリオーソ                                                                 |
| 12月15日              | 朝日杯フューチュリティステークス | サムソンビッグ、ナリタブライアン                                                                                   |
| 12月22日              | 有馬記念                         | オルフェーヴル |
| 12月28日              | ホープフルステークス             | アドマイヤベガ、サイレンススズカ                                                                                   |
| 12月29日              | 東京大賞典                       | タマモクロス、オグリキャップ、スーパークリーク、イナリワン、サイレンススズカ、スペシャルウィーク、トウカイテイオー |

### 2025年
| 掲載日 （競走開催日） | 競走名                 | ウマ娘イラスト                                           |
| --------------------- | ---------------------- | -------------------------------------------------------- |
| 02月23日              | フェブラリーステークス | フリオーソ、トランセンド                                 |
| 03月30日              | 高松宮記念             | ダイタクヘリオス、ダイイチルビー                         |
| 04月06日              | 大阪杯                 | サトノクラウン、キタサンブラック                         |
| 04月09日              | 川崎記念               | スマートファルコン、フリオーソ                           |
| 04月13日              | 桜花賞                 | アーモンドアイ、ラッキーライラック                       |
| 04月20日              | 皐月賞                 | タニノギムレット、ノーリーズン                           |
| 04月29日              | 羽田盃                 | イナリワン、ハルウララ                                   |
| 05月04日              | 天皇賞（春）           | ゴールドシップ、フェノーメノ                             |
| 05月05日              | かしわ記念             | ワンダーアキュート、コパノリッキー                       |
| 05月11日              | NHKマイルカップ        | デアリングハート、ラインクラフト                         |
| 05月18日              | ヴィクトリアマイル     | ウオッカ、カワカミプリンセス                             |
| 05月25日              | オークス               | ラヴズオンリーユー、クロノジェネシス、カレンブーケドール |
| 06月01日              | 日本ダービー           | ナリタタイシン、ウイニングチケット、ビワハヤヒデ         |
| 06月08日              | 安田記念               | バンブーメモリー、オグリキャップ、ヤエノムテキ           |
| 06月11日              | 東京ダービー           | イナリワン、コパノリッキー                               |
| 06月15日              | 宝塚記念               | マーベラスサンデー、バブルガムフェロー                   |
| 06月25日              | さきたま杯             | スマートファルコン、アグネスデジタル                     |

## 二次創作に関する事項
本作品を用いた二次創作に関しては、本作品自体が実在の競走馬をモチーフにしていることもあり、作品公式サイトにおいて以下のように告知し、注意を呼びかけている。
その後ゲームサービス開始以降、「著しく競走馬のイメージを損なう二次創作が見受けられる」として、馬名管理会社と協議の上で2021年11月10日付で二次創作のガイドラインを改めて制定し、配慮すべき表現の明確化を行ったほか、これに抵触した場合は法的措置も検討する可能性も示唆している。

### 西山茂行に関連した騒動
ニシノフラワーやセイウンスカイなどを所有している西山茂行は、2021年4月23日に自身のTwitterにおいて、本作品の二次創作に関しては成人向けを含めて容認する趣旨の発言を行った。しかしこれを一部ユーザーが「競走馬のイメージを著しく損なう表現を含めて何でもあり」と解釈したコメントを寄せたため、態度を一変させ所有馬を元にしたウマ娘の二次創作を全年齢向け含め全面禁止する旨を示した（当該ツイートはその後削除）。西山はその後「作品は全年齢向けでなのでそれならば構わない。それ以上のことは答えようがないので、運営会社からガイドラインがあるようならそれに従ってほしい」と発言している。

## 反響

### ゲーム（反響）
アメリカのゲーム調査会社・Sensor Towerの調査によると、全世界のモバイルゲーム売上で、日本国内のみのセールスにもかかわらず、本作が2021年3月に第4位（約149億円）、2021年4月には「王者栄耀」「PUBG MOBILE」に次ぐ第3位となった（金額は非公表）。最終的に2021年末まで（12月14日時点）の売り上げは約9億6500万ドル（約1100億円）に達し、2021年の全世界のモバイルゲーム売上で第9位となった。
角川アスキー総合研究所の『ファミ通モバイルゲーム白書2022』によれば、2021年の「ウマ娘 プリティーダービー」の国内推定売上は1295億7300万円で、2位以下に大差を付けてトップとなった。
Google Play（日本）のゲームセールスランキングでは、2021年2月28日から6月18日まで111日間連続1位を記録した。
また、日経BP発行の情報誌『日経トレンディ』が2021年12月号で発表した「2021年ヒット商品ベスト30」では第2位にランクイン、2021年11月30日に発表された「Google Play ベスト オブ 2021」において、ゲーム部門の大賞となる「ベストゲーム 2021」を始め、ユーザー投票部門最優秀賞、エキサイティング部門の部門賞を受賞している。
App Store上での評価は5段階評価中4.0。

### 楽曲
ゲームアプリのリリース後、本作のテーマソングの一つである『うまぴょい伝説』のカバーや踊ってみた動画がSNSに多数アップロードされ、盛り上がりを見せた。中には2021年12月4日に行われた東北楽天ゴールデンイーグルスのファン感謝祭において、新人選手達による同曲のダンスパフォーマンスが披露されている。
また、「『うまぴょい伝説』を披露する」行為を指して「うまぴょい（する）」と表現されることもあり、2021年7月3日にNHKの音楽番組『シブヤノオト』への「ウマ娘」名義での出演と『うまぴょい伝説』のテレビ初披露が発表された際には、Twitter上で「NHKでうまぴょい」がトレンド入りした。第66回有馬記念が開催された2021年12月26日の中山競馬場では、昼休みの時間の演奏会にて、当日のファンファーレを演奏する海上自衛隊東京音楽隊が同曲を演奏して話題となった。これ以降、日本ダービー・ジャパンカップなど陸海空自衛隊の音楽隊がファンファーレ生演奏を担当する中央GI競走当日の昼休憩中の演奏会にて「ウマ娘」の楽曲を演奏する事が恒例となっている。

### その他
企業業績
本作のゲームが配信された後のサイバーエージェント（Cygamesの親会社）のゲーム部門の売上は、2021年1～3月期の連結決算で過去最高の639億円（前年同期比 191億円増）、2021年4～6月期の連結決算では前四半期をさらに上回る923億円（前年同期比 556億円増）となり、通期の業績見通しを上方修正した。これに関連して、他のモバイルゲーム関連企業の決算説明会で、本作が自社の業績に影響をもたらすかどうかの質問が相次いだ。
その後、2023年4～6月期の連結決算でゲーム部門が営業赤字に転落したことが発表された際には、藤田晋社長から「周年イベントが重なった前四半期（2023年1～3月期）からの反動減」といった営業赤字の要因の具体例として「収益性に大きく影響した」と言及されたが、一方で新作アニメや家庭用ゲームをはじめとする今後の展開への期待についても語られている。。
なおCygamesの2021年9月期決算は、売上高が2221億円（前年比101.1%増）・経常利益が907億円（前年比273.1%増）と大幅に上昇した。
2022年、カタールで開催されたFIFA（国際サッカー連盟）主催サッカーワールドカップの全試合がABEMAで完全無料生中継されたが、巨額投資の原資は本作「ウマ娘」で得た利益の影響が大きいとしている。
流行語
自由国民社主催の「2021ユーキャン新語・流行語大賞」ではノミネート語の1つとして「ウマ娘」が選ばれている。
またドワンゴ・ピクシブが主催するネット流行語100 2021では、「ウマ娘 プリティーダービー」が年間大賞となり、2位となった「ゴールドシップ (ウマ娘)」を筆頭にウマ娘のキャラクターが100位までに13体ランクインした。さらにこれらに関連して、競走馬としてのゴールドシップが第5位にランクインしている。
バースデードネーション
ナイスネイチャの現所有者である引退馬協会は、ナイスネイチャが29歳を迎えた2017年4月16日の誕生日よりバースデードネーション（直訳すると誕生日の寄付）を開始。寄付金は本馬に限らず、引退馬が余生を過ごすための支援金として使用される。設定した1ヶ月間の目標額50万円に対して1年目は48名から19万8千円の寄付が集まり、2年目以降は2018年が275名から67万円、2019年が325名から187万円、2020年が404名から176万円の寄付額が集まった。そして2021年には目標額である200万円をわずか1日で達成し、その後一週間ほどでその10倍となる2000万円を超え、最終的に3582万9730円となった。この急激な寄付額増加の理由について、同年2月にゲームの配信が開始された本作の人気が後押ししているとして各種メディアに取り上げられた。目標を大きく上回る寄付額について引退馬協会代表理事の沼田恭子は、寄付額のおよそ30%にあたる部分をプールして長期的な引退馬の支援に活用することを発表している。
翌2022年のバースデードネーションは「引退馬の再就職支援」をテーマとして行われ、競馬を引退した馬を乗馬やコンパニオンホースとしてリトレーニングするための費用として使用することを目的に、目標額を前年の4.25倍となる850万円に設定して始まったが、開始初日に目標額を突破、その後わずか4日間で前年の最終額3582万円を超え、最終的には前年比約1.5倍となる5410万6129円もの寄付が集まった。

## コラボレーション

### 中央競馬
中山馬主協会（中山競馬場）
2022年以降の12月、中山競馬場で施行された有馬記念等GI級競走を含む一部の競走で、競走後ウィナーズサークルで行われる記念撮影や表彰式に登場するウイナーズレディを、以下の通り輪番で務めた。
- 2022年
  - 12月3日・11日：高柳知葉（オグリキャップ役）
  - 12月17日：春川芽生（シンボリクリスエス役）
  - 12月24日（第145回中山大障害を含む）：中村カンナ（ナリタトップロード役）
  - 12月25日（第67回有馬記念を含む）・28日（第39回ホープフルステークスを含む）：Machico（トウカイテイオー役）、田所あずさ（シンボリルドルフ役）、前田佳織里（ナイスネイチャ役）

- 2023年
  - 12月23日（第146回中山大障害を含む）：大和田仁美（スマートファルコン役）・のぐちゆり（メジロパーマー役）
  - 12月24日（第68回有馬記念を含む）：春川芽生（シンボリクリスエス役）・夏吉ゆうこ（シュヴァルグラン役）
  - 12月28日（第40回ホープフルステークスを含む）：鈴木みのり（アグネスデジタル役）・咲々木瞳（アドマイヤベガ役）

- 2024年
  - 12月21日（第147回中山大障害を含む）：宮下早紀（スティルインラブ役）・小島菜々恵（ラインクラフト役）
  - 12月22日（第69回有馬記念を含む）：高柳知葉（オグリキャップ役）・春川芽生（シンボリクリスエス役）
  - 12月28日（第41回ホープフルステークスを含む）：福嶋晴菜（ダンツフレーム役）・藤本侑里（ジャングルポケット役）

### 地方競馬

#### 南関東公営競馬
大井競馬場
2022年10月15日から2023年1月9日まで、大井競馬場で行われるイルミネーションイベント「東京メガイルミ」とのコラボレーションが開催された。グッズやコラボスイーツの販売、アクリルパネルの設置が行われたほか、目玉となる噴水ショーも『ユメヲカケル！』をテーマにしたコラボ仕様で開催された。また、これに伴ってゲームでもコラボイベント“KIRARI MAGIC SHOW”を開催したほか、プレゼントキャンペーンなどを行った。
2023年11月11日から2024年1月8日にもコラボレーションが開催され、11月11日には井上遥乃（イナリワン役）、大和田仁美（スマートファルコン役）、稲垣好（コパノリッキー役）、菊池紗矢香（ホッコータルマエ役）、須藤叶希（ワンダーアキュート役）によるトークショーが、12月2日には高柳知葉（オグリキャップ役）、井上遥乃（イナリワン役）、立花日菜（サトノダイヤモンド役）、矢野妃菜喜（キタサンブラック役）によるトークショーが行われた。
2024年11月2日から2025年1月12日にもコラボレーションが開催され、12月8日には高柳知葉（オグリキャップ役）、徳井青空（テイエムオペラオー役）、塚田悠衣（トランセンド役）、藤本侑里（ジャングルポケット役）、宮下早紀（スティルインラブ役）、芹澤優（ジェンティルドンナ役）によるトークショーが行われた。
船橋競馬場
2024年1月15日から19日まで（第50回ブルーバードカップ含む）コラボレーションを実施。ウマ娘5キャラ（全員、ダート交流競走参戦歴のある競走馬モチーフ）による場内アナウンスを実施。1月16日は全競走コラボレースを実施。
浦和競馬場
2025年2月24日から28日まで（第17回ユングフラウ賞含む）コラボレーションを実施。作品内ユニット「逃げ切りシスターズ」のキャラクター5名による場内アナウンスのほか、2月24日には第17回ユングフラウ賞を除く全競争コラボレースが実施された。また、第17回ユングフラウ賞の表彰式に大和田仁美（スマートファルコン役）が登壇し、勝利騎手・張田昂他関係者への花束贈呈が行われた。

#### 他地区
名古屋競馬場
2022年の移転開業に伴う記念イベントとして名古屋競馬とのコラボレーションを実施。4月10日には高柳知葉（オグリキャップ役）と安藤勝己（元JRA騎手）とのトークショーを実施。
笠松競馬場
漫画『シンデレラグレイ』で当競馬場が舞台となり、また当競馬場に縁のあるオグリキャップが主人公であることにちなみ、集英社とCygamesの全面協力により、2022年4月29日開催の第11競走にて「ウマ娘 シンデレラグレイ賞」が施行された。オグリキャップが芦毛だったことから、芦毛馬・白毛馬限定競走として行われた。
2023年4月26日から28日にもコラボレーションを実施。等身大パネル設置、POP UP STOREの開店の他、28日には高柳知葉（オグリキャップ役）と井上遥乃（イナリワン役）のトークショーも行われた。
2024年4月26日から29日にもコラボレーションを実施。29日には高柳知葉と夏吉ゆうこ（シュヴァルグラン役）のトークショーも行われた。
当初は2021年1月にも行われる予定だったが、笠松競馬場を巡る一連の競馬法違反事件の影響により中止になっている。

高知競馬場
2022年7月30日に高柳知葉（オグリキャップ役）のトークショーを実施。なお、当初は首藤志奈（ハルウララ役）のトークショーを実施予定だったが、同月26日に首藤の新型コロナウイルス感染が発覚した為、出演中止になり代わりに高柳が出演する事となった。
ばんえい競馬
2022年9月17日から9月19日、帯広競馬場において、来場者プレゼントや等身大パネルの設置、ポップアップストアなどのコラボイベントの開催が発表された。9月19日はMachico（トウカイテイオー役）、上田瞳（ゴールドシップ役）、草野仁（一口馬主、元・NHKアナウンサー）のトークショーが実施された他、記念レースも開催されている。
2023年9月23日から9月24日にもコラボレーションを実施。24日には草野仁、咲々木瞳（アドマイヤベガ役）、中村カンナ（ナリタトップロード役）のトークショーも行われた。
2024年9月14日から9月15日にもコラボレーションを実施。14日には草野仁、大空直美（タマモクロス役）、天海由梨奈（ミスターシービー役）、春川芽生（シンボリクリスエス役）、佐藤榛夏（シーザリオ役）のトークショーも行われる。
金沢競馬場
2022年11月20日から11月22日まで、コラボレーションを実施。11月20日には上田瞳（ゴールドシップ役）、大和田仁美（スマートファルコン役）によるトークショーが実施された他、記念レースも行われた。
金沢競馬場が現住所に移転して50年を迎えた2023年の7月30日にもコラボレーションを実施。香坂さき（ゴールドシチー役）によるトークショーが実施された他、記念レースも行われた。
2023年10月22日にもコラボレーションを実施。上田瞳（ゴールドシップ役）、大和田仁美（スマートファルコン役）、香坂さき（ゴールドシチー役）によるトークショーが実施された他、記念レースも行われた。
2024年10月12日(土)、13日(日)にもコラボレーションイベントを開催。10月13日には石見舞菜香（ライスシャワー役）、首藤志奈（ハルウララ役）、佐伯伊織（キングヘイロー役）のトークショーが実施された。
佐賀競馬場
2023年2月11日から2月12日まで、コラボレーションを実施。2月11日には篠原侑（カレンチャン役）、大和田仁美（スマートファルコン役）によるトークショーが実施された他、記念レースも行われた。
園田競馬場
2024年6月26日から6月28日まで、コラボレーションを実施。6月28日には大和田仁美（スマートファルコン役）、塚田悠衣（トランセンド役）、秋奈（ドゥラメンテ役）によるトークショーが実施された。

### 地方自治体
苫小牧市
2024年4月27日より苫小牧市内の6ヶ所にてウマ娘とコラボしたスタンプラリーを開催。ウマ娘の等身大パネル・デジタルスタンプが設置された。
2024年9月9日からは苫小牧観光案内所にてコラボ缶バッジを販売する。

### ゲーム他作品
グランブルーファンタジー
2018年6月に「ウマ娘応援キャンペーン」と称したキャンペーンが開催。『グラブル』ログイン画面にスペシャルウィークが登場した。
2022年2月にはコラボイベント「ウマ娘 プリティーダービー 蒼空に響くファンファーレ」が開催。スペシャルウィーク・サイレンススズカ・トウカイテイオー・ゴールドシップ・メジロマックィーンがゲーム内に登場した。
ワールドフリッパー
2022年6月25日よりコラボイベントを開催。ゲーム内にウマ娘たちが実装されるほか、BGMとしてウマ娘の楽曲が使用された。
なお、ウマ娘のキャラクターに関してはコラボイベント終了後も恒常排出キャラクターとして実装されている。
STARHORSE4
2022年7月20日よりコラボキャンペーンを開催。ジュークボックス内に『STARHORSE4』のBGMが追加されたほか、「STARHORSEシリーズ」でレース実況を担当している杉本清をモチーフにしたチャットスタンプ（ボイス付き）が追加された。
『STARHORSE4』側でもトレセン学園のキャラクターたちが登場するコラボイベントが開催される。
2023年2月には『STARHORSE4』とコラボした育成シナリオ「グランドマスターズ -継ぐ者達へ-」が実装された。育成シナリオでのレース実況は杉本清が担当している。
アイドルマスター シンデレラガールズ スターライトステージ
2022年8月16日から開催。『デレステ』にてアイドル達がカバーした「うまぴょい伝説」がプレイ楽曲として追加。
コラボを記念してウマ娘のキャラクターが『アイドルマスター シンデレラガールズ』の楽曲「お願い！シンデレラ」を踊るショート動画がYouTubeチャンネル『ぱかチューブっ!』にて公開された。
Shadowverse EVOLVE
2022年10月1日、2025年1月10日にウマ娘とコラボしたブースターパックが発売された。

### その他メディア
トップガン マーヴェリック
2021年8月28日の「3rd EVENT WINNING DREAM STAGE DAY1」にて、宣伝担当役（公式側は宣伝パイロットと称している）として本作のマヤノトップガンが着任し、映画の様々な情報を公開していくと発表された。2022年5月に横浜で行われたジャパンプレミアでは、星谷美緒（マヤノトップガン役）、高野麻里佳（サイレンススズカ役）、Machico（トウカイテイオー役）、高橋ミナミ（エルコンドルパサー役）の声優陣4名がゲストに招かれ、来日したトム・クルーズとの対面を果たした。同映画が公開された後の2022年6月10日には、入場者特典としてオリジナルのカードが配布された。
Sports Graphic Number
2022年10月20日発売の1061号でコラボレーションを実施。菊花賞で優勝したミスターシービー、セイウンスカイ、キタサンブラックのウマ娘のイラストが裏表紙を飾り、裏表紙から16ページで『ウマ娘』の特集記事を掲載する。特集で裏表紙を使用する紙面構成は、『Number』の歴史上42年間で初となる。また、ゲーム内でもジュエルの配布やコラボ記念の特別ホーム画面の設定が行われる。
週刊Gallop
創刊30周年記念企画として、2023年10月22日号（通巻1634号）よりコラボレーションを実施。『ウマ娘 秋のGI名勝負物語』と称して、ウマ娘のモチーフとなった競走馬の秋のGIでの活躍やエピソードを振り返る企画を11号にわたって実施すると発表した。また企画がスタートした2023年10月22日号の表紙は、創刊号の表紙となった1993年の第34回宝塚記念におけるメジロマックイーンを、ウマ娘のメジロマックイーンの3Dイラストで再現している。
ゴジラxコング 新たなる帝国

### 食品メーカー、ファーストフードチェーン
サントリーフーズ
ゲーム内で登場するスタミナ回復アイテム「タフネス30」をイメージしたZONeのオリジナルフレーバー「ZONe TOUGHNESS」（ゾーン タフネス）が発売。デザインは全16種類で、第1弾が2022年2月15日、第2弾が2022年3月1日発売、第3段が2022年7月1日発売。
2022年5月16日より、缶コーヒー・BOSSとのコラボレーションを開始。「加速装置付きボスジャン」や、ウマ娘が過去に発表されたボスジャンを着たデザインのQUOカードが当たるキャンペーンが実施された。またこのキャンペーンでは、「BOSSの商品開発担当者・K」がウマ娘に対する情熱を綴った長文が広告として掲載され話題になった。2023年は「優駿の微糖」、2024年には「凱旋の一服」という期間限定コラボブレンド商品が販売された。
beLEGEND
2023年10月28日に、トウカイテイオーをモチーフとした「はちみードリンク風味プロテイン オリジナルコラボTシャツセット」を販売。
2024年10月19日に、ドゥラメンテをモチーフとした「鍛錬の先へ！エナジーグレープフルーツ風味」を販売。
森永製菓
「板チョコアイス×ウマ娘キャンペーン」として2024年4月22日よりキャンペーンを行った。
ケンタッキーフライドチキン
2024年8月24日から9月13日にコラボキャンペーンが開催された。コラボパッケージ商品“ウマ娘と今日、ケンタッキーにしない？スペシャルセット”がネットオーダー限定で販売される他、アプリ内にて使用できる限定サポートカードや回復アイテムがプレゼントされていた。

### コンビニエンスストア
セブンイレブン、ローソン、ファミリーマート
上記3社のコンビニと頻繁にコラボを行い、都度ウマ娘にちなんだ商品を販売など行っている。

### その他組織
NASA（アメリカ航空宇宙局）
2024年9月28，29日に行われた「Twinkle Circle! in AICHI」にて発表が行われた。4月1日に行われたエイプリルフールイベントにて登場した宇宙走娘＜コスモピュエラ＞とのコラボであり、Cystoreにてコラボ商品が販される。
北島音楽事務所・EH酒造
キタサンブラックの実馬のオーナーである歌手の北島三郎と、ウマ娘のキタサンブラックのコラボレーション商品として、赤ワインとグラスのセットが2023年12月に5000セット限定でEH酒造から発売された。ラベルやパッケージには北島とウマ娘のキタサンブラックのシルエット、北島の写真や直筆の「北三黒」とメッセージ、ウマ娘のキタサンブラックのイラストなどがデザインされている。
2025年1月には第2弾としてEH酒造の製造・販売による純米大吟醸の日本酒とグラス・枡のセットが実馬とウマ娘それぞれのバージョンで各3000セット限定で発売、それぞれ実馬の写真またはウマ娘のイラストがラベルやパッケージに入るほか、北島の直筆メッセージも入れられている。

## テレビCM
ゲームキャラクターが登場するテレビCMは複数製作されているが、ここでは実在の人物が出演したテレビCMを取り上げる。
- 武豊（2018年・2022年 - 2025年）[257]
- 吉田鋼太郎・中村倫也（2021年・2022年）[258]
- 高城れに（2022年）[259]
- クリストフ・ルメール（2022年 - 2025年）[260]
- 高橋英樹（2023年12月24日）
  - 朝日放送テレビ・テレビ朝日系『M-1グランプリ2023』内にて放送された特別CM「正解はウマ娘！」篇に出演。これは2022年末に放送されたCM「ぱかっとクイズ」篇が、越後製菓による高橋が「越後侍」として登場するCMを彷彿させた事が話題となり、同社も反応したことを受け、Cygamesから越後製菓に再現CMの制作を打診したところ、同社の快諾と協力を得て製作スタッフを結集し再現した物（高橋の名義や衣装も「馬娘侍」になっている）となっている[261]。
- 北島三郎（2023年・2024年）
- 賀来賢人（2024年）
  - 3.5周年記念CM、同時進行のケンタッキーフライドチキンとのコラボに合わせ、2022年にケンタッキーのCMに出演した賀来賢人を起用し、ケンタッキーのCMを再現[262]。

## 受賞
- ガジェット通信 アニメ流行語大賞2021上半期[263]
  - 銀賞「うまぴょい」
  - 銅賞「ウマ娘」
- 日本ゲーム大賞2021 - 優秀賞[264][265]
- Yahoo!検索大賞2021 - カルチャーカテゴリー ゲーム部門賞[266][267]
- Google Play ベスト オブ 2021ゲーム部門 - ベストゲーム2021、ユーザー投票部門最優秀賞、エキサイティング部門部門賞[191]
- SNS流行語大賞2021 - ゲーム部門1位「ウマ娘」[268]
- ガジェット通信 ネット流行語大賞2021 - 金賞「ウマ娘」[269]
- ガジェット通信 アニメ流行語大賞2021 - 銀賞「うまぴょい」[270]
- ネット流行語100 2021[271]
  - 年間大賞「ウマ娘 プリティーダービー」
  - トップ20単語賞「ゴールドシップ(ウマ娘)」（2位）、「ライスシャワー(ウマ娘)」（9位）、「トウカイテイオー(ウマ娘)」（13位）
- #Twitterトレンド大賞 2021 - 16位「#ウマ娘」[272]
- 令和3年アニソン大賞 - 「うまぴょい伝説 (TV Size) [Season 2 Ver.] 」[273]
- ファミ通 超流行りゲー大賞2021 - 2位[274]
- 声優アワード2022 - ゲーム賞[275]
- ファミ通・電撃ゲームアワード2021[276]
  - ミュージック部門 最優秀賞
  - ボイスアクター部門 最優秀賞（上田瞳〈ゴールドシップ〉）
  - キャラクター部門 最優秀賞（ゴールドシップ）
  - ルーキー部門 最優秀賞
- デジタル・コンテンツ・オブ・ジ・イヤー'21 / 第27回AMDアワード - 年間コンテンツ賞「優秀賞」[277][278]
- CEDEC AWARDS 2022 - サウンド部門 最優秀賞（サウンド開発チーム）[279]
「『ウマ娘 プリティーダービー』を代表とする人気コンテンツ制作における技術や応用事例を多数発表」を理由にノミネートしたCygames Tech Conference運営チームもエンジニアリング部門 最優秀賞を受賞している。

## 訴訟
2023年までに、コナミデジタルエンタテインメントは、「ウマ娘 プリティーダービー」のゲームシステムやプログラムについて、特許権に係る問題があるとしてCygamesと協議を進めていたが合意に至らず、同年3月31日、特許侵害があったとして訴訟を提起し、40億円の損害賠償やゲームをはじめとしたコンテンツの提供・販売差し止めなどを求めた。Cygames側は、特許侵害の事実は無いと考えているとした上で、正当性を訴訟手続きの中で明らかにしつつ、引き続きコンテンツの提供を続けることを明らかにした。
なお、東洋経済の取材・報道によれば、侵害しているとされる特許の一部は以下のものである。
- 主人公キャラクターなどのパラメータを変更、または設定し育成するパート
- その育成キャラクターを用いたパート
- ウマ娘でいう「サポート効果」に当たる部分